# Emlősök
Az emlősök (Mammalia) a gerinchúrosok törzsén (Chordata) belül a gerincesek altörzsének (Vertebrata) egyik osztályát alkotják.
A hüllőkkel és a madarakkal szemben megkülönböztető a neocortex, a szőr, a középfül három hallócsontocskája és a tejmirigyek. 
Közös jellemzőjük, hogy a nőstények az újszülötteket erre a célra módosult mirigyeik, a tejmirigyek váladékával, tejjel táplálják. A legtöbb emlősnél a tejmirigyek emlőkhöz csatlakoznak, ám a tojásrakó emlősöknek nincsenek emlőik, hanem a tejmirigyek egy hosszanti bőrredőbe nyílnak. Az emlősökre általánosan jellemző a fejlett hőszabályozás, a homoiothermia, vagyis a közel állandó testhőmérséklet, a hőszigetelést szolgáló szőrzet (ez azonban részben hiányozhat is), zárt kamrasövénnyel két tökéletesen elválasztott szívfélre, és ezen belül négy rekeszre tagolt szív, a sejtmag nélküli vörösvértestek, az úgynevezett másodlagos állkapocs-ízesülés, a három hallócsontocska, a fogmederben ülő fogakból álló, úgynevezett thecodont fogazat (a fogak egyes fajoknál visszafejlődhetnek), valamint a fejlett idegrendszer.
Az alaptípus négy lábon járó szárazföldi állat.
Mindezek ellenére az emlősök osztályán belül igen nagy fokú sokféleség jellemző, mind evolúciós, mind ökológiai értelemben. Az emlősök között egyaránt akadnak talajlakó, fán élő, siklórepülő, aktív repülő, ásó, sőt vízi életmódot folytató, vagy két lábon járó formák is. Rendkívüli sokféleség jellemzi mozgásukat, táplálkozásukat, napszakos aktivitásukat és viselkedésüket is
Az emlősök legnagyobb csoportja a méhlepényeseké. Ezekben a vemhesség alatt az anya méhében méhlepény táplálja a kölyköket. A legkisebb emlős a dongódenevér, melynek hossza 30–40 mm; a kék bálna nemcsak a legnagyobb emlős, hanem egyben a jelenleg a Földön élő legnagyobb állat is, 30 méteres hosszával. A tojásrakók öt fajának kivételével elevenszülők. A legtöbb emlősfaj méhlepényes, ide tartozik a hat legnagyobb rend is. A legnagyobb rendek a rágcsálók, az evezőszárnyúak és a cickányalakúak. A további három rend a főemlősök, a  patások és a ragadozók, melyek sorrendje az aktuálisan használt rendszertantól függ.
Az emlősök két csoportra oszthatók, ezek a Yinotheria, ahova a kacsacsőrű emlős és a hangyászsünfélék tartoznak, és az összes többi emlőst magába foglaló Theriiformes. Az emlősökhöz mintegy 5450 faj sorolható, az aktuálisan használt rendszertől függően. A Theriiformes tovább osztható a Prototheria (ide egyetlen rend tartozik, a kloákások) és a Theria alosztályokra. A Theria két része a Metatheria és az Eutheria. A Metatheria jelenleg élő csoportja az erszényesek; az Eutheria a méhlepényeseket foglalja magába. Az emlősök rendszertana család szinten stabil, viszont magasabb szinten több osztályozás is létezik, különösen az erszényeseknél. Sok változás a molekuláris genetikai elemzéseket követi. Így bontottak fel olyan hagyományos csoportokat, mint a rovarevők rendje, és alakítottak ki újabb csoportokat, mint az Afrotheria.
Az emlősök az emlősszerűek utolsó leszármazottai, ami a hüllőszerűekkel együtt a magzatburkosok kládot alkotja. A legkorábbi ismert emlősszerűek a Sphenacodontiákhoz tartozó pelycosaurusok. Innen származott a nem emlős Dimetrodon
is. A karbon kor végén ez a csoport eltávolodott a hüllőszerűek vonaltól, ahonnan a mai hüllők és emlősök származnak. A Sphenacodontia szétvált nem emlős hüllők különböző ágaira, mielőtt még a középidő elején megjelentek a protoemlősök. A ma ismert emlősrendek a kainozoikumban, a paleogén és a neogén időszakban léptek színre, miután a nem madár dinoszauruszok kihaltak. Azóta ők a domináns szárazföldi állatcsoport.
A legtöbb emlősfaj intelligens, nagy méretű aggyal rendelkezik, öntudatos és eszközöket használ. Sokféleképpen képesek kommunikálni, amelyek több érzékszervvel észlelhetők, így hang- és szagjelekkel, testbeszéddel. A közösségek lehetnek egyesülő-szétválók, háremek, vagy hierarchikusak, de lehetnek territoriálisak vagy magányosak is. A legtöbb faj többnejű, de vannak monogám és többférjű fajok is.
A háziasított emlősfajok nagy szerephez jutottak a neolitikus forradalom alatt, amivel az emberi társadalom is átalakult, kialakultak az első civilizációk. Segítették és segítik az emberek munkáját, közlekedését, és ellátják gyapjúval, tejjel (a tejből az ember készít tejtermékeket), hússal és bőrrel. Vaclav Smil cseh–kanadai kutató szerint a szárazföldi emlősök testtömegének 97 százaléka jut az emberre és haszonállataira, tehát mindössze három százalék a vadon élő állatokra. Vannak emlősök, melyekre vadásznak, vannak, amelyeket versenyeztetnek, akár emberi csapattárssal is. Emlősöket használnak modellszervezetként tudományos kutatások céljára. Az ember számos módon ábrázol különböző emlősfajokat különböző földtörténeti korokból, megjelennek az irodalomban, a képzőművészetekben, a vallásokban és a mitológiákban.  Az emlősfajokat főként az élőhelyek pusztítása és az orvvadászat veszélyezteti.

## Etimológia
A magyar emlősök elnevezést Földi János alkotta 1801-ben, a latin mammalia szó szerinti fordításával. A kifejezés eredetileg az emlőt jelentő latin mamma szóból ered, amelynek nyomán Linné 1758-ban a Mammalia tudományos nevet adta ennek az állatcsoportnak. A 18. század végén és a 19. század első éveiben az emlősök elnevezés mellett a szoptató vadak kifejezés is használatos volt a magyar nyelvű írásbeliségben.

## Rendszerezés
| Rodentia Chiroptera Soricomorpha Primates Carnivora Artiodactyla Diprotodontia Lagomorpha Didelphimorphia Cetacea Dasyuromorphia | Afrosoricida Erinaceomorpha Cingulata Peramelemorphia Scandentia Perissodactyla Macroscelidea Pilosa Monotremata Proboscidea |

A rágcsálók Rodentia (kék), denevérek Chiroptera (piros) és a cickányalakúak Soricomorpha (sárga) rendjei együtt az emlősfajok több mint 70%-át teszik ki.

Mióta Carl von Linné először definiálta az osztályt, azóta az emlősök rendszerezése számos változáson ment keresztül. Nincs olyan osztályozás, amit mindenki elfogad; McKenna & Bell (1997) és Wilson & Reader (2005) hasznos leírásokat ad. A 20. század végéig az iskolákban tanított rendszertanok George Gaylord Simpson: "Principles of Classification and a Classification of Mammals" (AMNH Bulletin v. 85, 1945) művén alapultak. Simpson osztályozása óta újrakalibrálták a fosszíliákat, az azóta eltelt időben sokat vitatkoztak magáról az osztályozásról, részben a kladisztika új fogalmáról. Habár Simpson munkája elavult, rendszertana a legközelebb áll ahhoz, hogy hivatalos legyen.
A ma élő emlősök ugyan három fő fejlődési irányt képviselnek (tojásrakók, erszényesek, méhlepényesek), ám ezek közül az erszényesek és a méhlepényesek közelebb állnak egymáshoz, mint a tojásrakókhoz. Ezért az emlősök osztályát a korszerű rendszertanok 2 alosztályra, tojásrakó emlősökre (Prototheria) és elevenszülő emlősökre (Theria) osztják, és ez utóbbin belül különítik el az erszényeseket, illetve a méhlepényeseket.
A legnagyobb rendekkel együtt a legtöbb emlősfaj méhlepényes. A rágcsálók rendjébe tartoznak az egerek, patkányok, hódok, kapibaraformák és más rágcsálók. A bőrszárnyúak a denevérek. A cickányalakúakhoz  a cickányokon kívül a vakondok és más fajok is. A főemlősökhöz a majmok, félmajmok; a párosujjú patásokhoz a kérődzők mellett a cetek is tartoznak; a ragadozók között megtalálhatók a macska- és a kutyafélék, menyétfélék, medvék, fókák és egyebek. A Mammal Species of the World 2006-ban 5416 fajt sorolt az emlősökhöz; 1229 nem, 153 család és 29 rend. 2008-ban az International Union for Conservation of Nature (IUCN) által kiadott Vörös lista 5488 emlősfajt tartalmazott. A  Journal of Mammalogy 2018-ban 6495 fajt sorolt az emlősökhöz, melyből 96 kihalt.

## Definíció
A Linné által 1758-ban megalkotott Mammalia tudományos elnevezés a latin mamma (emlő, mell) szóból származik. Timothy Rowe 1988-ban a Mammaliákat az emlősök túlélő csoportjaként definiálta. Ez az a klád, ami a méhlepényes és a nem méhlepényes emlősök legkésőbbi közös ősétől származik. Mivel ez az emlős a Jura alatt élt, a definíció kizár olyan emlősszerű állatokat az emlősök köréből, amelyek a triászban éltek, és a 19. század közepétől emlősnek tekintették őket.  Ezzel a definícióval egyes emlősök sokkal közelebb állnak az első közös őshöz, mint más fajok. Az Ambondro közelebb áll a nem méhlepényes emlősökhöz, míg az  Amphilestes és az Amphitherium a méhlepényesekhez. A három nem 167 millió éves fosszíliáit találták meg a jura kor közepéről.
T. S. Kemp definíciója hagyományosabb, ami az állkapocs felépítésén alapul. Alternatívan, a ma élő emlősök és a Sinoconodon legkésőbbi közös ősének leszármazottai. A kritériumoknak megfelelő legkorábbi állat a  Tikitherium, ami 225 millió évvel ezelőtt, a késő triászban élt.

### Korszerű rendszerezés
A ma ismert mintegy 5500 jelenkori, azaz recens emlősfajt a legkorszerűbb, széles körben elfogadott rendszertanok 30 rendbe sorolják az alábbiak szerint (taxonómiai sorrendben):
- Emlősök (Mammalia) osztálya – Linnaeus, 1758
  - Tojásrakó emlősök (Prototheria) alosztálya – Gill, 1872
    - Kloákások (Monotremata) – Bonaparte, 1837

  - Elevenszülő emlősök (Theria) alosztálya – Parker & Haswell, 1897
    - Erszényesek (Marsupialia) alosztályága – Illiger, 1811 (=Metatheria Huxley, 1880)
      - Oposszumalakúak (Didelphimorphia) – Gill, 1872
      - Cickányoposszum-alakúak (Paucituberculata) – Ameghino, 1894
      - Törpeoposszum-alakúak (Microbiotheria) – Ameghino, 1889
      - Erszényes ragadozók (Dasyuromorphia) – Gill, 1872
      - Bandikutalakúak (Peramelemorphia) – Kirsch, 1968
      - Erszényesvakond-alakúak (Notoryctemorphia) – Kirsch, 1977
      - Diprotodontia – Owen, 1866

    - Méhlepényesek (Eutheria) alosztályága – Huxley, 1880 (=Placentalia Owen, 1837)
      - Afrotheria öregrend – Stanhope et al., 1998
        - Elefántcickány-alakúak (Macroscelidea) – Butler, 1956
        - Afrosoricida – Stanhope, 1998
        - Csövesfogúak (Tubulidentata) – Huxley, 1872
        - Szirtiborz-alakúak (Hyracoidea) – Huxley, 1869
        - Tengeritehenek (Sirenia) – Illiger, 1811
        - Ormányosok (Proboscidea) – Illiger, 1811
        - Bibymalagasia[13] – MacPhee, 1994

      - Vendégízületesek (Xenarthra) öregrendje – Cope, 1889
        - Szőrös vendégízületesek (Pilosa) – Flower, 1883
        - Páncélos vendégízületesek (Cingulata) – Illiger, 1811

      - Euarchontoglires vagy Supraprimates öregrend
        - Mókuscickányok (Scandentia) – Wagner, 1855
        - Bőrszárnyúak (Dermoptera) – Illiger, 1811
        - Főemlősök (Primates) – Linneaues, 1758
        - Nyúlalakúak (Lagomorpha) – Brandt, 1855
        - Rágcsálók (Rodentia) – Bowdich, 1821

      - Laurasiatheria öregrend – Waddell et al., 1999
        - Eulipotyphla
        - Denevérek (Chiroptera) – Blumenbach, 1779
        - Cetek (Cetacea) – Brisson, 1762
        - Párosujjú patások (Artiodactyla) – Owen, 1848
        - Páratlanujjú patások (Perissodactyla) – Owen, 1848
        - Tobzoskák (Pholidota) – Weber, 1904
        - Ragadozók (Carnivora) – Bowdich, 1821

### Eltérések a rendszertanban
Az állatrendszertan sajátosságaiból adódóan a fentitől eltérő rendszertanokkal is találkozhatunk. Az eltérések oka rendszerint a következő lehet:
- Vita a rendszerezésben – Az egyes csoportok közötti rokonság bizonyos esetekben vitatott lehet. Egyes rendszerezők például az úszólábúak csoportját (Pinnipedia) önálló rendként, mások viszont a ragadozók rendjének egyik alrendjeként különítik el.
- Másfajta rendszertani megközelítés – A "molekuláris törzsfákat" biokémiai alapon, például a DNS bázissorrend hasonlóságai alapján készítik, és nem veszik figyelembe az őslénytan, vagy az összehasonlító anatómia szempontjait. Emiatt az így kapott rendszer eltérhet a szokásostól.
- Fosszilis csoportokat is tartalmazó rendszerek – Az egyes élőlénycsoportokat az őslénytan mindig tágabban értelmezi, mint a zoológia, ráadásul az ilyen rendszereknek időbeli dimenziójuk is van.
- Elavult rendszertanok – A különféle élőlénycsoportok rokonsági viszonyaira vonatkozó ismeretek gyarapodásával a rendszertanok is változnak. Az emlősök esetében például elavultnak számít a vastagbőrűek (Pachydermata), vagy a foghíjasok (Edentata) csoportjának elkülönítése, vagy az erszényesek egyetlen rendbe történő besorolása.

### Molekuláris rendszerezés
Az elmúlt néhány évben a DNS alapú molekuláris tanulmányok az emlősök családjai közötti új kapcsolatokra mutattak rá.
|  | Afrotheria       |
|  |                  |
|  | Vendégízületesek |
|  |                  |

|        | Euarchonta                                                |
|        |                                                           |
| Glires | \| \| Nyúlalakúak \| \| \| \| \| \| Rágcsálók \| \| \| \| |
|        | \| \| Nyúlalakúak \| \| \| \| \| \| Rágcsálók \| \| \| \| |
|        | Nyúlalakúak                                               |
|        |                                                           |
|        | Rágcsálók                                                 |
|        |                                                           |

|  | Nyúlalakúak |
|  |             |
|  | Rágcsálók   |
|  |             |

|       | Páratlanujjú patások                                    |
|       |                                                         |
| Ferae | \| \| Tobzoskák \| \| \| \| \| \| Ragadozók \| \| \| \| |
|       | \| \| Tobzoskák \| \| \| \| \| \| Ragadozók \| \| \| \| |
|       | Tobzoskák                                               |
|       |                                                         |
|       | Ragadozók                                               |
|       |                                                         |

|  | Tobzoskák |
|  |           |
|  | Ragadozók |
|  |           |

|       | Páratlanujjú patások                                    |
|       |                                                         |
| Ferae | \| \| Tobzoskák \| \| \| \| \| \| Ragadozók \| \| \| \| |
|       | \| \| Tobzoskák \| \| \| \| \| \| Ragadozók \| \| \| \| |
|       | Tobzoskák                                               |
|       |                                                         |
|       | Ragadozók                                               |
|       |                                                         |

|  | Tobzoskák |
|  |           |
|  | Ragadozók |
|  |           |

|       | Páratlanujjú patások                                    |
|       |                                                         |
| Ferae | \| \| Tobzoskák \| \| \| \| \| \| Ragadozók \| \| \| \| |
|       | \| \| Tobzoskák \| \| \| \| \| \| Ragadozók \| \| \| \| |
|       | Tobzoskák                                               |
|       |                                                         |
|       | Ragadozók                                               |
|       |                                                         |

|  | Tobzoskák |
|  |           |
|  | Ragadozók |
|  |           |

|       | Páratlanujjú patások                                    |
|       |                                                         |
| Ferae | \| \| Tobzoskák \| \| \| \| \| \| Ragadozók \| \| \| \| |
|       | \| \| Tobzoskák \| \| \| \| \| \| Ragadozók \| \| \| \| |
|       | Tobzoskák                                               |
|       |                                                         |
|       | Ragadozók                                               |
|       |                                                         |

|  | Tobzoskák |
|  |           |
|  | Ragadozók |
|  |           |

|       | Páratlanujjú patások                                    |
|       |                                                         |
| Ferae | \| \| Tobzoskák \| \| \| \| \| \| Ragadozók \| \| \| \| |
|       | \| \| Tobzoskák \| \| \| \| \| \| Ragadozók \| \| \| \| |
|       | Tobzoskák                                               |
|       |                                                         |
|       | Ragadozók                                               |
|       |                                                         |

|  | Tobzoskák |
|  |           |
|  | Ragadozók |
|  |           |

|       | Páratlanujjú patások                                    |
|       |                                                         |
| Ferae | \| \| Tobzoskák \| \| \| \| \| \| Ragadozók \| \| \| \| |
|       | \| \| Tobzoskák \| \| \| \| \| \| Ragadozók \| \| \| \| |
|       | Tobzoskák                                               |
|       |                                                         |
|       | Ragadozók                                               |
|       |                                                         |

|  | Tobzoskák |
|  |           |
|  | Ragadozók |
|  |           |

|       | Páratlanujjú patások                                    |
|       |                                                         |
| Ferae | \| \| Tobzoskák \| \| \| \| \| \| Ragadozók \| \| \| \| |
|       | \| \| Tobzoskák \| \| \| \| \| \| Ragadozók \| \| \| \| |
|       | Tobzoskák                                               |
|       |                                                         |
|       | Ragadozók                                               |
|       |                                                         |

|  | Tobzoskák |
|  |           |
|  | Ragadozók |
|  |           |

|       | Páratlanujjú patások                                    |
|       |                                                         |
| Ferae | \| \| Tobzoskák \| \| \| \| \| \| Ragadozók \| \| \| \| |
|       | \| \| Tobzoskák \| \| \| \| \| \| Ragadozók \| \| \| \| |
|       | Tobzoskák                                               |
|       |                                                         |
|       | Ragadozók                                               |
|       |                                                         |

|  | Tobzoskák |
|  |           |
|  | Ragadozók |
|  |           |

|        | Euarchonta                                                |
|        |                                                           |
| Glires | \| \| Nyúlalakúak \| \| \| \| \| \| Rágcsálók \| \| \| \| |
|        | \| \| Nyúlalakúak \| \| \| \| \| \| Rágcsálók \| \| \| \| |
|        | Nyúlalakúak                                               |
|        |                                                           |
|        | Rágcsálók                                                 |
|        |                                                           |

|  | Nyúlalakúak |
|  |             |
|  | Rágcsálók   |
|  |             |

|       | Páratlanujjú patások                                    |
|       |                                                         |
| Ferae | \| \| Tobzoskák \| \| \| \| \| \| Ragadozók \| \| \| \| |
|       | \| \| Tobzoskák \| \| \| \| \| \| Ragadozók \| \| \| \| |
|       | Tobzoskák                                               |
|       |                                                         |
|       | Ragadozók                                               |
|       |                                                         |

|  | Tobzoskák |
|  |           |
|  | Ragadozók |
|  |           |

|       | Páratlanujjú patások                                    |
|       |                                                         |
| Ferae | \| \| Tobzoskák \| \| \| \| \| \| Ragadozók \| \| \| \| |
|       | \| \| Tobzoskák \| \| \| \| \| \| Ragadozók \| \| \| \| |
|       | Tobzoskák                                               |
|       |                                                         |
|       | Ragadozók                                               |
|       |                                                         |

|  | Tobzoskák |
|  |           |
|  | Ragadozók |
|  |           |

|       | Páratlanujjú patások                                    |
|       |                                                         |
| Ferae | \| \| Tobzoskák \| \| \| \| \| \| Ragadozók \| \| \| \| |
|       | \| \| Tobzoskák \| \| \| \| \| \| Ragadozók \| \| \| \| |
|       | Tobzoskák                                               |
|       |                                                         |
|       | Ragadozók                                               |
|       |                                                         |

|  | Tobzoskák |
|  |           |
|  | Ragadozók |
|  |           |

|       | Páratlanujjú patások                                    |
|       |                                                         |
| Ferae | \| \| Tobzoskák \| \| \| \| \| \| Ragadozók \| \| \| \| |
|       | \| \| Tobzoskák \| \| \| \| \| \| Ragadozók \| \| \| \| |
|       | Tobzoskák                                               |
|       |                                                         |
|       | Ragadozók                                               |
|       |                                                         |

|  | Tobzoskák |
|  |           |
|  | Ragadozók |
|  |           |

|       | Páratlanujjú patások                                    |
|       |                                                         |
| Ferae | \| \| Tobzoskák \| \| \| \| \| \| Ragadozók \| \| \| \| |
|       | \| \| Tobzoskák \| \| \| \| \| \| Ragadozók \| \| \| \| |
|       | Tobzoskák                                               |
|       |                                                         |
|       | Ragadozók                                               |
|       |                                                         |

|  | Tobzoskák |
|  |           |
|  | Ragadozók |
|  |           |

|       | Páratlanujjú patások                                    |
|       |                                                         |
| Ferae | \| \| Tobzoskák \| \| \| \| \| \| Ragadozók \| \| \| \| |
|       | \| \| Tobzoskák \| \| \| \| \| \| Ragadozók \| \| \| \| |
|       | Tobzoskák                                               |
|       |                                                         |
|       | Ragadozók                                               |
|       |                                                         |

|  | Tobzoskák |
|  |           |
|  | Ragadozók |
|  |           |

|       | Páratlanujjú patások                                    |
|       |                                                         |
| Ferae | \| \| Tobzoskák \| \| \| \| \| \| Ragadozók \| \| \| \| |
|       | \| \| Tobzoskák \| \| \| \| \| \| Ragadozók \| \| \| \| |
|       | Tobzoskák                                               |
|       |                                                         |
|       | Ragadozók                                               |
|       |                                                         |

|  | Tobzoskák |
|  |           |
|  | Ragadozók |
|  |           |

|       | Páratlanujjú patások                                    |
|       |                                                         |
| Ferae | \| \| Tobzoskák \| \| \| \| \| \| Ragadozók \| \| \| \| |
|       | \| \| Tobzoskák \| \| \| \| \| \| Ragadozók \| \| \| \| |
|       | Tobzoskák                                               |
|       |                                                         |
|       | Ragadozók                                               |
|       |                                                         |

|  | Tobzoskák |
|  |           |
|  | Ragadozók |
|  |           |

|  | Afrotheria       |
|  |                  |
|  | Vendégízületesek |
|  |                  |

|        | Euarchonta                                                |
|        |                                                           |
| Glires | \| \| Nyúlalakúak \| \| \| \| \| \| Rágcsálók \| \| \| \| |
|        | \| \| Nyúlalakúak \| \| \| \| \| \| Rágcsálók \| \| \| \| |
|        | Nyúlalakúak                                               |
|        |                                                           |
|        | Rágcsálók                                                 |
|        |                                                           |

|  | Nyúlalakúak |
|  |             |
|  | Rágcsálók   |
|  |             |

|       | Páratlanujjú patások                                    |
|       |                                                         |
| Ferae | \| \| Tobzoskák \| \| \| \| \| \| Ragadozók \| \| \| \| |
|       | \| \| Tobzoskák \| \| \| \| \| \| Ragadozók \| \| \| \| |
|       | Tobzoskák                                               |
|       |                                                         |
|       | Ragadozók                                               |
|       |                                                         |

|  | Tobzoskák |
|  |           |
|  | Ragadozók |
|  |           |

|       | Páratlanujjú patások                                    |
|       |                                                         |
| Ferae | \| \| Tobzoskák \| \| \| \| \| \| Ragadozók \| \| \| \| |
|       | \| \| Tobzoskák \| \| \| \| \| \| Ragadozók \| \| \| \| |
|       | Tobzoskák                                               |
|       |                                                         |
|       | Ragadozók                                               |
|       |                                                         |

|  | Tobzoskák |
|  |           |
|  | Ragadozók |
|  |           |

|       | Páratlanujjú patások                                    |
|       |                                                         |
| Ferae | \| \| Tobzoskák \| \| \| \| \| \| Ragadozók \| \| \| \| |
|       | \| \| Tobzoskák \| \| \| \| \| \| Ragadozók \| \| \| \| |
|       | Tobzoskák                                               |
|       |                                                         |
|       | Ragadozók                                               |
|       |                                                         |

|  | Tobzoskák |
|  |           |
|  | Ragadozók |
|  |           |

|       | Páratlanujjú patások                                    |
|       |                                                         |
| Ferae | \| \| Tobzoskák \| \| \| \| \| \| Ragadozók \| \| \| \| |
|       | \| \| Tobzoskák \| \| \| \| \| \| Ragadozók \| \| \| \| |
|       | Tobzoskák                                               |
|       |                                                         |
|       | Ragadozók                                               |
|       |                                                         |

|  | Tobzoskák |
|  |           |
|  | Ragadozók |
|  |           |

|       | Páratlanujjú patások                                    |
|       |                                                         |
| Ferae | \| \| Tobzoskák \| \| \| \| \| \| Ragadozók \| \| \| \| |
|       | \| \| Tobzoskák \| \| \| \| \| \| Ragadozók \| \| \| \| |
|       | Tobzoskák                                               |
|       |                                                         |
|       | Ragadozók                                               |
|       |                                                         |

|  | Tobzoskák |
|  |           |
|  | Ragadozók |
|  |           |

|       | Páratlanujjú patások                                    |
|       |                                                         |
| Ferae | \| \| Tobzoskák \| \| \| \| \| \| Ragadozók \| \| \| \| |
|       | \| \| Tobzoskák \| \| \| \| \| \| Ragadozók \| \| \| \| |
|       | Tobzoskák                                               |
|       |                                                         |
|       | Ragadozók                                               |
|       |                                                         |

|  | Tobzoskák |
|  |           |
|  | Ragadozók |
|  |           |

|       | Páratlanujjú patások                                    |
|       |                                                         |
| Ferae | \| \| Tobzoskák \| \| \| \| \| \| Ragadozók \| \| \| \| |
|       | \| \| Tobzoskák \| \| \| \| \| \| Ragadozók \| \| \| \| |
|       | Tobzoskák                                               |
|       |                                                         |
|       | Ragadozók                                               |
|       |                                                         |

|  | Tobzoskák |
|  |           |
|  | Ragadozók |
|  |           |

|       | Páratlanujjú patások                                    |
|       |                                                         |
| Ferae | \| \| Tobzoskák \| \| \| \| \| \| Ragadozók \| \| \| \| |
|       | \| \| Tobzoskák \| \| \| \| \| \| Ragadozók \| \| \| \| |
|       | Tobzoskák                                               |
|       |                                                         |
|       | Ragadozók                                               |
|       |                                                         |

|  | Tobzoskák |
|  |           |
|  | Ragadozók |
|  |           |

|        | Euarchonta                                                |
|        |                                                           |
| Glires | \| \| Nyúlalakúak \| \| \| \| \| \| Rágcsálók \| \| \| \| |
|        | \| \| Nyúlalakúak \| \| \| \| \| \| Rágcsálók \| \| \| \| |
|        | Nyúlalakúak                                               |
|        |                                                           |
|        | Rágcsálók                                                 |
|        |                                                           |

|  | Nyúlalakúak |
|  |             |
|  | Rágcsálók   |
|  |             |

|       | Páratlanujjú patások                                    |
|       |                                                         |
| Ferae | \| \| Tobzoskák \| \| \| \| \| \| Ragadozók \| \| \| \| |
|       | \| \| Tobzoskák \| \| \| \| \| \| Ragadozók \| \| \| \| |
|       | Tobzoskák                                               |
|       |                                                         |
|       | Ragadozók                                               |
|       |                                                         |

|  | Tobzoskák |
|  |           |
|  | Ragadozók |
|  |           |

|       | Páratlanujjú patások                                    |
|       |                                                         |
| Ferae | \| \| Tobzoskák \| \| \| \| \| \| Ragadozók \| \| \| \| |
|       | \| \| Tobzoskák \| \| \| \| \| \| Ragadozók \| \| \| \| |
|       | Tobzoskák                                               |
|       |                                                         |
|       | Ragadozók                                               |
|       |                                                         |

|  | Tobzoskák |
|  |           |
|  | Ragadozók |
|  |           |

|       | Páratlanujjú patások                                    |
|       |                                                         |
| Ferae | \| \| Tobzoskák \| \| \| \| \| \| Ragadozók \| \| \| \| |
|       | \| \| Tobzoskák \| \| \| \| \| \| Ragadozók \| \| \| \| |
|       | Tobzoskák                                               |
|       |                                                         |
|       | Ragadozók                                               |
|       |                                                         |

|  | Tobzoskák |
|  |           |
|  | Ragadozók |
|  |           |

|       | Páratlanujjú patások                                    |
|       |                                                         |
| Ferae | \| \| Tobzoskák \| \| \| \| \| \| Ragadozók \| \| \| \| |
|       | \| \| Tobzoskák \| \| \| \| \| \| Ragadozók \| \| \| \| |
|       | Tobzoskák                                               |
|       |                                                         |
|       | Ragadozók                                               |
|       |                                                         |

|  | Tobzoskák |
|  |           |
|  | Ragadozók |
|  |           |

|       | Páratlanujjú patások                                    |
|       |                                                         |
| Ferae | \| \| Tobzoskák \| \| \| \| \| \| Ragadozók \| \| \| \| |
|       | \| \| Tobzoskák \| \| \| \| \| \| Ragadozók \| \| \| \| |
|       | Tobzoskák                                               |
|       |                                                         |
|       | Ragadozók                                               |
|       |                                                         |

|  | Tobzoskák |
|  |           |
|  | Ragadozók |
|  |           |

|       | Páratlanujjú patások                                    |
|       |                                                         |
| Ferae | \| \| Tobzoskák \| \| \| \| \| \| Ragadozók \| \| \| \| |
|       | \| \| Tobzoskák \| \| \| \| \| \| Ragadozók \| \| \| \| |
|       | Tobzoskák                                               |
|       |                                                         |
|       | Ragadozók                                               |
|       |                                                         |

|  | Tobzoskák |
|  |           |
|  | Ragadozók |
|  |           |

|       | Páratlanujjú patások                                    |
|       |                                                         |
| Ferae | \| \| Tobzoskák \| \| \| \| \| \| Ragadozók \| \| \| \| |
|       | \| \| Tobzoskák \| \| \| \| \| \| Ragadozók \| \| \| \| |
|       | Tobzoskák                                               |
|       |                                                         |
|       | Ragadozók                                               |
|       |                                                         |

|  | Tobzoskák |
|  |           |
|  | Ragadozók |
|  |           |

|       | Páratlanujjú patások                                    |
|       |                                                         |
| Ferae | \| \| Tobzoskák \| \| \| \| \| \| Ragadozók \| \| \| \| |
|       | \| \| Tobzoskák \| \| \| \| \| \| Ragadozók \| \| \| \| |
|       | Tobzoskák                                               |
|       |                                                         |
|       | Ragadozók                                               |
|       |                                                         |

|  | Tobzoskák |
|  |           |
|  | Ragadozók |
|  |           |

|  | Afrotheria       |
|  |                  |
|  | Vendégízületesek |
|  |                  |

|        | Euarchonta                                                |
|        |                                                           |
| Glires | \| \| Nyúlalakúak \| \| \| \| \| \| Rágcsálók \| \| \| \| |
|        | \| \| Nyúlalakúak \| \| \| \| \| \| Rágcsálók \| \| \| \| |
|        | Nyúlalakúak                                               |
|        |                                                           |
|        | Rágcsálók                                                 |
|        |                                                           |

|  | Nyúlalakúak |
|  |             |
|  | Rágcsálók   |
|  |             |

|       | Páratlanujjú patások                                    |
|       |                                                         |
| Ferae | \| \| Tobzoskák \| \| \| \| \| \| Ragadozók \| \| \| \| |
|       | \| \| Tobzoskák \| \| \| \| \| \| Ragadozók \| \| \| \| |
|       | Tobzoskák                                               |
|       |                                                         |
|       | Ragadozók                                               |
|       |                                                         |

|  | Tobzoskák |
|  |           |
|  | Ragadozók |
|  |           |

|       | Páratlanujjú patások                                    |
|       |                                                         |
| Ferae | \| \| Tobzoskák \| \| \| \| \| \| Ragadozók \| \| \| \| |
|       | \| \| Tobzoskák \| \| \| \| \| \| Ragadozók \| \| \| \| |
|       | Tobzoskák                                               |
|       |                                                         |
|       | Ragadozók                                               |
|       |                                                         |

|  | Tobzoskák |
|  |           |
|  | Ragadozók |
|  |           |

|       | Páratlanujjú patások                                    |
|       |                                                         |
| Ferae | \| \| Tobzoskák \| \| \| \| \| \| Ragadozók \| \| \| \| |
|       | \| \| Tobzoskák \| \| \| \| \| \| Ragadozók \| \| \| \| |
|       | Tobzoskák                                               |
|       |                                                         |
|       | Ragadozók                                               |
|       |                                                         |

|  | Tobzoskák |
|  |           |
|  | Ragadozók |
|  |           |

|       | Páratlanujjú patások                                    |
|       |                                                         |
| Ferae | \| \| Tobzoskák \| \| \| \| \| \| Ragadozók \| \| \| \| |
|       | \| \| Tobzoskák \| \| \| \| \| \| Ragadozók \| \| \| \| |
|       | Tobzoskák                                               |
|       |                                                         |
|       | Ragadozók                                               |
|       |                                                         |

|  | Tobzoskák |
|  |           |
|  | Ragadozók |
|  |           |

|       | Páratlanujjú patások                                    |
|       |                                                         |
| Ferae | \| \| Tobzoskák \| \| \| \| \| \| Ragadozók \| \| \| \| |
|       | \| \| Tobzoskák \| \| \| \| \| \| Ragadozók \| \| \| \| |
|       | Tobzoskák                                               |
|       |                                                         |
|       | Ragadozók                                               |
|       |                                                         |

|  | Tobzoskák |
|  |           |
|  | Ragadozók |
|  |           |

|       | Páratlanujjú patások                                    |
|       |                                                         |
| Ferae | \| \| Tobzoskák \| \| \| \| \| \| Ragadozók \| \| \| \| |
|       | \| \| Tobzoskák \| \| \| \| \| \| Ragadozók \| \| \| \| |
|       | Tobzoskák                                               |
|       |                                                         |
|       | Ragadozók                                               |
|       |                                                         |

|  | Tobzoskák |
|  |           |
|  | Ragadozók |
|  |           |

|       | Páratlanujjú patások                                    |
|       |                                                         |
| Ferae | \| \| Tobzoskák \| \| \| \| \| \| Ragadozók \| \| \| \| |
|       | \| \| Tobzoskák \| \| \| \| \| \| Ragadozók \| \| \| \| |
|       | Tobzoskák                                               |
|       |                                                         |
|       | Ragadozók                                               |
|       |                                                         |

|  | Tobzoskák |
|  |           |
|  | Ragadozók |
|  |           |

|       | Páratlanujjú patások                                    |
|       |                                                         |
| Ferae | \| \| Tobzoskák \| \| \| \| \| \| Ragadozók \| \| \| \| |
|       | \| \| Tobzoskák \| \| \| \| \| \| Ragadozók \| \| \| \| |
|       | Tobzoskák                                               |
|       |                                                         |
|       | Ragadozók                                               |
|       |                                                         |

|  | Tobzoskák |
|  |           |
|  | Ragadozók |
|  |           |

|        | Euarchonta                                                |
|        |                                                           |
| Glires | \| \| Nyúlalakúak \| \| \| \| \| \| Rágcsálók \| \| \| \| |
|        | \| \| Nyúlalakúak \| \| \| \| \| \| Rágcsálók \| \| \| \| |
|        | Nyúlalakúak                                               |
|        |                                                           |
|        | Rágcsálók                                                 |
|        |                                                           |

|  | Nyúlalakúak |
|  |             |
|  | Rágcsálók   |
|  |             |

|       | Páratlanujjú patások                                    |
|       |                                                         |
| Ferae | \| \| Tobzoskák \| \| \| \| \| \| Ragadozók \| \| \| \| |
|       | \| \| Tobzoskák \| \| \| \| \| \| Ragadozók \| \| \| \| |
|       | Tobzoskák                                               |
|       |                                                         |
|       | Ragadozók                                               |
|       |                                                         |

|  | Tobzoskák |
|  |           |
|  | Ragadozók |
|  |           |

|       | Páratlanujjú patások                                    |
|       |                                                         |
| Ferae | \| \| Tobzoskák \| \| \| \| \| \| Ragadozók \| \| \| \| |
|       | \| \| Tobzoskák \| \| \| \| \| \| Ragadozók \| \| \| \| |
|       | Tobzoskák                                               |
|       |                                                         |
|       | Ragadozók                                               |
|       |                                                         |

|  | Tobzoskák |
|  |           |
|  | Ragadozók |
|  |           |

|       | Páratlanujjú patások                                    |
|       |                                                         |
| Ferae | \| \| Tobzoskák \| \| \| \| \| \| Ragadozók \| \| \| \| |
|       | \| \| Tobzoskák \| \| \| \| \| \| Ragadozók \| \| \| \| |
|       | Tobzoskák                                               |
|       |                                                         |
|       | Ragadozók                                               |
|       |                                                         |

|  | Tobzoskák |
|  |           |
|  | Ragadozók |
|  |           |

|       | Páratlanujjú patások                                    |
|       |                                                         |
| Ferae | \| \| Tobzoskák \| \| \| \| \| \| Ragadozók \| \| \| \| |
|       | \| \| Tobzoskák \| \| \| \| \| \| Ragadozók \| \| \| \| |
|       | Tobzoskák                                               |
|       |                                                         |
|       | Ragadozók                                               |
|       |                                                         |

|  | Tobzoskák |
|  |           |
|  | Ragadozók |
|  |           |

|       | Páratlanujjú patások                                    |
|       |                                                         |
| Ferae | \| \| Tobzoskák \| \| \| \| \| \| Ragadozók \| \| \| \| |
|       | \| \| Tobzoskák \| \| \| \| \| \| Ragadozók \| \| \| \| |
|       | Tobzoskák                                               |
|       |                                                         |
|       | Ragadozók                                               |
|       |                                                         |

|  | Tobzoskák |
|  |           |
|  | Ragadozók |
|  |           |

|       | Páratlanujjú patások                                    |
|       |                                                         |
| Ferae | \| \| Tobzoskák \| \| \| \| \| \| Ragadozók \| \| \| \| |
|       | \| \| Tobzoskák \| \| \| \| \| \| Ragadozók \| \| \| \| |
|       | Tobzoskák                                               |
|       |                                                         |
|       | Ragadozók                                               |
|       |                                                         |

|  | Tobzoskák |
|  |           |
|  | Ragadozók |
|  |           |

|       | Páratlanujjú patások                                    |
|       |                                                         |
| Ferae | \| \| Tobzoskák \| \| \| \| \| \| Ragadozók \| \| \| \| |
|       | \| \| Tobzoskák \| \| \| \| \| \| Ragadozók \| \| \| \| |
|       | Tobzoskák                                               |
|       |                                                         |
|       | Ragadozók                                               |
|       |                                                         |

|  | Tobzoskák |
|  |           |
|  | Ragadozók |
|  |           |

|       | Páratlanujjú patások                                    |
|       |                                                         |
| Ferae | \| \| Tobzoskák \| \| \| \| \| \| Ragadozók \| \| \| \| |
|       | \| \| Tobzoskák \| \| \| \| \| \| Ragadozók \| \| \| \| |
|       | Tobzoskák                                               |
|       |                                                         |
|       | Ragadozók                                               |
|       |                                                         |

|  | Tobzoskák |
|  |           |
|  | Ragadozók |
|  |           |

|  | Afrotheria       |
|  |                  |
|  | Vendégízületesek |
|  |                  |

|        | Euarchonta                                                |
|        |                                                           |
| Glires | \| \| Nyúlalakúak \| \| \| \| \| \| Rágcsálók \| \| \| \| |
|        | \| \| Nyúlalakúak \| \| \| \| \| \| Rágcsálók \| \| \| \| |
|        | Nyúlalakúak                                               |
|        |                                                           |
|        | Rágcsálók                                                 |
|        |                                                           |

|  | Nyúlalakúak |
|  |             |
|  | Rágcsálók   |
|  |             |

|       | Páratlanujjú patások                                    |
|       |                                                         |
| Ferae | \| \| Tobzoskák \| \| \| \| \| \| Ragadozók \| \| \| \| |
|       | \| \| Tobzoskák \| \| \| \| \| \| Ragadozók \| \| \| \| |
|       | Tobzoskák                                               |
|       |                                                         |
|       | Ragadozók                                               |
|       |                                                         |

|  | Tobzoskák |
|  |           |
|  | Ragadozók |
|  |           |

|       | Páratlanujjú patások                                    |
|       |                                                         |
| Ferae | \| \| Tobzoskák \| \| \| \| \| \| Ragadozók \| \| \| \| |
|       | \| \| Tobzoskák \| \| \| \| \| \| Ragadozók \| \| \| \| |
|       | Tobzoskák                                               |
|       |                                                         |
|       | Ragadozók                                               |
|       |                                                         |

|  | Tobzoskák |
|  |           |
|  | Ragadozók |
|  |           |

|       | Páratlanujjú patások                                    |
|       |                                                         |
| Ferae | \| \| Tobzoskák \| \| \| \| \| \| Ragadozók \| \| \| \| |
|       | \| \| Tobzoskák \| \| \| \| \| \| Ragadozók \| \| \| \| |
|       | Tobzoskák                                               |
|       |                                                         |
|       | Ragadozók                                               |
|       |                                                         |

|  | Tobzoskák |
|  |           |
|  | Ragadozók |
|  |           |

|       | Páratlanujjú patások                                    |
|       |                                                         |
| Ferae | \| \| Tobzoskák \| \| \| \| \| \| Ragadozók \| \| \| \| |
|       | \| \| Tobzoskák \| \| \| \| \| \| Ragadozók \| \| \| \| |
|       | Tobzoskák                                               |
|       |                                                         |
|       | Ragadozók                                               |
|       |                                                         |

|  | Tobzoskák |
|  |           |
|  | Ragadozók |
|  |           |

|       | Páratlanujjú patások                                    |
|       |                                                         |
| Ferae | \| \| Tobzoskák \| \| \| \| \| \| Ragadozók \| \| \| \| |
|       | \| \| Tobzoskák \| \| \| \| \| \| Ragadozók \| \| \| \| |
|       | Tobzoskák                                               |
|       |                                                         |
|       | Ragadozók                                               |
|       |                                                         |

|  | Tobzoskák |
|  |           |
|  | Ragadozók |
|  |           |

|       | Páratlanujjú patások                                    |
|       |                                                         |
| Ferae | \| \| Tobzoskák \| \| \| \| \| \| Ragadozók \| \| \| \| |
|       | \| \| Tobzoskák \| \| \| \| \| \| Ragadozók \| \| \| \| |
|       | Tobzoskák                                               |
|       |                                                         |
|       | Ragadozók                                               |
|       |                                                         |

|  | Tobzoskák |
|  |           |
|  | Ragadozók |
|  |           |

|       | Páratlanujjú patások                                    |
|       |                                                         |
| Ferae | \| \| Tobzoskák \| \| \| \| \| \| Ragadozók \| \| \| \| |
|       | \| \| Tobzoskák \| \| \| \| \| \| Ragadozók \| \| \| \| |
|       | Tobzoskák                                               |
|       |                                                         |
|       | Ragadozók                                               |
|       |                                                         |

|  | Tobzoskák |
|  |           |
|  | Ragadozók |
|  |           |

|       | Páratlanujjú patások                                    |
|       |                                                         |
| Ferae | \| \| Tobzoskák \| \| \| \| \| \| Ragadozók \| \| \| \| |
|       | \| \| Tobzoskák \| \| \| \| \| \| Ragadozók \| \| \| \| |
|       | Tobzoskák                                               |
|       |                                                         |
|       | Ragadozók                                               |
|       |                                                         |

|  | Tobzoskák |
|  |           |
|  | Ragadozók |
|  |           |

|        | Euarchonta                                                |
|        |                                                           |
| Glires | \| \| Nyúlalakúak \| \| \| \| \| \| Rágcsálók \| \| \| \| |
|        | \| \| Nyúlalakúak \| \| \| \| \| \| Rágcsálók \| \| \| \| |
|        | Nyúlalakúak                                               |
|        |                                                           |
|        | Rágcsálók                                                 |
|        |                                                           |

|  | Nyúlalakúak |
|  |             |
|  | Rágcsálók   |
|  |             |

|       | Páratlanujjú patások                                    |
|       |                                                         |
| Ferae | \| \| Tobzoskák \| \| \| \| \| \| Ragadozók \| \| \| \| |
|       | \| \| Tobzoskák \| \| \| \| \| \| Ragadozók \| \| \| \| |
|       | Tobzoskák                                               |
|       |                                                         |
|       | Ragadozók                                               |
|       |                                                         |

|  | Tobzoskák |
|  |           |
|  | Ragadozók |
|  |           |

|       | Páratlanujjú patások                                    |
|       |                                                         |
| Ferae | \| \| Tobzoskák \| \| \| \| \| \| Ragadozók \| \| \| \| |
|       | \| \| Tobzoskák \| \| \| \| \| \| Ragadozók \| \| \| \| |
|       | Tobzoskák                                               |
|       |                                                         |
|       | Ragadozók                                               |
|       |                                                         |

|  | Tobzoskák |
|  |           |
|  | Ragadozók |
|  |           |

|       | Páratlanujjú patások                                    |
|       |                                                         |
| Ferae | \| \| Tobzoskák \| \| \| \| \| \| Ragadozók \| \| \| \| |
|       | \| \| Tobzoskák \| \| \| \| \| \| Ragadozók \| \| \| \| |
|       | Tobzoskák                                               |
|       |                                                         |
|       | Ragadozók                                               |
|       |                                                         |

|  | Tobzoskák |
|  |           |
|  | Ragadozók |
|  |           |

|       | Páratlanujjú patások                                    |
|       |                                                         |
| Ferae | \| \| Tobzoskák \| \| \| \| \| \| Ragadozók \| \| \| \| |
|       | \| \| Tobzoskák \| \| \| \| \| \| Ragadozók \| \| \| \| |
|       | Tobzoskák                                               |
|       |                                                         |
|       | Ragadozók                                               |
|       |                                                         |

|  | Tobzoskák |
|  |           |
|  | Ragadozók |
|  |           |

|       | Páratlanujjú patások                                    |
|       |                                                         |
| Ferae | \| \| Tobzoskák \| \| \| \| \| \| Ragadozók \| \| \| \| |
|       | \| \| Tobzoskák \| \| \| \| \| \| Ragadozók \| \| \| \| |
|       | Tobzoskák                                               |
|       |                                                         |
|       | Ragadozók                                               |
|       |                                                         |

|  | Tobzoskák |
|  |           |
|  | Ragadozók |
|  |           |

|       | Páratlanujjú patások                                    |
|       |                                                         |
| Ferae | \| \| Tobzoskák \| \| \| \| \| \| Ragadozók \| \| \| \| |
|       | \| \| Tobzoskák \| \| \| \| \| \| Ragadozók \| \| \| \| |
|       | Tobzoskák                                               |
|       |                                                         |
|       | Ragadozók                                               |
|       |                                                         |

|  | Tobzoskák |
|  |           |
|  | Ragadozók |
|  |           |

|       | Páratlanujjú patások                                    |
|       |                                                         |
| Ferae | \| \| Tobzoskák \| \| \| \| \| \| Ragadozók \| \| \| \| |
|       | \| \| Tobzoskák \| \| \| \| \| \| Ragadozók \| \| \| \| |
|       | Tobzoskák                                               |
|       |                                                         |
|       | Ragadozók                                               |
|       |                                                         |

|  | Tobzoskák |
|  |           |
|  | Ragadozók |
|  |           |

|       | Páratlanujjú patások                                    |
|       |                                                         |
| Ferae | \| \| Tobzoskák \| \| \| \| \| \| Ragadozók \| \| \| \| |
|       | \| \| Tobzoskák \| \| \| \| \| \| Ragadozók \| \| \| \| |
|       | Tobzoskák                                               |
|       |                                                         |
|       | Ragadozók                                               |
|       |                                                         |

|  | Tobzoskák |
|  |           |
|  | Ragadozók |
|  |           |

|  | Afrotheria       |
|  |                  |
|  | Vendégízületesek |
|  |                  |

|        | Euarchonta                                                |
|        |                                                           |
| Glires | \| \| Nyúlalakúak \| \| \| \| \| \| Rágcsálók \| \| \| \| |
|        | \| \| Nyúlalakúak \| \| \| \| \| \| Rágcsálók \| \| \| \| |
|        | Nyúlalakúak                                               |
|        |                                                           |
|        | Rágcsálók                                                 |
|        |                                                           |

|  | Nyúlalakúak |
|  |             |
|  | Rágcsálók   |
|  |             |

|       | Páratlanujjú patások                                    |
|       |                                                         |
| Ferae | \| \| Tobzoskák \| \| \| \| \| \| Ragadozók \| \| \| \| |
|       | \| \| Tobzoskák \| \| \| \| \| \| Ragadozók \| \| \| \| |
|       | Tobzoskák                                               |
|       |                                                         |
|       | Ragadozók                                               |
|       |                                                         |

|  | Tobzoskák |
|  |           |
|  | Ragadozók |
|  |           |

|       | Páratlanujjú patások                                    |
|       |                                                         |
| Ferae | \| \| Tobzoskák \| \| \| \| \| \| Ragadozók \| \| \| \| |
|       | \| \| Tobzoskák \| \| \| \| \| \| Ragadozók \| \| \| \| |
|       | Tobzoskák                                               |
|       |                                                         |
|       | Ragadozók                                               |
|       |                                                         |

|  | Tobzoskák |
|  |           |
|  | Ragadozók |
|  |           |

|       | Páratlanujjú patások                                    |
|       |                                                         |
| Ferae | \| \| Tobzoskák \| \| \| \| \| \| Ragadozók \| \| \| \| |
|       | \| \| Tobzoskák \| \| \| \| \| \| Ragadozók \| \| \| \| |
|       | Tobzoskák                                               |
|       |                                                         |
|       | Ragadozók                                               |
|       |                                                         |

|  | Tobzoskák |
|  |           |
|  | Ragadozók |
|  |           |

|       | Páratlanujjú patások                                    |
|       |                                                         |
| Ferae | \| \| Tobzoskák \| \| \| \| \| \| Ragadozók \| \| \| \| |
|       | \| \| Tobzoskák \| \| \| \| \| \| Ragadozók \| \| \| \| |
|       | Tobzoskák                                               |
|       |                                                         |
|       | Ragadozók                                               |
|       |                                                         |

|  | Tobzoskák |
|  |           |
|  | Ragadozók |
|  |           |

|       | Páratlanujjú patások                                    |
|       |                                                         |
| Ferae | \| \| Tobzoskák \| \| \| \| \| \| Ragadozók \| \| \| \| |
|       | \| \| Tobzoskák \| \| \| \| \| \| Ragadozók \| \| \| \| |
|       | Tobzoskák                                               |
|       |                                                         |
|       | Ragadozók                                               |
|       |                                                         |

|  | Tobzoskák |
|  |           |
|  | Ragadozók |
|  |           |

|       | Páratlanujjú patások                                    |
|       |                                                         |
| Ferae | \| \| Tobzoskák \| \| \| \| \| \| Ragadozók \| \| \| \| |
|       | \| \| Tobzoskák \| \| \| \| \| \| Ragadozók \| \| \| \| |
|       | Tobzoskák                                               |
|       |                                                         |
|       | Ragadozók                                               |
|       |                                                         |

|  | Tobzoskák |
|  |           |
|  | Ragadozók |
|  |           |

|       | Páratlanujjú patások                                    |
|       |                                                         |
| Ferae | \| \| Tobzoskák \| \| \| \| \| \| Ragadozók \| \| \| \| |
|       | \| \| Tobzoskák \| \| \| \| \| \| Ragadozók \| \| \| \| |
|       | Tobzoskák                                               |
|       |                                                         |
|       | Ragadozók                                               |
|       |                                                         |

|  | Tobzoskák |
|  |           |
|  | Ragadozók |
|  |           |

|       | Páratlanujjú patások                                    |
|       |                                                         |
| Ferae | \| \| Tobzoskák \| \| \| \| \| \| Ragadozók \| \| \| \| |
|       | \| \| Tobzoskák \| \| \| \| \| \| Ragadozók \| \| \| \| |
|       | Tobzoskák                                               |
|       |                                                         |
|       | Ragadozók                                               |
|       |                                                         |

|  | Tobzoskák |
|  |           |
|  | Ragadozók |
|  |           |

|        | Euarchonta                                                |
|        |                                                           |
| Glires | \| \| Nyúlalakúak \| \| \| \| \| \| Rágcsálók \| \| \| \| |
|        | \| \| Nyúlalakúak \| \| \| \| \| \| Rágcsálók \| \| \| \| |
|        | Nyúlalakúak                                               |
|        |                                                           |
|        | Rágcsálók                                                 |
|        |                                                           |

|  | Nyúlalakúak |
|  |             |
|  | Rágcsálók   |
|  |             |

|       | Páratlanujjú patások                                    |
|       |                                                         |
| Ferae | \| \| Tobzoskák \| \| \| \| \| \| Ragadozók \| \| \| \| |
|       | \| \| Tobzoskák \| \| \| \| \| \| Ragadozók \| \| \| \| |
|       | Tobzoskák                                               |
|       |                                                         |
|       | Ragadozók                                               |
|       |                                                         |

|  | Tobzoskák |
|  |           |
|  | Ragadozók |
|  |           |

|       | Páratlanujjú patások                                    |
|       |                                                         |
| Ferae | \| \| Tobzoskák \| \| \| \| \| \| Ragadozók \| \| \| \| |
|       | \| \| Tobzoskák \| \| \| \| \| \| Ragadozók \| \| \| \| |
|       | Tobzoskák                                               |
|       |                                                         |
|       | Ragadozók                                               |
|       |                                                         |

|  | Tobzoskák |
|  |           |
|  | Ragadozók |
|  |           |

|       | Páratlanujjú patások                                    |
|       |                                                         |
| Ferae | \| \| Tobzoskák \| \| \| \| \| \| Ragadozók \| \| \| \| |
|       | \| \| Tobzoskák \| \| \| \| \| \| Ragadozók \| \| \| \| |
|       | Tobzoskák                                               |
|       |                                                         |
|       | Ragadozók                                               |
|       |                                                         |

|  | Tobzoskák |
|  |           |
|  | Ragadozók |
|  |           |

|       | Páratlanujjú patások                                    |
|       |                                                         |
| Ferae | \| \| Tobzoskák \| \| \| \| \| \| Ragadozók \| \| \| \| |
|       | \| \| Tobzoskák \| \| \| \| \| \| Ragadozók \| \| \| \| |
|       | Tobzoskák                                               |
|       |                                                         |
|       | Ragadozók                                               |
|       |                                                         |

|  | Tobzoskák |
|  |           |
|  | Ragadozók |
|  |           |

|       | Páratlanujjú patások                                    |
|       |                                                         |
| Ferae | \| \| Tobzoskák \| \| \| \| \| \| Ragadozók \| \| \| \| |
|       | \| \| Tobzoskák \| \| \| \| \| \| Ragadozók \| \| \| \| |
|       | Tobzoskák                                               |
|       |                                                         |
|       | Ragadozók                                               |
|       |                                                         |

|  | Tobzoskák |
|  |           |
|  | Ragadozók |
|  |           |

|       | Páratlanujjú patások                                    |
|       |                                                         |
| Ferae | \| \| Tobzoskák \| \| \| \| \| \| Ragadozók \| \| \| \| |
|       | \| \| Tobzoskák \| \| \| \| \| \| Ragadozók \| \| \| \| |
|       | Tobzoskák                                               |
|       |                                                         |
|       | Ragadozók                                               |
|       |                                                         |

|  | Tobzoskák |
|  |           |
|  | Ragadozók |
|  |           |

|       | Páratlanujjú patások                                    |
|       |                                                         |
| Ferae | \| \| Tobzoskák \| \| \| \| \| \| Ragadozók \| \| \| \| |
|       | \| \| Tobzoskák \| \| \| \| \| \| Ragadozók \| \| \| \| |
|       | Tobzoskák                                               |
|       |                                                         |
|       | Ragadozók                                               |
|       |                                                         |

|  | Tobzoskák |
|  |           |
|  | Ragadozók |
|  |           |

|       | Páratlanujjú patások                                    |
|       |                                                         |
| Ferae | \| \| Tobzoskák \| \| \| \| \| \| Ragadozók \| \| \| \| |
|       | \| \| Tobzoskák \| \| \| \| \| \| Ragadozók \| \| \| \| |
|       | Tobzoskák                                               |
|       |                                                         |
|       | Ragadozók                                               |
|       |                                                         |

|  | Tobzoskák |
|  |           |
|  | Ragadozók |
|  |           |

|  | Afrotheria       |
|  |                  |
|  | Vendégízületesek |
|  |                  |

|        | Euarchonta                                                |
|        |                                                           |
| Glires | \| \| Nyúlalakúak \| \| \| \| \| \| Rágcsálók \| \| \| \| |
|        | \| \| Nyúlalakúak \| \| \| \| \| \| Rágcsálók \| \| \| \| |
|        | Nyúlalakúak                                               |
|        |                                                           |
|        | Rágcsálók                                                 |
|        |                                                           |

|  | Nyúlalakúak |
|  |             |
|  | Rágcsálók   |
|  |             |

|       | Páratlanujjú patások                                    |
|       |                                                         |
| Ferae | \| \| Tobzoskák \| \| \| \| \| \| Ragadozók \| \| \| \| |
|       | \| \| Tobzoskák \| \| \| \| \| \| Ragadozók \| \| \| \| |
|       | Tobzoskák                                               |
|       |                                                         |
|       | Ragadozók                                               |
|       |                                                         |

|  | Tobzoskák |
|  |           |
|  | Ragadozók |
|  |           |

|       | Páratlanujjú patások                                    |
|       |                                                         |
| Ferae | \| \| Tobzoskák \| \| \| \| \| \| Ragadozók \| \| \| \| |
|       | \| \| Tobzoskák \| \| \| \| \| \| Ragadozók \| \| \| \| |
|       | Tobzoskák                                               |
|       |                                                         |
|       | Ragadozók                                               |
|       |                                                         |

|  | Tobzoskák |
|  |           |
|  | Ragadozók |
|  |           |

|       | Páratlanujjú patások                                    |
|       |                                                         |
| Ferae | \| \| Tobzoskák \| \| \| \| \| \| Ragadozók \| \| \| \| |
|       | \| \| Tobzoskák \| \| \| \| \| \| Ragadozók \| \| \| \| |
|       | Tobzoskák                                               |
|       |                                                         |
|       | Ragadozók                                               |
|       |                                                         |

|  | Tobzoskák |
|  |           |
|  | Ragadozók |
|  |           |

|       | Páratlanujjú patások                                    |
|       |                                                         |
| Ferae | \| \| Tobzoskák \| \| \| \| \| \| Ragadozók \| \| \| \| |
|       | \| \| Tobzoskák \| \| \| \| \| \| Ragadozók \| \| \| \| |
|       | Tobzoskák                                               |
|       |                                                         |
|       | Ragadozók                                               |
|       |                                                         |

|  | Tobzoskák |
|  |           |
|  | Ragadozók |
|  |           |

|       | Páratlanujjú patások                                    |
|       |                                                         |
| Ferae | \| \| Tobzoskák \| \| \| \| \| \| Ragadozók \| \| \| \| |
|       | \| \| Tobzoskák \| \| \| \| \| \| Ragadozók \| \| \| \| |
|       | Tobzoskák                                               |
|       |                                                         |
|       | Ragadozók                                               |
|       |                                                         |

|  | Tobzoskák |
|  |           |
|  | Ragadozók |
|  |           |

|       | Páratlanujjú patások                                    |
|       |                                                         |
| Ferae | \| \| Tobzoskák \| \| \| \| \| \| Ragadozók \| \| \| \| |
|       | \| \| Tobzoskák \| \| \| \| \| \| Ragadozók \| \| \| \| |
|       | Tobzoskák                                               |
|       |                                                         |
|       | Ragadozók                                               |
|       |                                                         |

|  | Tobzoskák |
|  |           |
|  | Ragadozók |
|  |           |

|       | Páratlanujjú patások                                    |
|       |                                                         |
| Ferae | \| \| Tobzoskák \| \| \| \| \| \| Ragadozók \| \| \| \| |
|       | \| \| Tobzoskák \| \| \| \| \| \| Ragadozók \| \| \| \| |
|       | Tobzoskák                                               |
|       |                                                         |
|       | Ragadozók                                               |
|       |                                                         |

|  | Tobzoskák |
|  |           |
|  | Ragadozók |
|  |           |

|       | Páratlanujjú patások                                    |
|       |                                                         |
| Ferae | \| \| Tobzoskák \| \| \| \| \| \| Ragadozók \| \| \| \| |
|       | \| \| Tobzoskák \| \| \| \| \| \| Ragadozók \| \| \| \| |
|       | Tobzoskák                                               |
|       |                                                         |
|       | Ragadozók                                               |
|       |                                                         |

|  | Tobzoskák |
|  |           |
|  | Ragadozók |
|  |           |

|        | Euarchonta                                                |
|        |                                                           |
| Glires | \| \| Nyúlalakúak \| \| \| \| \| \| Rágcsálók \| \| \| \| |
|        | \| \| Nyúlalakúak \| \| \| \| \| \| Rágcsálók \| \| \| \| |
|        | Nyúlalakúak                                               |
|        |                                                           |
|        | Rágcsálók                                                 |
|        |                                                           |

|  | Nyúlalakúak |
|  |             |
|  | Rágcsálók   |
|  |             |

|       | Páratlanujjú patások                                    |
|       |                                                         |
| Ferae | \| \| Tobzoskák \| \| \| \| \| \| Ragadozók \| \| \| \| |
|       | \| \| Tobzoskák \| \| \| \| \| \| Ragadozók \| \| \| \| |
|       | Tobzoskák                                               |
|       |                                                         |
|       | Ragadozók                                               |
|       |                                                         |

|  | Tobzoskák |
|  |           |
|  | Ragadozók |
|  |           |

|       | Páratlanujjú patások                                    |
|       |                                                         |
| Ferae | \| \| Tobzoskák \| \| \| \| \| \| Ragadozók \| \| \| \| |
|       | \| \| Tobzoskák \| \| \| \| \| \| Ragadozók \| \| \| \| |
|       | Tobzoskák                                               |
|       |                                                         |
|       | Ragadozók                                               |
|       |                                                         |

|  | Tobzoskák |
|  |           |
|  | Ragadozók |
|  |           |

|       | Páratlanujjú patások                                    |
|       |                                                         |
| Ferae | \| \| Tobzoskák \| \| \| \| \| \| Ragadozók \| \| \| \| |
|       | \| \| Tobzoskák \| \| \| \| \| \| Ragadozók \| \| \| \| |
|       | Tobzoskák                                               |
|       |                                                         |
|       | Ragadozók                                               |
|       |                                                         |

|  | Tobzoskák |
|  |           |
|  | Ragadozók |
|  |           |

|       | Páratlanujjú patások                                    |
|       |                                                         |
| Ferae | \| \| Tobzoskák \| \| \| \| \| \| Ragadozók \| \| \| \| |
|       | \| \| Tobzoskák \| \| \| \| \| \| Ragadozók \| \| \| \| |
|       | Tobzoskák                                               |
|       |                                                         |
|       | Ragadozók                                               |
|       |                                                         |

|  | Tobzoskák |
|  |           |
|  | Ragadozók |
|  |           |

|       | Páratlanujjú patások                                    |
|       |                                                         |
| Ferae | \| \| Tobzoskák \| \| \| \| \| \| Ragadozók \| \| \| \| |
|       | \| \| Tobzoskák \| \| \| \| \| \| Ragadozók \| \| \| \| |
|       | Tobzoskák                                               |
|       |                                                         |
|       | Ragadozók                                               |
|       |                                                         |

|  | Tobzoskák |
|  |           |
|  | Ragadozók |
|  |           |

|       | Páratlanujjú patások                                    |
|       |                                                         |
| Ferae | \| \| Tobzoskák \| \| \| \| \| \| Ragadozók \| \| \| \| |
|       | \| \| Tobzoskák \| \| \| \| \| \| Ragadozók \| \| \| \| |
|       | Tobzoskák                                               |
|       |                                                         |
|       | Ragadozók                                               |
|       |                                                         |

|  | Tobzoskák |
|  |           |
|  | Ragadozók |
|  |           |

|       | Páratlanujjú patások                                    |
|       |                                                         |
| Ferae | \| \| Tobzoskák \| \| \| \| \| \| Ragadozók \| \| \| \| |
|       | \| \| Tobzoskák \| \| \| \| \| \| Ragadozók \| \| \| \| |
|       | Tobzoskák                                               |
|       |                                                         |
|       | Ragadozók                                               |
|       |                                                         |

|  | Tobzoskák |
|  |           |
|  | Ragadozók |
|  |           |

|       | Páratlanujjú patások                                    |
|       |                                                         |
| Ferae | \| \| Tobzoskák \| \| \| \| \| \| Ragadozók \| \| \| \| |
|       | \| \| Tobzoskák \| \| \| \| \| \| Ragadozók \| \| \| \| |
|       | Tobzoskák                                               |
|       |                                                         |
|       | Ragadozók                                               |
|       |                                                         |

|  | Tobzoskák |
|  |           |
|  | Ragadozók |
|  |           |

|  | Afrotheria       |
|  |                  |
|  | Vendégízületesek |
|  |                  |

|        | Euarchonta                                                |
|        |                                                           |
| Glires | \| \| Nyúlalakúak \| \| \| \| \| \| Rágcsálók \| \| \| \| |
|        | \| \| Nyúlalakúak \| \| \| \| \| \| Rágcsálók \| \| \| \| |
|        | Nyúlalakúak                                               |
|        |                                                           |
|        | Rágcsálók                                                 |
|        |                                                           |

|  | Nyúlalakúak |
|  |             |
|  | Rágcsálók   |
|  |             |

|       | Páratlanujjú patások                                    |
|       |                                                         |
| Ferae | \| \| Tobzoskák \| \| \| \| \| \| Ragadozók \| \| \| \| |
|       | \| \| Tobzoskák \| \| \| \| \| \| Ragadozók \| \| \| \| |
|       | Tobzoskák                                               |
|       |                                                         |
|       | Ragadozók                                               |
|       |                                                         |

|  | Tobzoskák |
|  |           |
|  | Ragadozók |
|  |           |

|       | Páratlanujjú patások                                    |
|       |                                                         |
| Ferae | \| \| Tobzoskák \| \| \| \| \| \| Ragadozók \| \| \| \| |
|       | \| \| Tobzoskák \| \| \| \| \| \| Ragadozók \| \| \| \| |
|       | Tobzoskák                                               |
|       |                                                         |
|       | Ragadozók                                               |
|       |                                                         |

|  | Tobzoskák |
|  |           |
|  | Ragadozók |
|  |           |

|       | Páratlanujjú patások                                    |
|       |                                                         |
| Ferae | \| \| Tobzoskák \| \| \| \| \| \| Ragadozók \| \| \| \| |
|       | \| \| Tobzoskák \| \| \| \| \| \| Ragadozók \| \| \| \| |
|       | Tobzoskák                                               |
|       |                                                         |
|       | Ragadozók                                               |
|       |                                                         |

|  | Tobzoskák |
|  |           |
|  | Ragadozók |
|  |           |

|       | Páratlanujjú patások                                    |
|       |                                                         |
| Ferae | \| \| Tobzoskák \| \| \| \| \| \| Ragadozók \| \| \| \| |
|       | \| \| Tobzoskák \| \| \| \| \| \| Ragadozók \| \| \| \| |
|       | Tobzoskák                                               |
|       |                                                         |
|       | Ragadozók                                               |
|       |                                                         |

|  | Tobzoskák |
|  |           |
|  | Ragadozók |
|  |           |

|       | Páratlanujjú patások                                    |
|       |                                                         |
| Ferae | \| \| Tobzoskák \| \| \| \| \| \| Ragadozók \| \| \| \| |
|       | \| \| Tobzoskák \| \| \| \| \| \| Ragadozók \| \| \| \| |
|       | Tobzoskák                                               |
|       |                                                         |
|       | Ragadozók                                               |
|       |                                                         |

|  | Tobzoskák |
|  |           |
|  | Ragadozók |
|  |           |

|       | Páratlanujjú patások                                    |
|       |                                                         |
| Ferae | \| \| Tobzoskák \| \| \| \| \| \| Ragadozók \| \| \| \| |
|       | \| \| Tobzoskák \| \| \| \| \| \| Ragadozók \| \| \| \| |
|       | Tobzoskák                                               |
|       |                                                         |
|       | Ragadozók                                               |
|       |                                                         |

|  | Tobzoskák |
|  |           |
|  | Ragadozók |
|  |           |

|       | Páratlanujjú patások                                    |
|       |                                                         |
| Ferae | \| \| Tobzoskák \| \| \| \| \| \| Ragadozók \| \| \| \| |
|       | \| \| Tobzoskák \| \| \| \| \| \| Ragadozók \| \| \| \| |
|       | Tobzoskák                                               |
|       |                                                         |
|       | Ragadozók                                               |
|       |                                                         |

|  | Tobzoskák |
|  |           |
|  | Ragadozók |
|  |           |

|       | Páratlanujjú patások                                    |
|       |                                                         |
| Ferae | \| \| Tobzoskák \| \| \| \| \| \| Ragadozók \| \| \| \| |
|       | \| \| Tobzoskák \| \| \| \| \| \| Ragadozók \| \| \| \| |
|       | Tobzoskák                                               |
|       |                                                         |
|       | Ragadozók                                               |
|       |                                                         |

|  | Tobzoskák |
|  |           |
|  | Ragadozók |
|  |           |

|        | Euarchonta                                                |
|        |                                                           |
| Glires | \| \| Nyúlalakúak \| \| \| \| \| \| Rágcsálók \| \| \| \| |
|        | \| \| Nyúlalakúak \| \| \| \| \| \| Rágcsálók \| \| \| \| |
|        | Nyúlalakúak                                               |
|        |                                                           |
|        | Rágcsálók                                                 |
|        |                                                           |

|  | Nyúlalakúak |
|  |             |
|  | Rágcsálók   |
|  |             |

|       | Páratlanujjú patások                                    |
|       |                                                         |
| Ferae | \| \| Tobzoskák \| \| \| \| \| \| Ragadozók \| \| \| \| |
|       | \| \| Tobzoskák \| \| \| \| \| \| Ragadozók \| \| \| \| |
|       | Tobzoskák                                               |
|       |                                                         |
|       | Ragadozók                                               |
|       |                                                         |

|  | Tobzoskák |
|  |           |
|  | Ragadozók |
|  |           |

|       | Páratlanujjú patások                                    |
|       |                                                         |
| Ferae | \| \| Tobzoskák \| \| \| \| \| \| Ragadozók \| \| \| \| |
|       | \| \| Tobzoskák \| \| \| \| \| \| Ragadozók \| \| \| \| |
|       | Tobzoskák                                               |
|       |                                                         |
|       | Ragadozók                                               |
|       |                                                         |

|  | Tobzoskák |
|  |           |
|  | Ragadozók |
|  |           |

|       | Páratlanujjú patások                                    |
|       |                                                         |
| Ferae | \| \| Tobzoskák \| \| \| \| \| \| Ragadozók \| \| \| \| |
|       | \| \| Tobzoskák \| \| \| \| \| \| Ragadozók \| \| \| \| |
|       | Tobzoskák                                               |
|       |                                                         |
|       | Ragadozók                                               |
|       |                                                         |

|  | Tobzoskák |
|  |           |
|  | Ragadozók |
|  |           |

|       | Páratlanujjú patások                                    |
|       |                                                         |
| Ferae | \| \| Tobzoskák \| \| \| \| \| \| Ragadozók \| \| \| \| |
|       | \| \| Tobzoskák \| \| \| \| \| \| Ragadozók \| \| \| \| |
|       | Tobzoskák                                               |
|       |                                                         |
|       | Ragadozók                                               |
|       |                                                         |

|  | Tobzoskák |
|  |           |
|  | Ragadozók |
|  |           |

|       | Páratlanujjú patások                                    |
|       |                                                         |
| Ferae | \| \| Tobzoskák \| \| \| \| \| \| Ragadozók \| \| \| \| |
|       | \| \| Tobzoskák \| \| \| \| \| \| Ragadozók \| \| \| \| |
|       | Tobzoskák                                               |
|       |                                                         |
|       | Ragadozók                                               |
|       |                                                         |

|  | Tobzoskák |
|  |           |
|  | Ragadozók |
|  |           |

|       | Páratlanujjú patások                                    |
|       |                                                         |
| Ferae | \| \| Tobzoskák \| \| \| \| \| \| Ragadozók \| \| \| \| |
|       | \| \| Tobzoskák \| \| \| \| \| \| Ragadozók \| \| \| \| |
|       | Tobzoskák                                               |
|       |                                                         |
|       | Ragadozók                                               |
|       |                                                         |

|  | Tobzoskák |
|  |           |
|  | Ragadozók |
|  |           |

|       | Páratlanujjú patások                                    |
|       |                                                         |
| Ferae | \| \| Tobzoskák \| \| \| \| \| \| Ragadozók \| \| \| \| |
|       | \| \| Tobzoskák \| \| \| \| \| \| Ragadozók \| \| \| \| |
|       | Tobzoskák                                               |
|       |                                                         |
|       | Ragadozók                                               |
|       |                                                         |

|  | Tobzoskák |
|  |           |
|  | Ragadozók |
|  |           |

|       | Páratlanujjú patások                                    |
|       |                                                         |
| Ferae | \| \| Tobzoskák \| \| \| \| \| \| Ragadozók \| \| \| \| |
|       | \| \| Tobzoskák \| \| \| \| \| \| Ragadozók \| \| \| \| |
|       | Tobzoskák                                               |
|       |                                                         |
|       | Ragadozók                                               |
|       |                                                         |

|  | Tobzoskák |
|  |           |
|  | Ragadozók |
|  |           |

|  | Afrotheria       |
|  |                  |
|  | Vendégízületesek |
|  |                  |

|        | Euarchonta                                                |
|        |                                                           |
| Glires | \| \| Nyúlalakúak \| \| \| \| \| \| Rágcsálók \| \| \| \| |
|        | \| \| Nyúlalakúak \| \| \| \| \| \| Rágcsálók \| \| \| \| |
|        | Nyúlalakúak                                               |
|        |                                                           |
|        | Rágcsálók                                                 |
|        |                                                           |

|  | Nyúlalakúak |
|  |             |
|  | Rágcsálók   |
|  |             |

|       | Páratlanujjú patások                                    |
|       |                                                         |
| Ferae | \| \| Tobzoskák \| \| \| \| \| \| Ragadozók \| \| \| \| |
|       | \| \| Tobzoskák \| \| \| \| \| \| Ragadozók \| \| \| \| |
|       | Tobzoskák                                               |
|       |                                                         |
|       | Ragadozók                                               |
|       |                                                         |

|  | Tobzoskák |
|  |           |
|  | Ragadozók |
|  |           |

|       | Páratlanujjú patások                                    |
|       |                                                         |
| Ferae | \| \| Tobzoskák \| \| \| \| \| \| Ragadozók \| \| \| \| |
|       | \| \| Tobzoskák \| \| \| \| \| \| Ragadozók \| \| \| \| |
|       | Tobzoskák                                               |
|       |                                                         |
|       | Ragadozók                                               |
|       |                                                         |

|  | Tobzoskák |
|  |           |
|  | Ragadozók |
|  |           |

|       | Páratlanujjú patások                                    |
|       |                                                         |
| Ferae | \| \| Tobzoskák \| \| \| \| \| \| Ragadozók \| \| \| \| |
|       | \| \| Tobzoskák \| \| \| \| \| \| Ragadozók \| \| \| \| |
|       | Tobzoskák                                               |
|       |                                                         |
|       | Ragadozók                                               |
|       |                                                         |

|  | Tobzoskák |
|  |           |
|  | Ragadozók |
|  |           |

|       | Páratlanujjú patások                                    |
|       |                                                         |
| Ferae | \| \| Tobzoskák \| \| \| \| \| \| Ragadozók \| \| \| \| |
|       | \| \| Tobzoskák \| \| \| \| \| \| Ragadozók \| \| \| \| |
|       | Tobzoskák                                               |
|       |                                                         |
|       | Ragadozók                                               |
|       |                                                         |

|  | Tobzoskák |
|  |           |
|  | Ragadozók |
|  |           |

|       | Páratlanujjú patások                                    |
|       |                                                         |
| Ferae | \| \| Tobzoskák \| \| \| \| \| \| Ragadozók \| \| \| \| |
|       | \| \| Tobzoskák \| \| \| \| \| \| Ragadozók \| \| \| \| |
|       | Tobzoskák                                               |
|       |                                                         |
|       | Ragadozók                                               |
|       |                                                         |

|  | Tobzoskák |
|  |           |
|  | Ragadozók |
|  |           |

|       | Páratlanujjú patások                                    |
|       |                                                         |
| Ferae | \| \| Tobzoskák \| \| \| \| \| \| Ragadozók \| \| \| \| |
|       | \| \| Tobzoskák \| \| \| \| \| \| Ragadozók \| \| \| \| |
|       | Tobzoskák                                               |
|       |                                                         |
|       | Ragadozók                                               |
|       |                                                         |

|  | Tobzoskák |
|  |           |
|  | Ragadozók |
|  |           |

|       | Páratlanujjú patások                                    |
|       |                                                         |
| Ferae | \| \| Tobzoskák \| \| \| \| \| \| Ragadozók \| \| \| \| |
|       | \| \| Tobzoskák \| \| \| \| \| \| Ragadozók \| \| \| \| |
|       | Tobzoskák                                               |
|       |                                                         |
|       | Ragadozók                                               |
|       |                                                         |

|  | Tobzoskák |
|  |           |
|  | Ragadozók |
|  |           |

|       | Páratlanujjú patások                                    |
|       |                                                         |
| Ferae | \| \| Tobzoskák \| \| \| \| \| \| Ragadozók \| \| \| \| |
|       | \| \| Tobzoskák \| \| \| \| \| \| Ragadozók \| \| \| \| |
|       | Tobzoskák                                               |
|       |                                                         |
|       | Ragadozók                                               |
|       |                                                         |

|  | Tobzoskák |
|  |           |
|  | Ragadozók |
|  |           |

|        | Euarchonta                                                |
|        |                                                           |
| Glires | \| \| Nyúlalakúak \| \| \| \| \| \| Rágcsálók \| \| \| \| |
|        | \| \| Nyúlalakúak \| \| \| \| \| \| Rágcsálók \| \| \| \| |
|        | Nyúlalakúak                                               |
|        |                                                           |
|        | Rágcsálók                                                 |
|        |                                                           |

|  | Nyúlalakúak |
|  |             |
|  | Rágcsálók   |
|  |             |

|       | Páratlanujjú patások                                    |
|       |                                                         |
| Ferae | \| \| Tobzoskák \| \| \| \| \| \| Ragadozók \| \| \| \| |
|       | \| \| Tobzoskák \| \| \| \| \| \| Ragadozók \| \| \| \| |
|       | Tobzoskák                                               |
|       |                                                         |
|       | Ragadozók                                               |
|       |                                                         |

|  | Tobzoskák |
|  |           |
|  | Ragadozók |
|  |           |

|       | Páratlanujjú patások                                    |
|       |                                                         |
| Ferae | \| \| Tobzoskák \| \| \| \| \| \| Ragadozók \| \| \| \| |
|       | \| \| Tobzoskák \| \| \| \| \| \| Ragadozók \| \| \| \| |
|       | Tobzoskák                                               |
|       |                                                         |
|       | Ragadozók                                               |
|       |                                                         |

|  | Tobzoskák |
|  |           |
|  | Ragadozók |
|  |           |

|       | Páratlanujjú patások                                    |
|       |                                                         |
| Ferae | \| \| Tobzoskák \| \| \| \| \| \| Ragadozók \| \| \| \| |
|       | \| \| Tobzoskák \| \| \| \| \| \| Ragadozók \| \| \| \| |
|       | Tobzoskák                                               |
|       |                                                         |
|       | Ragadozók                                               |
|       |                                                         |

|  | Tobzoskák |
|  |           |
|  | Ragadozók |
|  |           |

|       | Páratlanujjú patások                                    |
|       |                                                         |
| Ferae | \| \| Tobzoskák \| \| \| \| \| \| Ragadozók \| \| \| \| |
|       | \| \| Tobzoskák \| \| \| \| \| \| Ragadozók \| \| \| \| |
|       | Tobzoskák                                               |
|       |                                                         |
|       | Ragadozók                                               |
|       |                                                         |

|  | Tobzoskák |
|  |           |
|  | Ragadozók |
|  |           |

|       | Páratlanujjú patások                                    |
|       |                                                         |
| Ferae | \| \| Tobzoskák \| \| \| \| \| \| Ragadozók \| \| \| \| |
|       | \| \| Tobzoskák \| \| \| \| \| \| Ragadozók \| \| \| \| |
|       | Tobzoskák                                               |
|       |                                                         |
|       | Ragadozók                                               |
|       |                                                         |

|  | Tobzoskák |
|  |           |
|  | Ragadozók |
|  |           |

|       | Páratlanujjú patások                                    |
|       |                                                         |
| Ferae | \| \| Tobzoskák \| \| \| \| \| \| Ragadozók \| \| \| \| |
|       | \| \| Tobzoskák \| \| \| \| \| \| Ragadozók \| \| \| \| |
|       | Tobzoskák                                               |
|       |                                                         |
|       | Ragadozók                                               |
|       |                                                         |

|  | Tobzoskák |
|  |           |
|  | Ragadozók |
|  |           |

|       | Páratlanujjú patások                                    |
|       |                                                         |
| Ferae | \| \| Tobzoskák \| \| \| \| \| \| Ragadozók \| \| \| \| |
|       | \| \| Tobzoskák \| \| \| \| \| \| Ragadozók \| \| \| \| |
|       | Tobzoskák                                               |
|       |                                                         |
|       | Ragadozók                                               |
|       |                                                         |

|  | Tobzoskák |
|  |           |
|  | Ragadozók |
|  |           |

|       | Páratlanujjú patások                                    |
|       |                                                         |
| Ferae | \| \| Tobzoskák \| \| \| \| \| \| Ragadozók \| \| \| \| |
|       | \| \| Tobzoskák \| \| \| \| \| \| Ragadozók \| \| \| \| |
|       | Tobzoskák                                               |
|       |                                                         |
|       | Ragadozók                                               |
|       |                                                         |

|  | Tobzoskák |
|  |           |
|  | Ragadozók |
|  |           |

## Törzsfejlődés

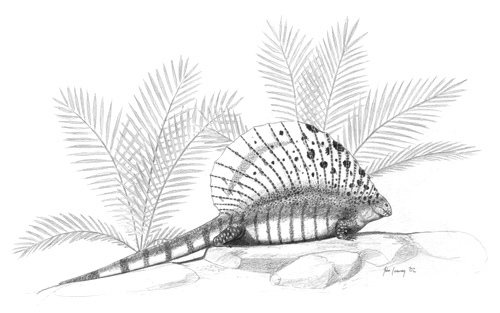
Az Edaphosaurus cruciger a Synapsidák egyik legismertebb képviselője

Az emlősök őseit az emlősszerű hüllők (Synapsida) csoportjában kell keresnünk. Ez a csoport már a hüllők törzsfejlődésének korai szakaszában elkülönült a többi hüllő fejlődési irányától. Magán a Synapsida csoporton belül is több fejlődési irány ismert, amelyek közül – az emlősök törzsfejlődése szempontjából – a Therapsida csoport a legfontosabb. Az emlősszerű jellegzetességek főként a fogazat, az állkapcsot alkotó csontok, az állkapocs ízesülése, a rágási mechanizmus, valamint a középfül csontjainak anatómiájában, és egyes „lágy bélyegekben” jelentkeztek.

### Kiválás a magzatburkosok közül

Egy synapsida koponyája

Az első szárazföldi gerincesek magzatburkosok voltak. Kétéltű őseikhez hasonlóan volt tüdejük és négy lábuk. A magzatburkosok tojásainak belső hártyája bent tartja a vizet, de lehetővé teszi a fejlődő embrió lélegzését. Így a magzatburkosoknak már nem volt szükségük vízre a tojásrakáshoz.
Az első magzatburkosok a karbon kor Pennsylvanian szakaszában jelentek meg, korábbi hüllőszerű négylábú kétéltűek utódaiként.  Ezek a kétéltűek egy olyan környezetben éltek, ahol a növényzet páfrányokból és mohákból állt, a többi állat pedig gerinctelen volt. Néhány millió év alatt elkülönültek a főbb ágak: az emlősszerűek és a hüllőszerűek. Az előbbiek közül származtak az emlősök ősei, az utóbbiból gyíkok, teknősök, kígyók, krokodilok és dinoszauruszok lettek; ez utóbbiak közül származnak a madarak is. Az emlősszerű (Synapsida) koponyán alul oldalt egy nyílás (temporal fenestra) található mindkét oldalon. Az emlősszerű Pelycosaurusok a kora perm legnagyobb és legerőszakosabb állatai voltak. A nem emlős synapsidákat emlősszerű hüllőknek is nevezik.
A perm közepén kiváltak a pelycoszauruszoktól származó Therapsidák a synapsidák közül, majd a szárazföld legnagyobb gerinceseivé váltak 265 millió évvel ezelőtt.  Az eupelycoszauruszoktól megkülönböztető jegyek találhatók állkapcsukon és koponyájukon: egyenlőtlen méretű metszőfogak és nagyobb koponya. Ezután több lépésben elkülönültek a Probainognathia Cynodontiák, amelyek közül több összetéveszthető az emlősökkel, pedig nem azok. A folyamat során a következők történtek:
- Megjelent a második csontos szájpad.
- A lábak állásának megváltozása, amivel könnyebbé vált a lélegzés járás közben. Ez azonban lassan ment végbe, és a növényevő fajoknál csak a perm végén kezdett megváltozni a hátsó lábak helyzete. A ragadozóknál először a mellső, majd a hátsó lábak helyzete változott meg.
- Az állkapocsban az állkapocscsont vált a fő tömeggé, az állkapocs három másik csontja a középfülbe került (üllő, kalapács, kengyel).

### Az első emlősök

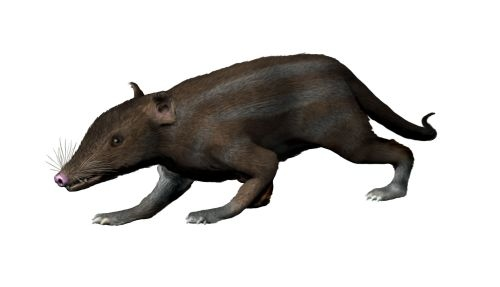
A legrégibb ismert Eutheria, a Juramaia sinensis rekonstrukciója (160 millió évvel ezelőtt)

A perm végi kihalási esemény 252 millió évvel ezelőtt véget vetett a ragadozó therapsidák uralmának. Helyüket a triász elején az archoszauruszok vették át, a legtöbb közepes és nagy ragadozó nichét ők töltötték be. 35 millió év alatt szétváltak a crocodylomorphákra, pteroszauruszokra és dinoszauruszokra. Néhány cynodonta, mint a trucidocynodon és a  traversodontidák továbbra is nagytestű ragadozók és növényevők voltak, de a jurában a legtöbb nagytestű növényevő nichét dinoszauruszok töltötték be.
A Kemp szerinti emlősök 225 millió évvel ezelőtt jelentek meg, a késő triászban. Az éjszakai rovarevők szerepét töltötték be, de már a jura közepén kezdtek egyre változatosabbakká válni. Például a Castorocauda a valódi emlősök közeli rokona, és úszáshoz, ásáshoz, halászathoz alkalmazkodott.  A legtöbbjük továbbra is éjszakai életmódot él; ezzel magyarázzák az emlősök több közös tulajdonságát.  A legtöbb földtörténeti középidőből ismert emlősfaj a multituberculates, eutriconodonta és spalacotheriida csoportokba sorolható. A legkorábbi méhlepényes a Sinodelphys, melyet 125 millió évvel ezelőttről, a korai kréta korszakból ismerünk, és a kínai Liaoning tartományban találtak rá. A lelet majdnem teljes, megmaradt a szőrzet egy része és a lágy szövetek lenyomatai is.
A koronacsoport szerinti legelső ismert emlősök a felső triászban, mintegy 204 millió évvel ezelőtt jelentek meg. Ezeket a korai ősemlősöket azonban csak töredékes csontleletek, főként koponya-, illetve fogmaradványok alapján ismerjük. Többségük apró termetű, valószínűleg éjjel aktív, ragadozó életmódot folytató állat lehetett, noha a földtörténeti középidőből ismertek növényevő emlősfajok is. Bár földrajzi elterjedésük igen széles volt, csak kevés ökológiai fülkét töltöttek be, hiszen ebben az időszakban a hüllők számítottak uralkodó életformának.
Az alábbi kladogram az emlősöket, mint a kora jurában megjelent Synapsida őstől származó koronacsoportot mutatja:
|  | \| \| Haramiyavia \| \| \| \| \| \| Multituberculata \| \| \| \| |
|  |                                                                  |
|  | Tinodon                                                          |
|  |                                                                  |
|  | Eutriconodonta (incl. Gobiconodonta)                             |
|  |                                                                  |
|  | Trechnotheria (incl. Theria)                                     |
|  |                                                                  |
|  | Haramiyavia                                                      |
|  |                                                                  |
|  | Multituberculata                                                 |
|  |                                                                  |

|  | Haramiyavia      |
|  |                  |
|  | Multituberculata |
|  |                  |

|  | \| \| Haramiyavia \| \| \| \| \| \| Multituberculata \| \| \| \| |
|  |                                                                  |
|  | Tinodon                                                          |
|  |                                                                  |
|  | Eutriconodonta (incl. Gobiconodonta)                             |
|  |                                                                  |
|  | Trechnotheria (incl. Theria)                                     |
|  |                                                                  |
|  | Haramiyavia                                                      |
|  |                                                                  |
|  | Multituberculata                                                 |
|  |                                                                  |

|  | Haramiyavia      |
|  |                  |
|  | Multituberculata |
|  |                  |

|  | \| \| Haramiyavia \| \| \| \| \| \| Multituberculata \| \| \| \| |
|  |                                                                  |
|  | Tinodon                                                          |
|  |                                                                  |
|  | Eutriconodonta (incl. Gobiconodonta)                             |
|  |                                                                  |
|  | Trechnotheria (incl. Theria)                                     |
|  |                                                                  |
|  | Haramiyavia                                                      |
|  |                                                                  |
|  | Multituberculata                                                 |
|  |                                                                  |

|  | Haramiyavia      |
|  |                  |
|  | Multituberculata |
|  |                  |

|  | \| \| Haramiyavia \| \| \| \| \| \| Multituberculata \| \| \| \| |
|  |                                                                  |
|  | Tinodon                                                          |
|  |                                                                  |
|  | Eutriconodonta (incl. Gobiconodonta)                             |
|  |                                                                  |
|  | Trechnotheria (incl. Theria)                                     |
|  |                                                                  |
|  | Haramiyavia                                                      |
|  |                                                                  |
|  | Multituberculata                                                 |
|  |                                                                  |

|  | Haramiyavia      |
|  |                  |
|  | Multituberculata |
|  |                  |

|  | \| \| Haramiyavia \| \| \| \| \| \| Multituberculata \| \| \| \| |
|  |                                                                  |
|  | Tinodon                                                          |
|  |                                                                  |
|  | Eutriconodonta (incl. Gobiconodonta)                             |
|  |                                                                  |
|  | Trechnotheria (incl. Theria)                                     |
|  |                                                                  |
|  | Haramiyavia                                                      |
|  |                                                                  |
|  | Multituberculata                                                 |
|  |                                                                  |

|  | Haramiyavia      |
|  |                  |
|  | Multituberculata |
|  |                  |

|  | \| \| Haramiyavia \| \| \| \| \| \| Multituberculata \| \| \| \| |
|  |                                                                  |
|  | Tinodon                                                          |
|  |                                                                  |
|  | Eutriconodonta (incl. Gobiconodonta)                             |
|  |                                                                  |
|  | Trechnotheria (incl. Theria)                                     |
|  |                                                                  |
|  | Haramiyavia                                                      |
|  |                                                                  |
|  | Multituberculata                                                 |
|  |                                                                  |

|  | Haramiyavia      |
|  |                  |
|  | Multituberculata |
|  |                  |

|  | \| \| Haramiyavia \| \| \| \| \| \| Multituberculata \| \| \| \| |
|  |                                                                  |
|  | Tinodon                                                          |
|  |                                                                  |
|  | Eutriconodonta (incl. Gobiconodonta)                             |
|  |                                                                  |
|  | Trechnotheria (incl. Theria)                                     |
|  |                                                                  |
|  | Haramiyavia                                                      |
|  |                                                                  |
|  | Multituberculata                                                 |
|  |                                                                  |

|  | Haramiyavia      |
|  |                  |
|  | Multituberculata |
|  |                  |

|  | \| \| Haramiyavia \| \| \| \| \| \| Multituberculata \| \| \| \| |
|  |                                                                  |
|  | Tinodon                                                          |
|  |                                                                  |
|  | Eutriconodonta (incl. Gobiconodonta)                             |
|  |                                                                  |
|  | Trechnotheria (incl. Theria)                                     |
|  |                                                                  |
|  | Haramiyavia                                                      |
|  |                                                                  |
|  | Multituberculata                                                 |
|  |                                                                  |

|  | Haramiyavia      |
|  |                  |
|  | Multituberculata |
|  |                  |

|  | \| \| Haramiyavia \| \| \| \| \| \| Multituberculata \| \| \| \| |
|  |                                                                  |
|  | Tinodon                                                          |
|  |                                                                  |
|  | Eutriconodonta (incl. Gobiconodonta)                             |
|  |                                                                  |
|  | Trechnotheria (incl. Theria)                                     |
|  |                                                                  |
|  | Haramiyavia                                                      |
|  |                                                                  |
|  | Multituberculata                                                 |
|  |                                                                  |

|  | Haramiyavia      |
|  |                  |
|  | Multituberculata |
|  |                  |

|  | \| \| Haramiyavia \| \| \| \| \| \| Multituberculata \| \| \| \| |
|  |                                                                  |
|  | Tinodon                                                          |
|  |                                                                  |
|  | Eutriconodonta (incl. Gobiconodonta)                             |
|  |                                                                  |
|  | Trechnotheria (incl. Theria)                                     |
|  |                                                                  |
|  | Haramiyavia                                                      |
|  |                                                                  |
|  | Multituberculata                                                 |
|  |                                                                  |

|  | Haramiyavia      |
|  |                  |
|  | Multituberculata |
|  |                  |

|  | \| \| Haramiyavia \| \| \| \| \| \| Multituberculata \| \| \| \| |
|  |                                                                  |
|  | Tinodon                                                          |
|  |                                                                  |
|  | Eutriconodonta (incl. Gobiconodonta)                             |
|  |                                                                  |
|  | Trechnotheria (incl. Theria)                                     |
|  |                                                                  |
|  | Haramiyavia                                                      |
|  |                                                                  |
|  | Multituberculata                                                 |
|  |                                                                  |

|  | Haramiyavia      |
|  |                  |
|  | Multituberculata |
|  |                  |

|  | \| \| Haramiyavia \| \| \| \| \| \| Multituberculata \| \| \| \| |
|  |                                                                  |
|  | Tinodon                                                          |
|  |                                                                  |
|  | Eutriconodonta (incl. Gobiconodonta)                             |
|  |                                                                  |
|  | Trechnotheria (incl. Theria)                                     |
|  |                                                                  |
|  | Haramiyavia                                                      |
|  |                                                                  |
|  | Multituberculata                                                 |
|  |                                                                  |

|  | Haramiyavia      |
|  |                  |
|  | Multituberculata |
|  |                  |

|  | \| \| Haramiyavia \| \| \| \| \| \| Multituberculata \| \| \| \| |
|  |                                                                  |
|  | Tinodon                                                          |
|  |                                                                  |
|  | Eutriconodonta (incl. Gobiconodonta)                             |
|  |                                                                  |
|  | Trechnotheria (incl. Theria)                                     |
|  |                                                                  |
|  | Haramiyavia                                                      |
|  |                                                                  |
|  | Multituberculata                                                 |
|  |                                                                  |

|  | Haramiyavia      |
|  |                  |
|  | Multituberculata |
|  |                  |

|  | \| \| Haramiyavia \| \| \| \| \| \| Multituberculata \| \| \| \| |
|  |                                                                  |
|  | Tinodon                                                          |
|  |                                                                  |
|  | Eutriconodonta (incl. Gobiconodonta)                             |
|  |                                                                  |
|  | Trechnotheria (incl. Theria)                                     |
|  |                                                                  |
|  | Haramiyavia                                                      |
|  |                                                                  |
|  | Multituberculata                                                 |
|  |                                                                  |

|  | Haramiyavia      |
|  |                  |
|  | Multituberculata |
|  |                  |

|  | \| \| Haramiyavia \| \| \| \| \| \| Multituberculata \| \| \| \| |
|  |                                                                  |
|  | Tinodon                                                          |
|  |                                                                  |
|  | Eutriconodonta (incl. Gobiconodonta)                             |
|  |                                                                  |
|  | Trechnotheria (incl. Theria)                                     |
|  |                                                                  |
|  | Haramiyavia                                                      |
|  |                                                                  |
|  | Multituberculata                                                 |
|  |                                                                  |

|  | Haramiyavia      |
|  |                  |
|  | Multituberculata |
|  |                  |

|  | \| \| Haramiyavia \| \| \| \| \| \| Multituberculata \| \| \| \| |
|  |                                                                  |
|  | Tinodon                                                          |
|  |                                                                  |
|  | Eutriconodonta (incl. Gobiconodonta)                             |
|  |                                                                  |
|  | Trechnotheria (incl. Theria)                                     |
|  |                                                                  |
|  | Haramiyavia                                                      |
|  |                                                                  |
|  | Multituberculata                                                 |
|  |                                                                  |

|  | Haramiyavia      |
|  |                  |
|  | Multituberculata |
|  |                  |

|  | \| \| Haramiyavia \| \| \| \| \| \| Multituberculata \| \| \| \| |
|  |                                                                  |
|  | Tinodon                                                          |
|  |                                                                  |
|  | Eutriconodonta (incl. Gobiconodonta)                             |
|  |                                                                  |
|  | Trechnotheria (incl. Theria)                                     |
|  |                                                                  |
|  | Haramiyavia                                                      |
|  |                                                                  |
|  | Multituberculata                                                 |
|  |                                                                  |

|  | Haramiyavia      |
|  |                  |
|  | Multituberculata |
|  |                  |

|  | \| \| Haramiyavia \| \| \| \| \| \| Multituberculata \| \| \| \| |
|  |                                                                  |
|  | Tinodon                                                          |
|  |                                                                  |
|  | Eutriconodonta (incl. Gobiconodonta)                             |
|  |                                                                  |
|  | Trechnotheria (incl. Theria)                                     |
|  |                                                                  |
|  | Haramiyavia                                                      |
|  |                                                                  |
|  | Multituberculata                                                 |
|  |                                                                  |

|  | Haramiyavia      |
|  |                  |
|  | Multituberculata |
|  |                  |

|  | \| \| Haramiyavia \| \| \| \| \| \| Multituberculata \| \| \| \| |
|  |                                                                  |
|  | Tinodon                                                          |
|  |                                                                  |
|  | Eutriconodonta (incl. Gobiconodonta)                             |
|  |                                                                  |
|  | Trechnotheria (incl. Theria)                                     |
|  |                                                                  |
|  | Haramiyavia                                                      |
|  |                                                                  |
|  | Multituberculata                                                 |
|  |                                                                  |

|  | Haramiyavia      |
|  |                  |
|  | Multituberculata |
|  |                  |

|  | \| \| Haramiyavia \| \| \| \| \| \| Multituberculata \| \| \| \| |
|  |                                                                  |
|  | Tinodon                                                          |
|  |                                                                  |
|  | Eutriconodonta (incl. Gobiconodonta)                             |
|  |                                                                  |
|  | Trechnotheria (incl. Theria)                                     |
|  |                                                                  |
|  | Haramiyavia                                                      |
|  |                                                                  |
|  | Multituberculata                                                 |
|  |                                                                  |

|  | Haramiyavia      |
|  |                  |
|  | Multituberculata |
|  |                  |

|  | \| \| Haramiyavia \| \| \| \| \| \| Multituberculata \| \| \| \| |
|  |                                                                  |
|  | Tinodon                                                          |
|  |                                                                  |
|  | Eutriconodonta (incl. Gobiconodonta)                             |
|  |                                                                  |
|  | Trechnotheria (incl. Theria)                                     |
|  |                                                                  |
|  | Haramiyavia                                                      |
|  |                                                                  |
|  | Multituberculata                                                 |
|  |                                                                  |

|  | Haramiyavia      |
|  |                  |
|  | Multituberculata |
|  |                  |

|  | \| \| Haramiyavia \| \| \| \| \| \| Multituberculata \| \| \| \| |
|  |                                                                  |
|  | Tinodon                                                          |
|  |                                                                  |
|  | Eutriconodonta (incl. Gobiconodonta)                             |
|  |                                                                  |
|  | Trechnotheria (incl. Theria)                                     |
|  |                                                                  |
|  | Haramiyavia                                                      |
|  |                                                                  |
|  | Multituberculata                                                 |
|  |                                                                  |

|  | Haramiyavia      |
|  |                  |
|  | Multituberculata |
|  |                  |

|  | \| \| Haramiyavia \| \| \| \| \| \| Multituberculata \| \| \| \| |
|  |                                                                  |
|  | Tinodon                                                          |
|  |                                                                  |
|  | Eutriconodonta (incl. Gobiconodonta)                             |
|  |                                                                  |
|  | Trechnotheria (incl. Theria)                                     |
|  |                                                                  |
|  | Haramiyavia                                                      |
|  |                                                                  |
|  | Multituberculata                                                 |
|  |                                                                  |

|  | Haramiyavia      |
|  |                  |
|  | Multituberculata |
|  |                  |

|  | \| \| Haramiyavia \| \| \| \| \| \| Multituberculata \| \| \| \| |
|  |                                                                  |
|  | Tinodon                                                          |
|  |                                                                  |
|  | Eutriconodonta (incl. Gobiconodonta)                             |
|  |                                                                  |
|  | Trechnotheria (incl. Theria)                                     |
|  |                                                                  |
|  | Haramiyavia                                                      |
|  |                                                                  |
|  | Multituberculata                                                 |
|  |                                                                  |

|  | Haramiyavia      |
|  |                  |
|  | Multituberculata |
|  |                  |

|  | \| \| Haramiyavia \| \| \| \| \| \| Multituberculata \| \| \| \| |
|  |                                                                  |
|  | Tinodon                                                          |
|  |                                                                  |
|  | Eutriconodonta (incl. Gobiconodonta)                             |
|  |                                                                  |
|  | Trechnotheria (incl. Theria)                                     |
|  |                                                                  |
|  | Haramiyavia                                                      |
|  |                                                                  |
|  | Multituberculata                                                 |
|  |                                                                  |

|  | Haramiyavia      |
|  |                  |
|  | Multituberculata |
|  |                  |

|  | \| \| Haramiyavia \| \| \| \| \| \| Multituberculata \| \| \| \| |
|  |                                                                  |
|  | Tinodon                                                          |
|  |                                                                  |
|  | Eutriconodonta (incl. Gobiconodonta)                             |
|  |                                                                  |
|  | Trechnotheria (incl. Theria)                                     |
|  |                                                                  |
|  | Haramiyavia                                                      |
|  |                                                                  |
|  | Multituberculata                                                 |
|  |                                                                  |

|  | Haramiyavia      |
|  |                  |
|  | Multituberculata |
|  |                  |

|  | \| \| Haramiyavia \| \| \| \| \| \| Multituberculata \| \| \| \| |
|  |                                                                  |
|  | Tinodon                                                          |
|  |                                                                  |
|  | Eutriconodonta (incl. Gobiconodonta)                             |
|  |                                                                  |
|  | Trechnotheria (incl. Theria)                                     |
|  |                                                                  |
|  | Haramiyavia                                                      |
|  |                                                                  |
|  | Multituberculata                                                 |
|  |                                                                  |

|  | Haramiyavia      |
|  |                  |
|  | Multituberculata |
|  |                  |

|  | \| \| Haramiyavia \| \| \| \| \| \| Multituberculata \| \| \| \| |
|  |                                                                  |
|  | Tinodon                                                          |
|  |                                                                  |
|  | Eutriconodonta (incl. Gobiconodonta)                             |
|  |                                                                  |
|  | Trechnotheria (incl. Theria)                                     |
|  |                                                                  |
|  | Haramiyavia                                                      |
|  |                                                                  |
|  | Multituberculata                                                 |
|  |                                                                  |

|  | Haramiyavia      |
|  |                  |
|  | Multituberculata |
|  |                  |

|  | \| \| Haramiyavia \| \| \| \| \| \| Multituberculata \| \| \| \| |
|  |                                                                  |
|  | Tinodon                                                          |
|  |                                                                  |
|  | Eutriconodonta (incl. Gobiconodonta)                             |
|  |                                                                  |
|  | Trechnotheria (incl. Theria)                                     |
|  |                                                                  |
|  | Haramiyavia                                                      |
|  |                                                                  |
|  | Multituberculata                                                 |
|  |                                                                  |

|  | Haramiyavia      |
|  |                  |
|  | Multituberculata |
|  |                  |

|  | \| \| Haramiyavia \| \| \| \| \| \| Multituberculata \| \| \| \| |
|  |                                                                  |
|  | Tinodon                                                          |
|  |                                                                  |
|  | Eutriconodonta (incl. Gobiconodonta)                             |
|  |                                                                  |
|  | Trechnotheria (incl. Theria)                                     |
|  |                                                                  |
|  | Haramiyavia                                                      |
|  |                                                                  |
|  | Multituberculata                                                 |
|  |                                                                  |

|  | Haramiyavia      |
|  |                  |
|  | Multituberculata |
|  |                  |

|  | \| \| Haramiyavia \| \| \| \| \| \| Multituberculata \| \| \| \| |
|  |                                                                  |
|  | Tinodon                                                          |
|  |                                                                  |
|  | Eutriconodonta (incl. Gobiconodonta)                             |
|  |                                                                  |
|  | Trechnotheria (incl. Theria)                                     |
|  |                                                                  |
|  | Haramiyavia                                                      |
|  |                                                                  |
|  | Multituberculata                                                 |
|  |                                                                  |

|  | Haramiyavia      |
|  |                  |
|  | Multituberculata |
|  |                  |

|  | \| \| Haramiyavia \| \| \| \| \| \| Multituberculata \| \| \| \| |
|  |                                                                  |
|  | Tinodon                                                          |
|  |                                                                  |
|  | Eutriconodonta (incl. Gobiconodonta)                             |
|  |                                                                  |
|  | Trechnotheria (incl. Theria)                                     |
|  |                                                                  |
|  | Haramiyavia                                                      |
|  |                                                                  |
|  | Multituberculata                                                 |
|  |                                                                  |

|  | Haramiyavia      |
|  |                  |
|  | Multituberculata |
|  |                  |

A legrégibb ismert Eutheria emlős lelet 160 millió éves (jura vége), és egy cickányszerű állat, a  Juramaia sinensis maradványa Kínából. Szintén Eutheria volt a 125 millió évvel ezelőtt (kora kréta) élt  Eomaia, melynek néhány jellemzője az erszényesekre mutat. Ez bizonyítja, hogy az erszényesek megőrizték a közös ősök több jellemzőjét, melyek a méhlepényesekben elvesztek. Például az epibubic csontok a pelvisből kifelé terjednek. Nem található meg a méhlepényesekben, de a többi emlősben (erszényesek, tojásrakók, a kora krétában élt Ukhaatherium) igen. Szerepük az izmok mereven tartása mozgás közben, de kisebbítik azt a teret, amit az embrió és a magzat elfoglalhat az anya méhében. Megléte arra utal, hogy a vemhességi idő rövid volt, és a kölykök fejletlenül születnek, mint a modern erszényesekben. Ez arra utal, hogy a méhlepény későbbi fejlemény.

### A főbb emlőscsoportok kialakulása

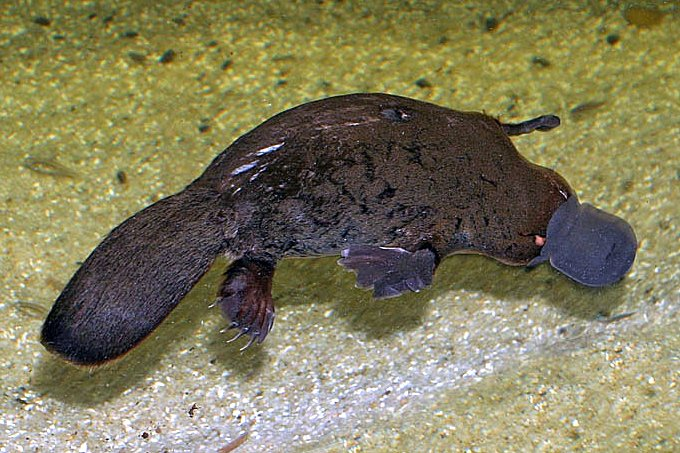
A kacsacsőrű emlős a tojásrakó emlősök közé tartozik

Az emlősök főbb fejlődési irányai már a földtörténeti középidőben különváltak egymástól. E csoportok közül a kloákások, az erszényesek és a méhlepényesek a jelenkorig fennmaradtak, ám sok csoport (például Morganucodonta, Docodonta, Haramiyoidea, Tricodonta, Multituberculata, Pantotheria) kipusztult, és csak fosszilis leletek alapján ismert.
A legkorábbi kloákás a Teinolophos, Ausztráliából ismert 120 millió évvel ezelőttről.  A kloákába nyílik a húgyhólyag, a végbél és a szaporító rendszer is, ahogy a gyíkoknál és a madaraknál. Tojásokat raknak, melyek héja pergamenszerű, nem meszes.

### Az ismertetőjelek megjelenése

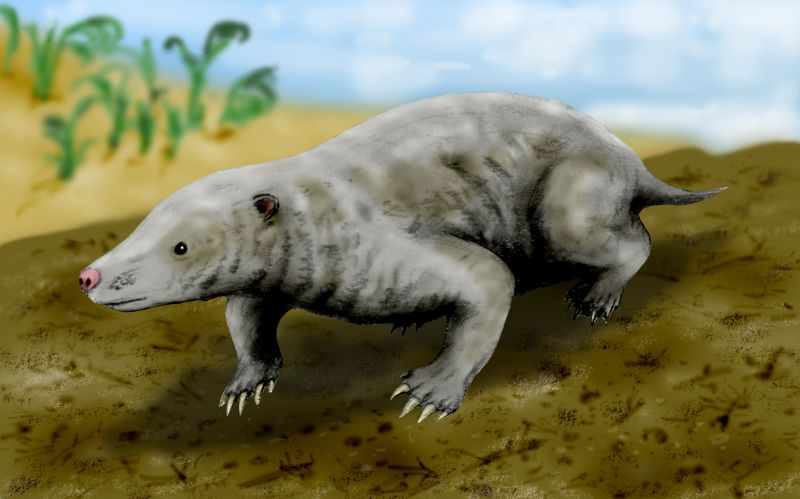
Egy emlősszerű állat a mezozoikumból, a Fruitafossor

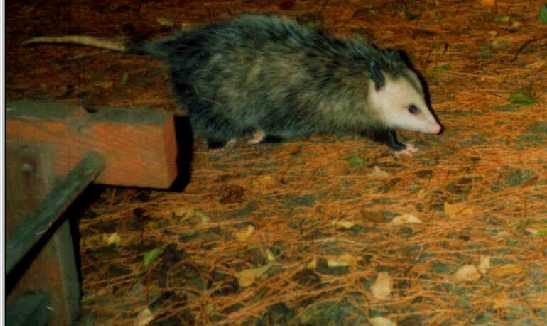
Ősi erszényes patkány a kréta korból

A 195 millió évvel ezelőttről előkerült Hadrocodium állkapcsa nagyrészt a squamosal és dentary csontokból állt, nem volt articular benne, ami pedig még megvolt a korai synapsidáknál.
A szőrzetre a Castorocauda és a Megaconus szolgáltatott bizonyítékot 164 millió évvel ezelőttről. Az 1950-es években úgy gondolták, hogy a cynodonták felső és alsó állkapcsában található csatornák a bajuszszőröket ellátó vérereket és idegeket tartalmazták, tehát bizonyítják, hogy ezek az állatok szőrösek voltak.  Azonban kiderült, hogy hasonló csatornák találhatók például a modern Tupinambis  gyíkban, mint a Thrinaxodonban. A népszerű források azonban továbbra is bajuszszőröket tulajdonítottak a Thrinaxodonnak. A permből származó koprolitok szerint azonban már az akkori, emlősök előtti synapsidák is szőrösek voltak, így a szőr megjelenését a dicynodontákra kell visszavezetni.
A melegvérűség megjelenésének időpontja bizonytalan, habár ezt az emlősök előtti therapsidáknak tulajdonítják. A kloákások testhőmérséklete alacsonyabb, anyagcseréjük sebessége erősebben változó, mint a többi emlősé, azonban bizonyíték van arra, hogy őseik testhőmérséklete a modern therianokéhoz állt közelebb. Egyes therianok, mint az afrotheres és a vendégízületesek testhőmérséklete másodlagosan alacsony.
A lábak állásának megváltozása nem teljes az emlősökben: a ma élő és ősi kloákásoknak oldalra nyúló lábaik vannak. A lábak helyzetének megváltozása a késő jura és a kora kréta jellemzője; az eutherian Eomaia és a metatherian Sinodelphys is ilyen lábakon járt 125 millió évvel ezelőtt. A szaporodást befolyásoló epipubic csont először a  Tritylodontidaenál jelent meg. A nem méhlepényeseknél jelen van, viszont hiányzott a  Megazostrodonból és az Erythrotheriumból.
Elméletek szerint a tejtermelés eredeti célja a tojások nedvesen tartása volt. Az érv a kloákásokra hivatkozik, amelyek az egyedüli tojásrakó emlősök.

### Adaptív szétterjedés a paleocéntől kezdve

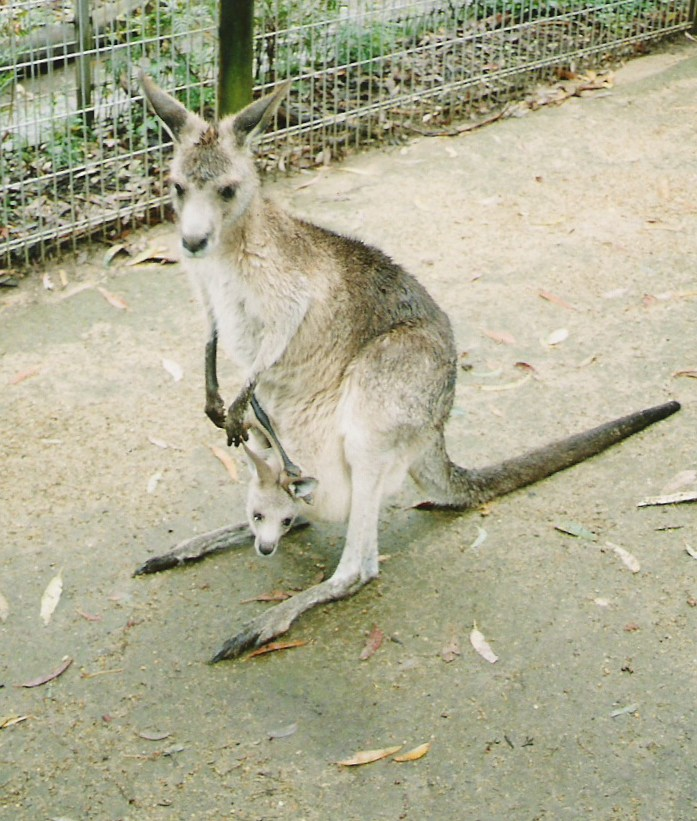
A kenguruk a legismertebb erszényesek

A tömeges fajpusztulással járó úgynevezett kréta–tercier kihalási esemény, amely a dinoszauruszok és más hüllőcsoportok, sok egyéb faj kipusztulását is okozta, természetesen az emlősök körében is éreztette hatását. Átmenetileg az emlősök sokfélesége is csökkent, mi több, egyes csoportjaik (például Eutriconodonta) épp ebben az időben tűntek el. Ugyanakkor a túlélő csoportok, így a kloákások, a Multituberculata csoport, az erszényesek, valamint a méhlepényesek életlehetőségei számottevően növekedtek, méretük exponenciálisan nőtt.  Számos olyan ökológiai fülke ugyanis, amelyet korábban nem-madár dinoszauruszok töltöttek be, a tömeges fajpusztulás következményeként megüresedett. Az emlősöknek így lehetőségük maradt betölteni a megüresedett ökológiai fülkéket. Például az első denevérek 50 millió évvel ezelőtt jelentek meg, mindössze 16 millió évvel a dinoszauruszok kihalása után. Ez a lehetőség a paleocéntől kezdve az emlősök nagyarányú adaptív radiációját (szétterjedését) eredményezte, amelynek következtében mai változatosságuk és sokirányú alkalmazkodásuk kialakult. Az adaptív szétterjedés különösen a méhlepényes emlősökre volt jellemző, de egyes területeken (Dél-Amerika, és különösen Ausztrália) az erszényesek körében is számottevő adaptív szétterjedés és széles körű alkalmazkodás következett be. Nem beszélhetünk ugyanakkor adaptív szétterjedésről a kloákások esetében, noha mai képviselőik – ősi tulajdonságaik mellett – meglepően specializált élőlények. Hosszú ideig a Multituberculata csoport is sikeresnek bizonyult, ám az oligocén korai szakaszában végül mégiscsak kihalt ez az ősi emlőscsoport. Eltűnésük oka a fejlettebb méhlepényes emlősök, különösen a rájuk vadászó ragadozók, valamint a táplálékkonkurensként jelentkező rágcsálók térhódítása lehetett.
Molekuláris genetikai vizsgálatok szerint a legtöbb méhlepényes csoport 100 – 85 millió évvel ezelőtt alakult ki. A modern családok az eocén és a miocén alatt jelentek meg. A kréta előttről nem ismertek méhlepényesek maradványai.  A méhlepényesek első vitathatatlan maradványai a paleocénból kerültek elő, a dinoszuruszok kihalása utánról. A Protungulatum donnaet eredetileg méhlepényesként ismerték fel, de utána nem méhlepényes eutherianként sorolták be. A genetikai és morfológiai sokféleségi arányok újrakalibrálása arra utal, hogy a késő krétában már voltak méhlepényes emlősök, és a legtöbb modern klád a paleocén alatt jelent meg.
A legkorábbi ismert főemlős az  Archicebus achilles 55 millió évvel ezelőttről. Testsúlya 20–30 gramm, és elfért volna egy ember tenyerében.

## Felfedezés és megismerés

### Az emlősök fogalmának kialakulása
Bár az emberiség kezdettől fogva ismerte az emlősöket, az emlősök fogalma azonban csak a 18. században született meg. Korábban a szárazföldi négylábú vadállatok fogalma helyettesítette az emlősökét. A két fogalom azonban mégsem tekinthető egyenértékűnek, mert szárazföldi négylábú vadállatok köre magától értetődően nem tartalmazhatta a denevéreket, amelyeket a madarak közé soroltak, és a ceteket, amelyeket a halak között tartottak számon (pedig tudták róluk, hogy utódaikat tejjel táplálják).
Az emlősök fogalmát Linné alkotta meg. A Systema naturae korai kiadásaiban még „négylábúak” (Quadripedia) szerepeltek az emlősök helyett, a cetek pedig ekkor még a „szoptató halak” (Plagiuri) csoportjába voltak beosztva. A Systema naturae 1758-ban megjelent tizedik kiadásban viszont már emlősökről esik szó.

### Jeles tudósok és kutatók

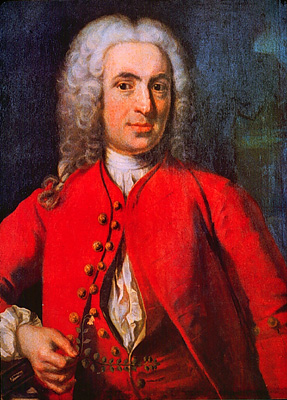
Linné 1739-ben

Az emlősök megismeréséhez számos tudós és kutató járult hozzá. Első kutatójukként Arisztotelészt szokás emlegetni, de foglalkozott az emlősökkel az idősebb Plinius, a középkorban Albertus Magnus, a reneszánsz időkben pedig Conrad Gesner is.
A 18. századból Linné, Mathurin Jacques Brisson, Johann Friedrich Gmelin, Eberhard August Wilhelm von Zimmermann, Robert Kerr, Peter Simon Pallas, Johann Christian Polycarp Erxleben és Johann Friedrich Blumenbach, a 19. századból pedig Jean-Baptiste Lamarck, Johann Karl Wilhelm Illiger, Georg August Goldfuss, Étienne Geoffroy Saint-Hilaire, Georges Cuvier, François Péron, Charles Alexandre Lesueur, Anselme Gaëtan Desmarest, Joseph Paul Gaimard, Richard Owen, Hermann Schlegel, Charles Lucien Jules Laurent Bonaparte, Alfred Russel Wallace, William Ogilby, John Gould, Thomas Henry Huxley, Isidore Geoffroy Saint-Hilaire, Édouard Louis Trouessart, Nyikolaj Mihajlovics Przsevalszkij, Oldfield Thomas, Emile Oustalet, Theodore Nicholas Gill, Henry Fairfield Osborn, Paul Gervais, Alfred Brehm, Hermann Burmeister, Walter Rothschild és Giacomo Doria emlősökkel kapcsolatos munkásságát érdemes külön is kiemelni.
A 20. században az emlősök rendszerezése terén George Gaylord Simpson, utóbb pedig Malcolm McKenna és Colin P. Groves, az emlősök eredetének és törzsfejlődésének kutatásában Kenneth A. Kermack és Zofia Kielan-Jaworowska ért el kiemelkedő eredményeket. Az emlősök alkalmazkodásával, adaptív szétterjedésével kapcsolatban John F. Eisenberg folytatott jelentős kutatásokat. Az emlősökkel kapcsolatos nagy, összegző munkák szerzői közül Bernhard Grzimek és Ernest P. Walker említendő meg. Ebben a században már az emlősök viselkedésével kapcsolatban is számos felfedezés született. Ezek közül kiemelkedőek voltak George Schaller, Dian Fossey, Jane Goodall és Biruté Galdikas, legújabban pedig Christophe Boesch és Hedwige Boesch főemlősökre vonatkozó megfigyelései.
A magyar zoológusok közül főként Méhelÿ Lajos, Vásárhelyi István és Éhik Gyula, majd Anghi Csaba, utóbb pedig Topál György, Schmidt Egon és Csorba Gábor szerzett kiemelkedő érdemeket az emlősök kutatásában.

### Az emlősök tudománya
Az állattanon (zoológia) belül az emlősökkel foglalkozó tudományterületet emlőstannak (mammalógia) hívják. A emlőstanon belül, illetve a mellett beszélhetünk még a főemlősökkel foglalkozó primatológiáról, a kutyafélékkel foglalkozó kinológiáról, a ceteket kutató cetológiáról, illetve a lófélékkel foglalkozó hippológiáról is.

## Elterjedés
Az emlősöket mind földrajztudományi (geográfiai), mind állatföldrajzi (zoogeográfiai) értelemben széles körű elterjedés jellemzi. Képviselőik valamennyi kontinensen (kivéve az Antarktisz parttól távol eső területeit), illetve valamennyi tenger és óceán vizében megtalálhatók. A szárazföldeken 6100 méteres tengerszint feletti magasságig (vadjak), a vizekben 3200 méter mélységig (nagy ámbráscet) fordulnak elő. Az ember – javarészt technikai eszközök segítségével – esetenként kitágítja ezt az elterjedést, hiszen az alpinisták (legelsőként Edmund Hillary és Tendzing Norgaj 1953-ban) a Föld legmagasabb pontját (8848 m), a Trieste batiszkáf utasai (elsőként Jacques Piccard és Don Walsh 1960-ban) pedig az óceánok legmélyebb árkát (10911 m) is felkeresték.

### Az ember hatása az emlősök elterjedésére
Az ember környezet-átalakító tevékenysége az emlősök elterjedését is megváltoztatta. Egyes emlősök (például tigris, jávai orrszarvú) elterjedési területe a korábbi töredékére csökkent, mások – az ember szándékos vagy önkéntelen segítségével – eredeti elterjedési területükön kívül új vidékeken is megjelentek (például vándorpatkány, elvadult kutyák, vízibivaly, vörös róka, házi macska, mosómedve, nyestkutya, dámvad, gímszarvas, muflon).

### Emlősök a Kárpát-medencében
A Kárpát-medence területén mintegy 100 emlősfaj fordul elő. A pontos számuk attól függ, hogy beleszámoljuk-e azon fajokat, amelyeket más égtájakról telepítettek be Európába (például nyestkutya, mosómedve, nutria).

### Emlősök a világűrben

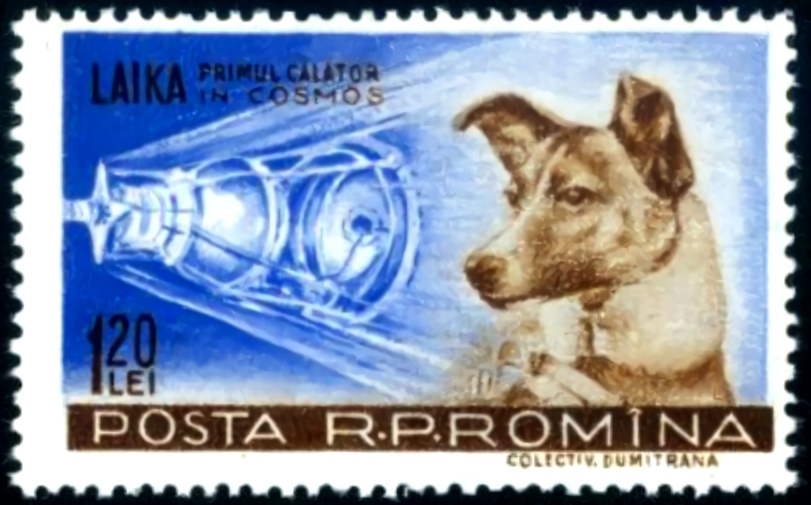
Lajka a Román Posta 1959-es bélyegén

Érdekességképpen megemlíthető, hogy az emlősök ritka alkalmakkor a világűrben is előfordulnak. Ezt természetesen minden esetben ember alkotta eszközök teszik lehetővé. A világűrben eddig az alábbi emlősfajok jártak:
- rhesusmajom (Macaca mulatta) – Az űrkutatás története során összesen 22 bundermajmot küldtek a világűrbe, közülük Albert volt az első 1948-ban. Ez az állat egyúttal az első emlős, aki a világűrben járt.
- kutya (Canis lupus f. familiaris) – 55 kutya is járt a világűrben: Zsegan és Dezik voltak az elsők 1951-ben, őket azonban még csak szuborbitális pályára küldték. Jóval ismertebb Lajka (eredeti nevén Kudrjavka), aki 1957. november 3-án többször is megkerülte a Földet. Az Otvazsnaja nevű kutya másfél év alatt összesen öt alkalommal járt a világűrben.
- Fülöp-szigeteki makákó (Macaca philippinensis) – A faj két egyede, Patricia és Mike járt az űrben 1952-ben.
- közönséges mókusmajom (Saimiri sciureus) – 1958-tól kezdve összesen öt mókusmajom jutott el a világűrbe.
- egér (Mus musculus) – Az első egereket (Mia, Mia II. Wickie) 1958-ban, három különböző kilövés során juttatták el a világűrbe. Azóta több tucat egér vett részt űrutazáson, 1998-ban a Columbia űrrepülőgép fedélzetén például 18 volt belőlük.
- házi nyúl (Oryctolagus cuniculus f. domestica) – A V2A jelzésű űrjárművel 1959-ben és 1960-ban egy-egy nyulat lőttek ki a világűrbe, szuborbitális pályára.
- patkány, vándorpatkány (Rattus rattus, Rattus norvegicus) – Az első patkányt 1961-ben küldték fel az űrbe (Hector), ám azóta száznál több patkány vett részt űrutazáson; a Columbia űrsikló 1998 áprilisában 158 patkányt vitt magával.
- tengerimalac (Cavia aperea f. porcellus) – 1961-ben Vosztok 3A 1. és 2. fedélzetén is egy-egy tengerimalac tartózkodott, és további tengerimalacokat küldtek fel 1990-ben is.
- közönséges csimpánz (Pan troglodytes) – 1961-ben két csimpánz is eljutott a világűrbe: Ham csak 16 percig, Enos viszont több mint 3 órán át tartózkodott az űrben.
- ember (Homo sapiens) – összesen 439 (más definíció alapján számolva 449) asztronauta, kozmonauta, illetve tajkonauta járt a világűrben, elsőként Jurij Gagarin 1961-ben. Az űrhajósok közül 12 fő egy a Földön kívüli égitest, nevezetesen a Hold felszínén is járt, közülük Neil Armstrong és Edwin „Buzz” Aldrin voltak az elsők 1969-ben.
- macska – Félix volt az első macska a világűrben, melynek neve ismertté vált. Franciaországban született, de pontos eredete és neme nem tisztázott (elképzelhető, hogy nőstény volt).[60] Egy tesztsorozat elvégzésével választották ki, 13 társa közül tízet azért szelektáltak ki, mert túl sokat ettek. 1963. október 18-án lőtték fel Algériából egy Véronique AG1-es típusú rakétával amely habár nem állt pályára, mintegy 210 kilométert megtett az űrben. Eközben a földi személyzet a macska agyába épített elektródákon keresztül figyelemmel követhette idegi impulzusait. A korabeli angol nyelvű sajtó Astrocat (kb. „csillagcica”) néven hivatkozott rá. 1992-ben és 1997-ben bélyegek jelentek meg az egykori francia gyarmatokon a Comore-szigeteken és Csádban, melyeken rakétájával, illetve Lajka kutyával és más híres űrutazókkal együtt látható.
- emsemakákó (Macaca nemestrina) – ebből a fajból három egyedet (Martine, Pierette, Bonny) juttattak el a világűrbe 1967-ben, illetve 1969-ben.

## Testfelépítés és élettan

### Megkülönböztető jegyek
A ma élő emlősök besorolása a nőstények tejmirigyeinek jelenlétén múlik, amelyek egyébként módosult izzadságmirigyek.  Mivel ezek lágy szövetek, a fosszíliák osztályozásához más jegyeket használnak:
- Az állkapocs: Az állkapocscsont és egy kis arckoponyacsont ízesülése. A legtöbb  gnathostomában, köztük a korai therapsidákban az articular és a quadrate formálta az ízületet.[38]
- Középfül: A ma élő emlősöknél a középfülben a dobhártyától három csont, a kalapács, az üllő és a kengyel vezeti a hangot. A kalapács és az üllő az állkapocs articular és quadrate csontjainak felelnek meg.[63]
- Fogváltás: Az emlősök fogai nem pótlódnak többször az élet folyamán, legfeljebb csak egyszer. Néhány fajnál, mint elefántok, többszöri fogváltás is megfigyelhető.[64]
- Fogzománc: A fogzománc szerkezete prizmákból, szilárd, rúdszerű szerkezetekből áll, amelyek a dentintől a fog felszínéig terjed.[65]
- Occipital condyles: Két csont a koponya alapjánál, amelyek a nyaki gerincbe illenek.  A többi négylábúban csak egy ilyen csont van.[66]

Ezek a jellemzők nem találhatók meg mind a triász kori összes emlősősben. Ezzel szemben a méhlepényesek kivételével az összes többi emlősben van epipubic csont.

### A test általános felépítése
Az emlősök – a madarakkal, hüllőkkel és kétéltűekkel együtt – az ún. négylábúak főosztályába (Tetrapoda) tartoznak. Ennek megfelelően az emlősök ősi alaptípusára a fejből (és nyakból), törzsből, valamint a törzshöz csatlakozó négy lábból és farokból álló test volt a jellemző. A kétéltűeknél és a hüllők többségénél a törzs két oldalán oldalra álló lábak figyelhetőek meg. Az emlősök törzsfejlődése során azonban – az állandó testhőmérséklet, illetve az intenzívebb anyagcsere kialakulásával – a lábak a törzs alá kerültek. Ez nagyobb sebesség elérését teszi lehetővé, még viszonylag nagy testű állatok esetében is. Ezzel együtt megváltozott a gerincoszlop hajlatainak iránya és a hozzá tartozó izomzat is: a test így mozgás közben nem jobbra-balra kígyózik, mint a hüllőknél, hanem előre-hátra mozog. Ezért az emlősök már nem kúsznak és másznak, hanem futni is képesek.
Statikailag a szárazföldi négylábú emlősök testfelépítése egy híd szerkezetére emlékeztet. A törzs súlyát a gerincoszlop veszi fel, majd a medence- illetve vállövön keresztül továbbadja a mellső és hátsó végtagpárnak, amelyek a test alátámasztását szolgálják. A farok alaphelyzetben lefügg, azt tehát statikailag nem nehéz megtámasztani. Jóval bonyolultabb azonban a nagyobb emlősöknél sokszor igen súlyos, előreálló fej megtartása, hiszen ez statikailag olyan, mint egy olyan híd, amelynek csak az egyik végénél van pillérje. A fej megtartására tehát erős tarkószalag alakult ki, amely a nyakcsigolyák fölött helyezkedik el, és a koponya hátsó részét köti össze a hátcsigolyákkal.
Egyes emlősöknél – az életmód függvényében – a farok visszafejlődött és elcsökevényesedett (például több majomfajnál és rágcsálónál), illetve csaknem teljesen eltűnt (például emberszabásúak), a ceteknél pedig farokúszóvá alakult át (ennek az úszónak azonban csak a tengelyében találhatók csontok, magát a vízszintes farokúszót porc merevíti).

### Csontos váz
Az emlősök testét belső, csontos váz szilárdítja. Ez a vázrendszer – más gerincesek belső vázával összehasonlítva – igen sok csontos, és aránylag kevés porcos elemet tartalmaz. A csontvázat alkotó csontok száma a különféle emlősfajoknál jelentősen eltérhet, de általában meghaladja a kétszázat, sok fajnál pedig a háromszázat is eléri.

#### A törzs csontjai

Ló csontváza

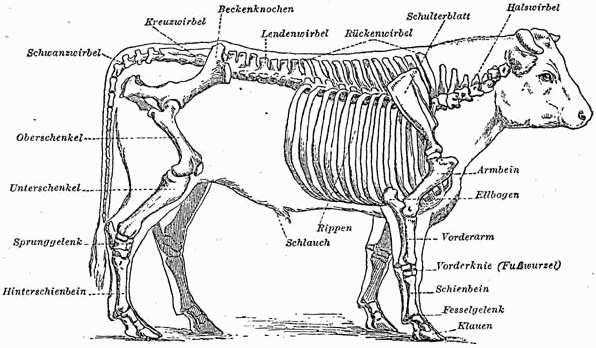
Szarvasmarha csontváza

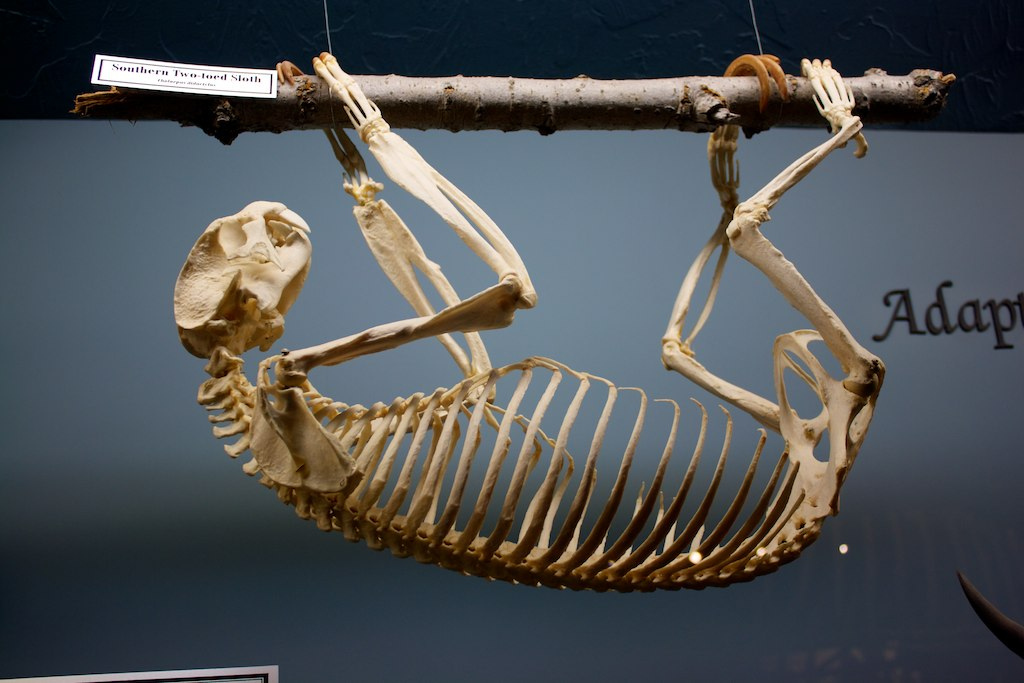
Kétujjú lajhár csontváza

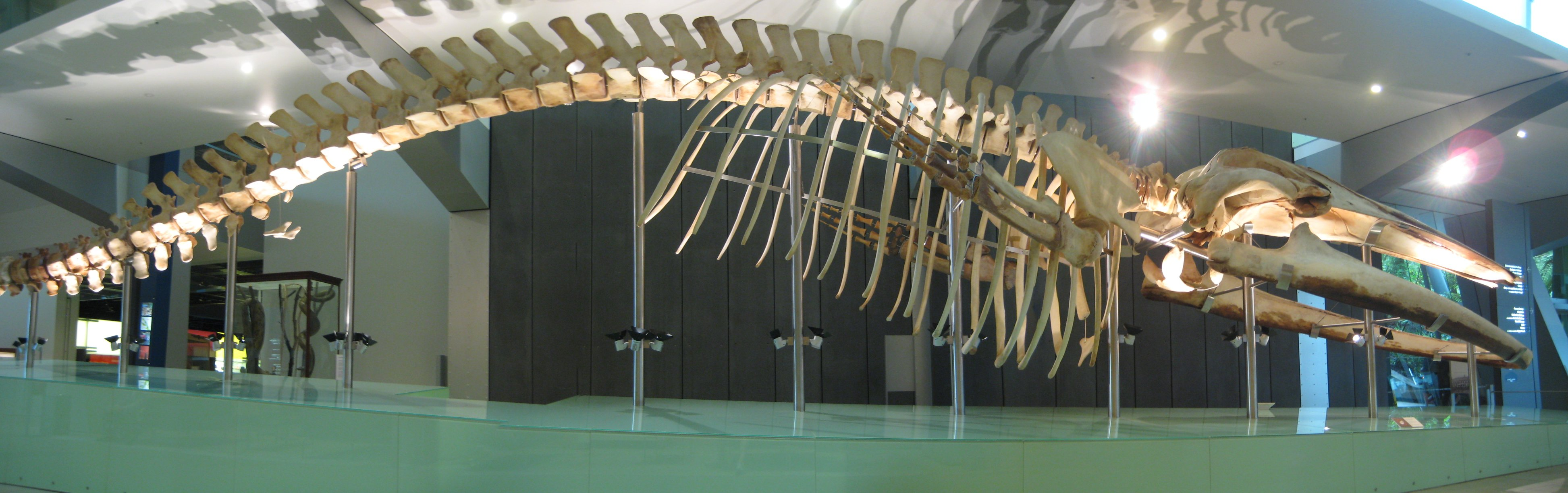
A Melbourne Museumban felállított Balaenoptera musculus brevicauda csontváza

A csontvázrendszer (systema sceleti) tengelyét a gerincoszlop (columna vertebralis) alkotja, amely egymáshoz sok tekintetben igen hasonló, páratlan csontokból, csigolyákból (vertebrae) áll. Elhelyezkedésük alapján a csigolyák lehetnek nyaki (vertebrae cervicales), háti (vertebrae thoracales), ágyéki (vertebrae lumbales) csigolyák, a keresztcsontot (os sacrum) alkotó csigolyák, illetve farokcsigolyák (vertebrae caudales).
A legtöbb gerincesnél meglehetősen változatos a nyakcsigolyák száma: a hüllőknél általában 3 és 9 közötti, a madaraknál – egyes hosszú nyakú fajok esetében – a 25-öt is elérheti. Az emlősöknél azonban szinte valamennyi fajra egységesen hét nyakcsigolya jellemző. Természetesen néhány kivétel itt is előfordul, a manátuszoknak és kétujjú lajhároknak ugyanis hat, a háromujjú lajhároknak pedig kilenc nyakcsigolyájuk van.  Emellett egyes cetekre és néhány rágcsálóra jellemző, hogy a nyakcsigolyák közül több is összenő az egyedfejlődés során. A nyakcsigolyák közül kiemelkedő szerep jut az első (fejgyám, atlas), illetve a második (fejforgató, axis, epistropheus) nyakcsigolyának, mivel ezek teszik lehetővé a fej bizonyos mozgásait a nyakhoz képest. Ennek megfelelően e csigolyák alakja is eltér a többi nyakcsigolyáétól.

A hátcsigolyák legfőbb jellegzetessége, hogy bordapárok kapcsolódnak hozzájuk. A legtöbb emlősnél a hátcsigolyák, és ezzel együtt a bordapárok száma 12 és 18 közötti, ráadásul kisebb eltérések még fajon belül, egyedi különbségek alapján is előfordulhatnak. Érdekesség, hogy a törzsfejlődés korábbi szakaszában eredetileg minden csigolyához tartoztak bordák, a nyaktól a farokig, mi több, a tojásrakó emlősöknek mind a mai napig vannak nyaki bordáik. A bordák (costae) közül az elülsők a szegycsonthoz (sternum) ízesülnek, ezért ezeket valódi, vagy sternalis bordáknak (costae sternales) nevezzük. A hátrébb található bordák, az ún. asternalis, vagy álbordák (costae asternales) csupán közvetve, szalagos összeköttetésen keresztül kapcsolódnak a szegycsonthoz. A gerincoszlop háti része, a bordapárok és a szegycsont, valamint a szalagos összeköttetések többé-kevésbé zárt mellkast képeznek a mellüreg körül. Ennek zártsága a különböző emlőscsoportoknál jelentősen eltérhet attól függően, hogy miként alakul a sternalis és az asternalis bordák aránya. Az elülső bordáknak a mellső végtag megtámasztásában, a hátulsóknak pedig a légzőmozgásokban is jelentős szerep jut. A szegycsont némely emlősöknél igen fejlett, a denevéreknél, ahol nagy tapadási felület kell a repülést szolgáló erőteljes izmoknak, még középső taréj is kialakul rajta. A ceteknél viszont apró csonttá fejlődött vissza. Különösen a nagy testű, nagy fejű, illetve hosszú nyakú emlősöknél figyelhető meg, hogy a hátcsigolyák tövisnyúlványa rendkívül fejlett. Ez különösen az elülső hátcsigolyákra, azok közül is a harmadikra vonatkozik. Ennek oka elsősorban az, hogy a nyakszirttől, illetve az elülső nyakcsigolyáktól eredő tarkószalag (ligamentum nuchae) a harmadik hátcsigolya tövisnyúlványán megtapadva terjed tovább egészen a keresztcsontig (ezen a részen már tövis fölötti szalag, ligamentum supraspinale a neve). A fejlett tövisnyúlványok tehát tapadási helyül szolgálnak, a tarkószalag – mint afféle függesztőlánc – így közvetíti a fej és a nyak súlyát a törzs felé.

Az ágyékcsigolyák száma az emlősöknél 4 és 7 közötti. Mindkét oldalon fejlett harántnyúlvány (processus transversus) jellemzi őket, amelyet gyakran bordanyúlványként (processus costarii) is neveznek, mivel azok a magzati korban még felismerhető ágyéki bordák maradványai. Egyes emlősöknél előfordul, hogy az elülső egy-két ágyéki csigolyánál nyúlvány helyett különálló bordák figyelhetőek meg, ám ezek az izomzatban szabadon végződnek. Az ilyen bordákat repülő-, vagy lengőbordáknak (costae fluctuantes) nevezzük.
A keresztcsigolyák, melyek száma 3 és 5 közötti, a legtöbb emlősben egységes keresztcsonttá nőttek össze. Ez a stabilitás szempontjából előnyös, mivel ez az a pont, ahol a gerincoszlop a törzs súlyának terhelését a medence csontjain át átadja a hátsó lábaknak.
Mivel a farok hosszát az életmód jelentősen befolyásolja, az emlősöknél a farokcsigolyák száma a legváltozatosabb. Egyes emlősöknél, például a gibbonoknál teljesen hiányoznak (ami nagy szó, hiszen még az embernek is van 3-4 farokcsigolyából kialakult farokcsontja), a hosszúfarkú tobzoska farka azonban 46-47 csigolyából áll. A farokcsigolyák alakjukat tekintve általában egyszerűek, ez alól a különleges fogófarokkal (például egyes majmok), illetve támasztó farokkal (például kenguruk) rendelkező emlősöknél találunk kivételt.

#### A végtagok csontjai

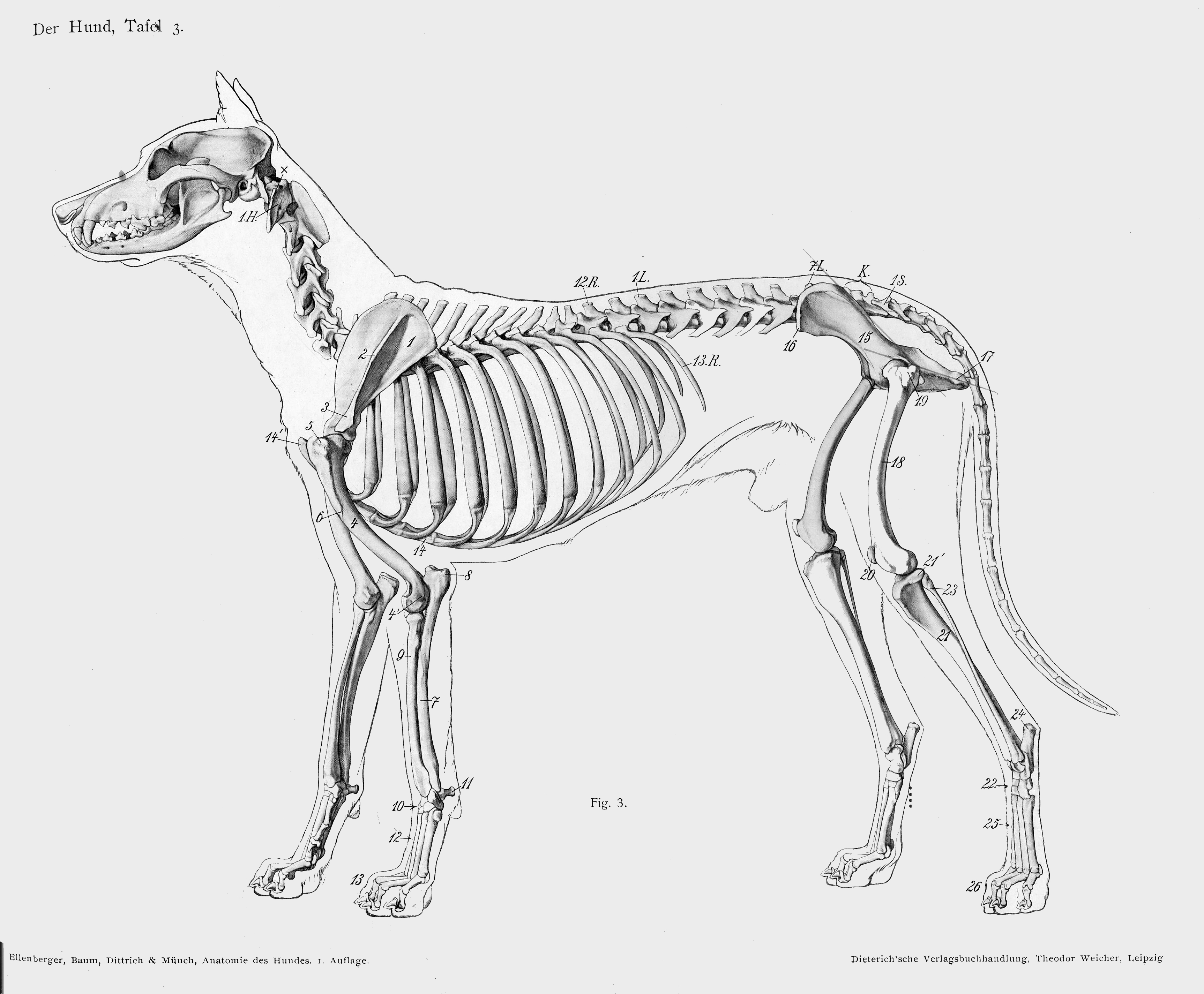
A kutya csontváza: 1. lapocka; 1.H. nyakcsigolyák; 1.L. hátcsigolyák; 1.S. farokcsigolyák; 4. karcsont; 5. vállízület; 7. singcsont; 7.L. ágyékcsigolyák; 9. orsócsont; 10. lábtőcsont; 12. lábközépcsont; 13.R. bordák; 15. medence; 18. os penis; 21. sípcsont; 21. térdízület; 23. szárkapocscsont

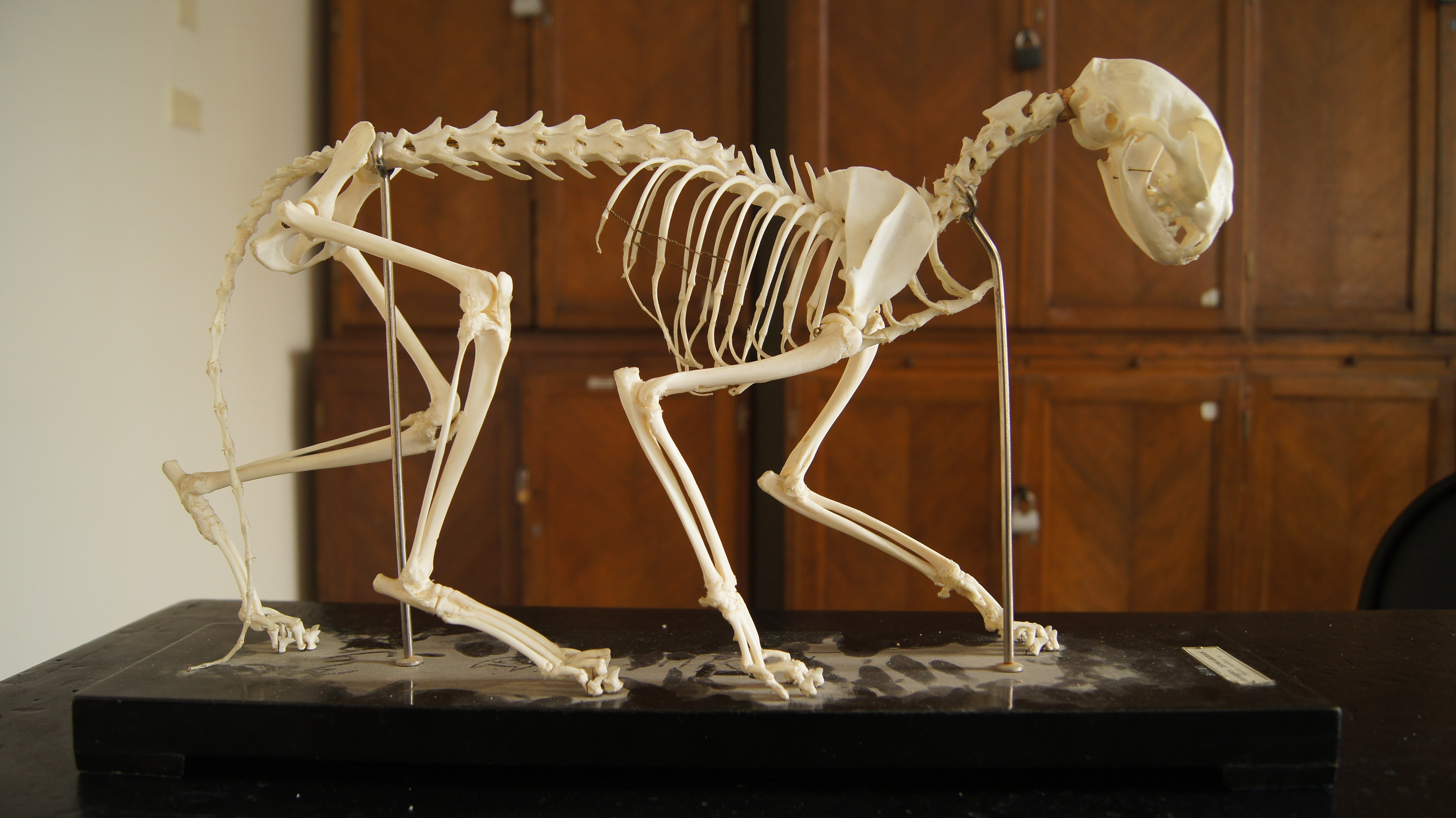
Macskacsontváz

Az emberi csontváz elölnézetben

A végtagok közül az elülső csontjait izmos és szalagos, a hátulsóét pedig ízületes összeköttetés fűzi a törzs csontjaihoz. Az elülső és a hátulsó végtag csontos váza eredendően azonos séma szerint épül fel. A szabad végtag mindkét esetben övvel (cingulum) kapcsolódik a törzs csontjaihoz, felső részét (stylopodium) egyetlen, középső részét (zeugopodium) két csont alkotja. Alsó része (autopodium) eredendően öt ujjra oszlik, ám egyes ujjak redukálódhattak a törzsfejlődés során.

Az elülső végtaghoz tartozó csontos öv a vállöv (cingulum membri thoracici), amely az emlősök törzsfejlődése során jelentős mértékben leegyszerűsödött. A vállöv ugyanis eredetileg valóban övszerű, számos csontból álló képződmény volt, ilyet találunk ma is a többi gerincesnél. Az emlősök vállöve eredetileg három pár csontból, a lapockából (scapula), a kulcscsontból (clavicula), és a hollócsőrcsontból (os coracoideum) állt. A legtöbb emlősnél azonban csak a lapocka található meg. Bár az ember aránylag fejlett kulcscsonttal rendelkezik, az emlősök többségénél a kulcscsont csökevényes, az elefántoknál, a ceteknél, számos patásnál, és egyes ragadozóknál lényegében hiányzik, vagy csak nyomokban (például mint a fejbiccentő izom inas beirata) van jelen. A hollócsőrcsont teljesen eltűnt, illetve a lapockával összenőve egy apró nyúlvány (processus coracoideus) formájában van jelen. A tojásrakó emlősök itt is kivételt jelentenek, amennyiben rendkívül ősi, sok tekintetben a hüllőkére emlékeztető vállövük van. A lapocka, és a kulcscsont mellett köztes kulcscsont (interclavicula), illetve két elemből (procoracoid, metacoracoid) álló hollócsőrcsontjuk van. Hasonlóan ősi felépítésű vállöv jellemző az erszényesek újszülöttjeire, ez azonban az egyedfejlődés során felszívódik, illetve átalakul a felnőtt állatoknál megfigyelhető egyszerűbb vállövvé.

A lapockához ízesül az elülső szabad végtag felső része, a karcsont (humerus), amelyet felkarcsontnak is szoktak nevezni. Az orsócsont (radius) és a könyökcsont (vagy singcsont, ulna) az elülső szabad végtag középső részének felel meg. Egyes emlősöknél a könyökcsont hozzánőtt az orsócsonthoz, esetleg csak a könyökcsont felső része különül el valamennyire.
Az elülső lábvég felső részében több (alapesetben kilenc) apró csont (ossa carpi) alkotja az elülső lábtőt (carpus), amely az emlősök ősi alaptípusánál öt egymás mellett elhelyezkedő elülső lábközépcsontból (ossa metacarpalia) álló elülső lábközépben (metacarpus) folytatódik, végül pedig ujjpercekből (ossa digitorum manus) álló ujjakban (digiti) végződik. Az egyes ujjak általában három ujjpercből állnak, az ujjak vége felé haladva az első (phalanx proximalis), a második (phalanx medialis), illetve a harmadik ujjperccsontból (phalanx distalis). Ez alól alapesetben csak az első ujj, a hüvelykujj képez kivételt, itt ugyanis a második ujjperccsont hiányzik. Az életmód természetesen nagyban befolyásolja az ujjak számát és alakját. A főemlősökre az ősi ötujjú alaptípusnak megfelelő mellső végtag jellemző, szembefordítható hüvelykujjal. A kúszóerszényesek és a koalák szintén ötujjú mellső végtaggal rendelkeznek, ám a hüvelyken kívül a második ujjat is szembe tudják fordítani a többivel. Számos emlősnél az ujjak részben elcsökevényesedtek és visszafejlődtek. Számos párosujjú patásnál csak a harmadik és a negyedik ujj van jelen, esetleg a második és a negyedik ujjak fattyúujjakként. A páratlanujjú patások közül az orrszarvúaknál és a tapíroknál a második, harmadik és negyedik ujj maradt meg, a lóféléknél pedig a harmadik ujj kizárólagossága jellemző. A denevéreknél az elülső végtag csontjai – különösen az ujjpercek – rendkívüli mértékben meghosszabbodtak, hiszen a végtag bőrvitorlás szárnnyá alakult. A cetek uszonnyá alakult mellső végtagjaiban további ujjperccsontok alakultak ki.

Amíg az emlősök vállöve jóval egyszerűbb, és kevésbé erőteljes, mint például a hüllőké, addig a medenceöv esetében éppen fordított a helyzet. Itt ugyanis több csont erőteljes csontos medenceövet (cingulum membri pelvini) lépez. Maga a medencecsont (os coxae) merev ízülettel kapcsolódik a gerincoszlophoz tartozó keresztcsonthoz, a jobb és bal medencecsontot pedig idővel elcsontosodó álízület fűzi egymáshoz. Maguk a medencecsontok lényegében három-három csontból állnak, a csípőcsontból (os ilium), a fancsontból (os pubis) és az ülőcsontból (os ischii). Emellett a tojásrakó emlősöknél, és az erszényesek többségénél ún. erszénycsont (epipubis) is kapcsolódik a csontos medenceövhöz. A medence jellegzetes vápájához (acetabulum) ízesül a combcsont (os femoris, femur), amely a térdkaláccsal (patella) kiegészült térdízületen át a szár csontjaiban, nevezetesen a sípcsontban (tibia) és a szárkapocsban (fibula) folytatódik.

A hátulsó lábvég csontos vázának szerkezete sok tekintetben hasonló a mellsőéhez, ám ennek felső részében nem kilenc, hanem csak hét (esetleg kevesebb) csont (ossa tarsalis) alkotja a hátulsó lábtőt (tarsus). Az ősi, ötujjú végtagtípusnál a hátulsó lábakon is öt hátulsó lábközépcsont (ossa metatarsalia) alkotja a hátulsó lábközepet (metatarsus), és itt is három-három ujjperccel kell számolnunk minden ujj esetében, kivéve a hüvelyket, amely csak két ujjperccsontból áll. Sok emlősre ma is jellemző az ötujjú hátsó láb, egyes fajoknál (néhány majomfaj és erszényes) a lábhüvelyk szembefordítható a többi ujjal. A patásoknál természetesen itt is egyes ujjak elcsökevényesedése, az ujjak számának csökkenése a jellemző, némelyik emlősnél (például cetek) pedig szinte teljesen eltűntek a hátsó végtagok.

#### A fej csontjai
A fej csontos vázát a koponya (cranium) alkotja, amelyet többnyire két részre, agykoponyára (neurocranium) és arckoponyára (splanchnocranium) szokás osztani. Az agykoponya főbb részei közül a nyakszirtcsont (os occipitale), az ékcsont (os sphenoidale), a rostacsont (os ethmoidale) és fal közötti csont (os interparietale) páratlan, a falcsont (os parietale), a homlokcsont (os frontale) és a halántékcsont (os temporale) pedig páros csontok. Az arckoponyát alkotó csontok többsége páros, így kettő van az állcsontból (maxilla), az áll közötti csontból (os incisivum), az orrcsontból (os nasale), a könnycsontból (os lacrimale), a járomcsontból (os zygomaticum), a szájpadláscsontból (os palatinum), a röpcsontból (os pterygoideum), az állkapocscsontból (mandibula) és az orrkagylókból (conchae nasales), ám a nyelvcsontból (os hyoideum) és az ekecsontból (vomer) csak egyet-egyet találni a koponyában.
Az emlősök különböző fejékei, illetve szarvszerű képleteinek alkotásában (orrszarv, agancs, csontkúp, villásszarv, tülök) az orrszarv kivételével a koponya csontjai is részt vesznek. Erre a legismertebb példa a tülkösszarvúak tülke, ahol a szaruanyagú tülök lényegében a homlokcsont csontos szarvnyúlványán (processus cornualis) nyugszik. A homlokcsonthoz kapcsolódik a szarvasok és rokonaik agancsának töve, a „rózsatő” is. Ugyancsak a koponyán nyugszik a villásszarvú antilop egyedülálló fejéke, valamint a zsiráfok és a hím okapik fején látható csontkúp (ossiconus) is.

### Idegrendszer
Az emlősagy jellemzője a neokortex, ami csak az emlősökben található meg.  A méhlepényes emlősök corpus callosummal is bírnak, ami nem található meg erszényesekben vagy kloákásokban.

### Lélegzőrendszer

A tüdő mozgásának szemléltetése: mosómedve tüdejének kézi felfújása

A tüdő szivacsos és méhsejtes szerkezetű. A lélegzéshez a tüdőt a rekeszizom mozgatja, ami elválasztja a mellkast a hasüregtől. A rekeszizom összehúzódása lelapítja a dome-ot, amivel megnöveli a tüdő térfogatát. A levegő az orr- és a szájüregen át lép be a szervezetbe, majd a gégén, hörgőn és hörgőfán végighaladva eljut a légzőhólyagocskákba. A rekeszizom elernyedésének ellenkező a hatása, a tüdő összenyomódik, így a levegő távozik. Fizikai erőfeszítés hatására összehúzódik a hasfal, ami nyomja a rekeszizmot, így a levegő gyorsabban és erőteljesebben áramlik ki. Más lélegzőizmok hatására a bordázat kitágulhat vagy összehúzódhat. Ennek következtében a levegő be- és kiáramlik, miközben nyomása csökken.  A tüdőnek ez a típusa fújtató tüdő, melynek névadója a kovácsok fújtatója.

Diagram egy denevér által kibocsátott és egy közeli tárgyról visszaverődött ultrahangról. Call: a kiadott hang, echo: a visszhang

A hang a gégében keletkezik, melyet a gége fölötti toldalékcső szűr. A hang keletkezéséhez szükséges levegő a tüdőből áramlik a hörgőfán keresztül a gégén át a külvilágba. A gége határozza meg a keletkező hang magasságát és hangerejét, bár a hangerőt némileg a tüdő is befolyásolhatja. A hangyászsünök csak sziszegni tudnak, a hang a részben zárt gégéből származik további módosítás nélkül. A többi emlős gégéjében a hangszalagrés adja a hangot, amit a hangszalagok szabályoznak. Ezek mozgása sokféle hangot tud kelteni, mint dorombolást vagy kiabálást. A gége helyzetének megváltoztatásával képesek az emlősök szájon át, illetve orron át hangokat képezni, illetve a legtöbb faj ezzel éri el, hogy egyszerre tudjon lélegezni és enni. Az orrhangok rendszerint lágyak, a szájon át keletkezett hangok rendszerint hangosak. Az ember hét hónapos koráig képes egyszerre nyelni és lélegezni, utána már nem.
Néhány emlősnek viszonylag nagy a gégéje, például a kalapácsfejű repülőkutya légútjának nyaki szakaszát a gége tölti ki, a többi szakasz, illetve a szív a hasban helyezkedik el. A szájpadlás szintén részt vehet a hang magasságának szabályozásában, így a nagymacskák bőgését is mélyíti. Az afrikai elefánt és a sziláscetek képesek infrahangot kiadni. Kis emlősök apró gégéjükkel ultrahangot tudnak képezni, amit hallanak is, a csiga és a középfül módosulásával. Az ultrahangot a madarak és a hüllők nem hallják, ez fontos lehetett a földtörténeti középidőben. A denevérek echolokációján kívül rágcsálók használnak ultrahangot például az anya-kölyök kommunikációra. A fogascetek is használnak ultrahangot tájékozódásra, de ezt nem a gégéjük modulálja, hanem a homloküregükben található zsírszövet. Néhány emlősnek, egyes majomfajoknak léghólyag csatlakozik a gégéjéhez, ami rezonátorként felerősíti a hangot.
A hangképzést a cranial nerve nucleus irányítja, melynek üzenetét a bolygóideg két ága, a nervus recurrens és a superior laryngeal nerve közvetíti. A hangot alakító szerveket az arcidegek és a nyelv alatti ideg idegzik be. Az emlős középagyának periaqueductal gray régiójának elektromos ingerlése hangképzést vált ki. A legtöbb faj nem tud új hangokat, hangképzést megtanulni; erre csak az ember, a cetfélék, fókák, elefántok, esetleg denevérek képesek. Az emberben ezt a mozgatókéreg és a gerincvelő mozgatóidegei közötti kapcsolata teszi lehetővé.

### Keringési rendszer
A szív négyüregű, két pitvara és két kamrája van. Négy billentyű különíti el egymástól az üregeket, és biztosítja a vér áramlását a megfelelő irányba. A tüdőben végbement gázcsere után az oxigéndús vér visszatér a szívbe a bal pitvaron át a négy tüdővénán. Ez a kis vérkör vége. A vér ezután a bal kamrába áramlik, majd kimegy a nagy vérkörbe, ami a testet látja el friss oxigénnal és tápanyagokkal. Maga a szív is a nagy vérkörből jut ellátáshoz, a koronaerek által. A vér a szív elernyedésekor áramlik a pitvarból a kamrába.

### Kültakaró
A kültakarót három réteg alkotja: kívülről befelé hám, irha, bőralja. A hám 10-30 réteg sejtből áll, fő funkciója a külső fizikai védelem. A hám fokozatosan kopik, ezt a hám belső rétege osztódással pótolja. Az irha 15-40-szer vastagabb a hámnál, és sok komponensből áll, tartalmaz vérereket is. A bőralja tartalmazza a zsírszövetet, ami a zsír tárolása mellett hőszigetel és véd az ütődésektől. Ennek vastagsága fajfüggő; a tengeri emlősöké vastag a hőszigetelés érdekében, a valódi ceteknél a legvastagabb részen meghaladja az 50 cm-t.

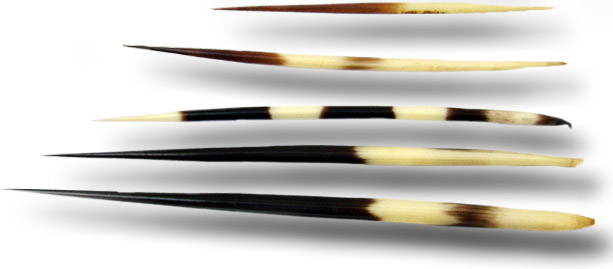
A sülök tüskéi módosult szőrszálak

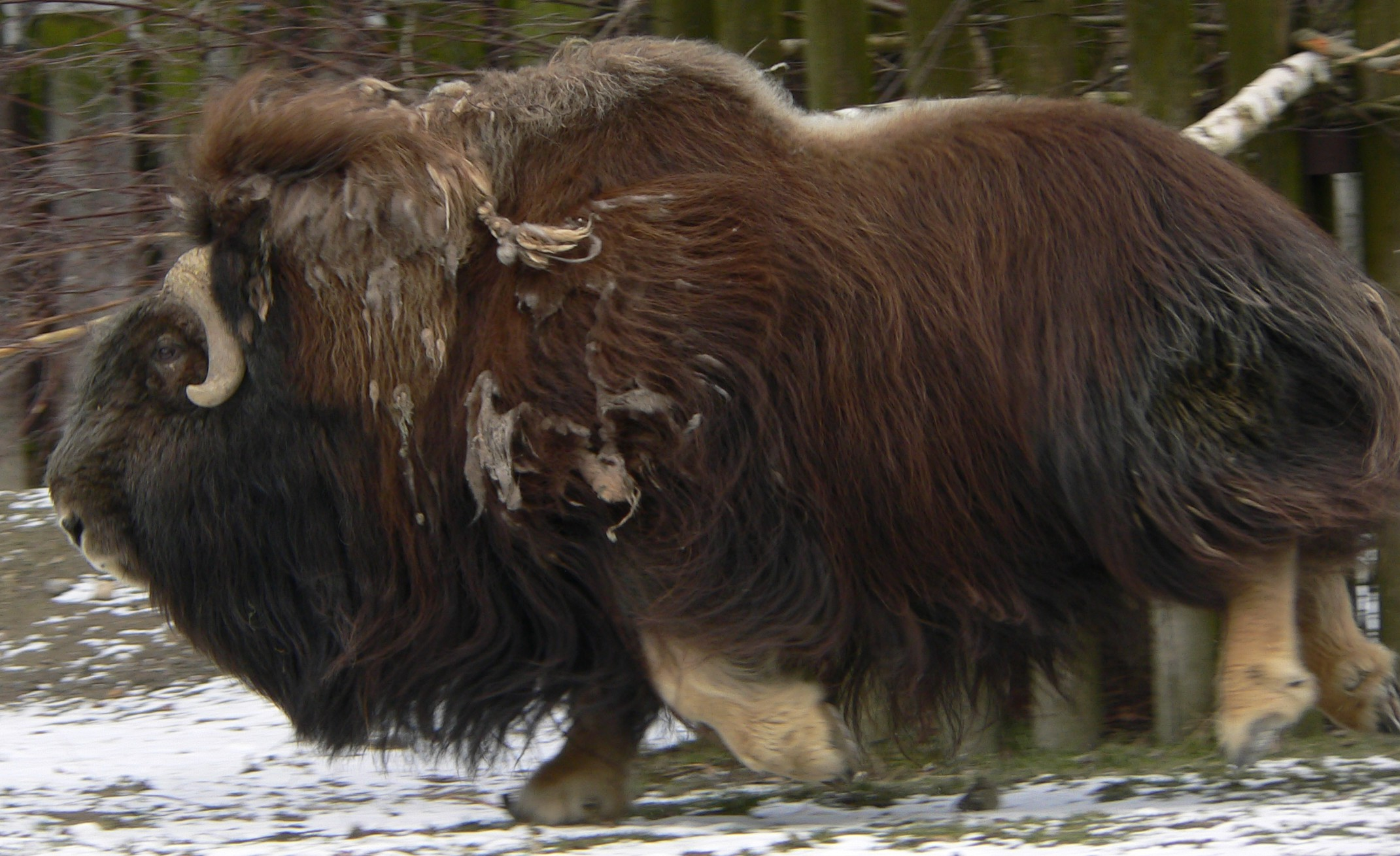
A keleti pézsmatulkot bundája védi a hidegtől

Az emlősökre jellemző a szőrzet, melynek félépítése különbözik más állatok szőrszerű képleteitől. Ilyen szőre csak az emlősöknek van, ez megkülönböztető jegy. Habár néhány faj szőrtelennek tűnik, alapos vizsgálattal található rajtuk is szőr, gyakran a test rejtett részein.
A szőrzet elsődleges célja a hőszigetelés. A további célok közé tartozik a mechanikai védelem, az érzékelés segítése és az álcázás.
A szőrzet típusai:

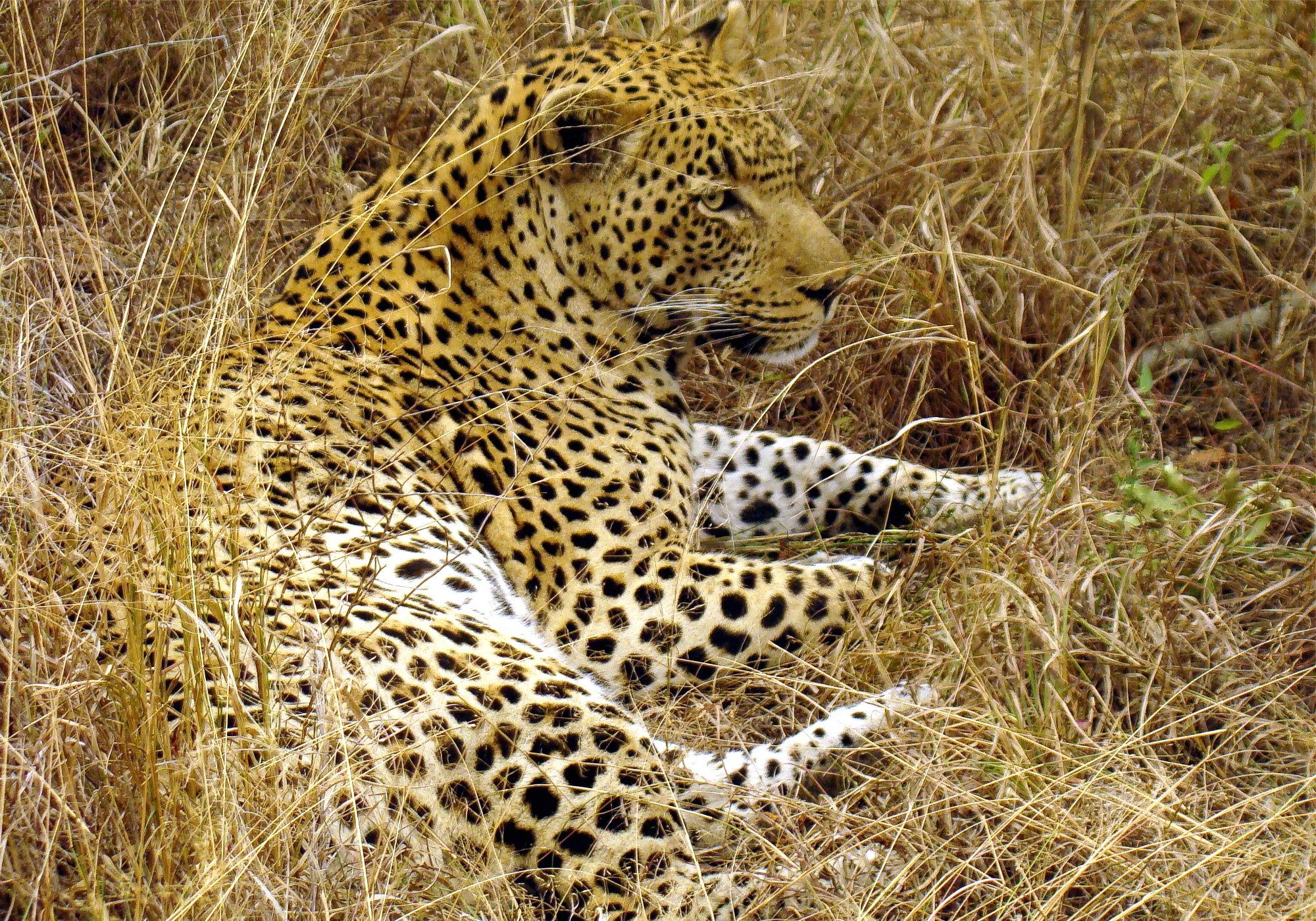
A leopárd bundájának színe segít az állat elrejtőzését

- Alsó szőrzet, hőszigetelés céljára.
- Fedőszőrzet, hőszigetelés, álcázás, kommunikációs célra.
- Bajuszszőrzet, érzékelés céljára.
- Tüskék, védelem céljára, mint sünöknél, hangyászsünöknél.
- Sörény, kommunikációs célokra.
- Újszülött emlősök bolyhos szőre.[82]

A szőrzet hossza nem áll kapcsolatban a hőszabályozással. Például egyes trópusi emlősök, például a lajhárok olyan hosszú szőrzetet növesztenek, mint a sarkvidéki emlősök. A hőszigetelő értéket nem a bunda hossza, hanem annak tömöttsége jelzi. A sarkvidéki emlősöknek tömött szőre van. Például a  keleti pézsmatulok fedőszőre eléri a 30 cm-t, és az alsó szőrzet sűrű, ami lehetővé teszi, hogy az állat túlélje a -40 Celsius fokot. Sivatagi emlősöknek, például tevéknek is jó hőszigetelésre van szükségük. Nyáron egy teve szőrének felszíne eléri a 70 Celsius fokot, de a szőr tövénél csak 40 Celsius fok van. Vízi emlősöknél 
a hőszigetelést a bundában csapdába ejtett hő segíti.
Az emlősök bundájának színét különféle okok határozzák meg, mint álcázás, kommunikáció, például szexuális kiválasztás; és hőszabályozás.
Sok emlős bundájának színével álcázza magát, beleolvad a környezetbe, így a lehetséges ragadozók vagy zsákmányok nehezen veszik észre. Hideg égövi emlősök bundájának színe télen fehér, nyáron barna; például a sarki róka,  (Alopex lagopus), az örvöslemming (Dicrostonyx groenlandicus), a hermelin (Mustela erminea), és a hócipős nyúl (Lepus americanus).  Egyes fán élő emlősök, mint majmok és egyes erszényesek bőrének egy része emlősök számára szokatlan színű, lila, kék vagy zöld. A lajhárok szőre azonban algától zöldül be.
A lehetséges ragadozók elriasztása érdekében néhány emlősfaj fekete-fehér színű, ami jelzi, hogy az állat meg tudja védeni magát; vagy büdös váladékával, mint a csíkos bűzösborz, vagy saját erejével, mint a méhészborz.
Egyes fajok esetén a kültakaró színe nemenként különböző, például egyes majmok esetén. Emellett jelzi a hormonszintet is, ami meghatározó a párzás szempontjából.
A bunda színe hat a hőháztartásra is, a visszatükrözött fény mennyiségétől függően. Mivel a sötétebb szín több hőt tud elnyelni, néhány kisebb termetű emlős, mint a mezei egér, éppen télire lesz sötétebb. A fehér bunda a fényt a bőr felé tükrözheti vissza.

### Emésztő szervrendszer

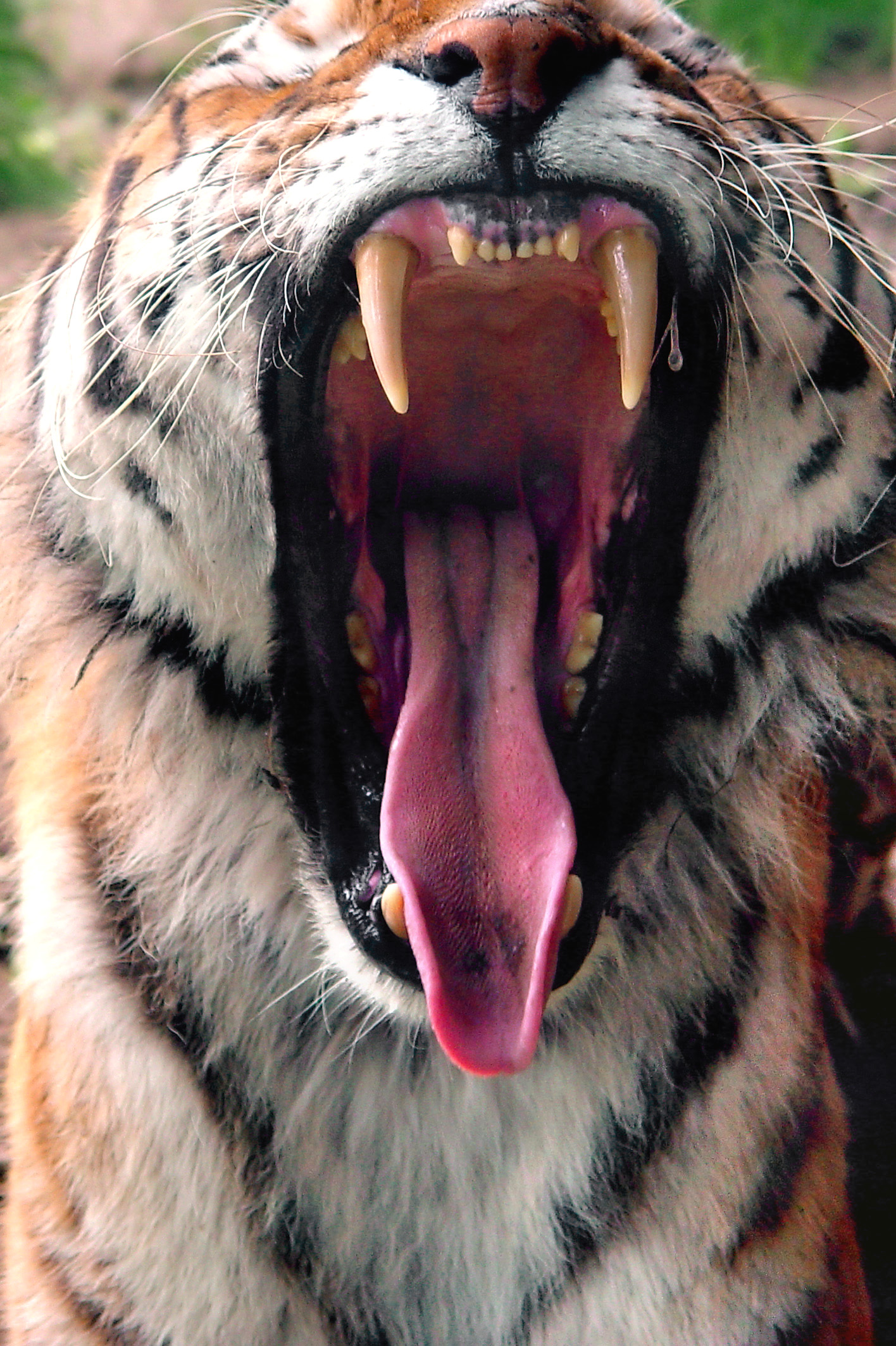
Tigris fogazata

Különféle struktúrák alakultak ki, melyek megkönnyítik a táplálék megemésztését. A táplálék még sértetlen szöveteinek feldarabolását a fogak végzik, melyek alakja tükrözi az adott faj táplálkozását. A főbb csoportokon belül is kialakultak különféle variációk, mint a növényevők: redős zápfogak, mindenevők: gumós zápfogak, ragadozók: tarajos zápfogak, rovarevők: hegyes fogazat. A növényevőkön belül a főként puha leveleket és gyümölcsöket evő fajok fogazatának koronája alacsony, míg a keményebb füveket legelőké magas koronájú. Ragadozóknál a fogazat magassága és a szemfogak alkalmazkodtak az adott faj táplálkozási szokásaihoz, a szokásos zsákmány méretéhez.
A kérődzők gyomra négy üregre tagolódik:  bendő, reticulum, omasum és abomasumf. A növényi anyag lenyelése után a bendőben és a reticulumban nyállal keveredik, és szétválik folyékony és szilárd frakciókra. A szilárd frakciót az állat visszakérődzi, nyelvével kinyomja belőle a folyadékot és újra lenyeli. A megemésztett étel áthalad a bendőn és a reticulumon, ahol szimbióta baktériumok, gombák és protozoák cellulózt bontó enzimet, cellulázt termelnek. A páratlanujjú patásokban a szimbióták a rendkívül hosszú és vastag vakbélben bontják a cellulózt. A ragadozók gyomra egyszerű, és főként hús emésztésére alkalmas. A vakbél rövid, vagy nincs is, a vastagbél vastagabb, mint a vékonybél.

### Kiválasztó szervrendszer

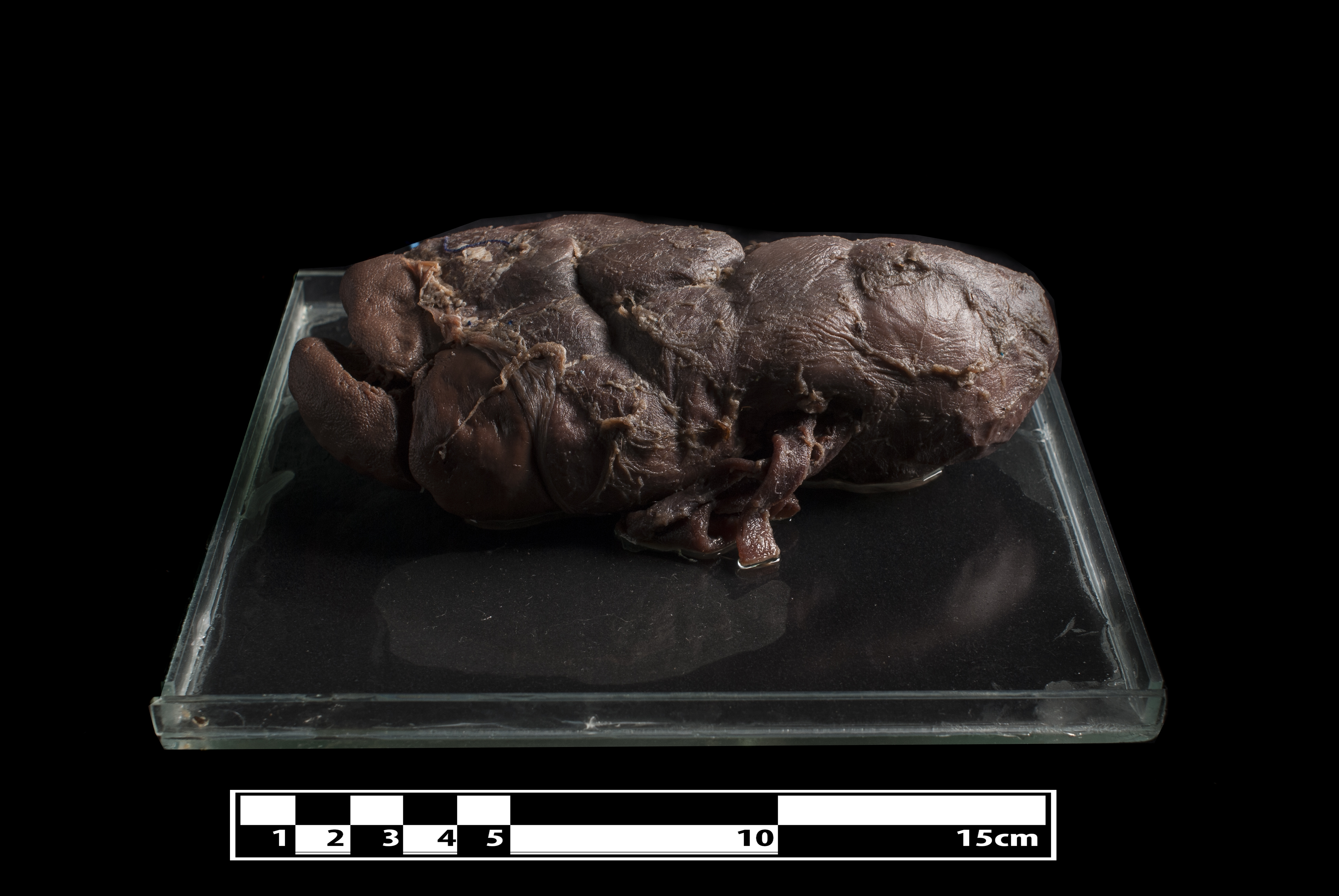
Szarvasmarha veséje

Az emlősök kiválasztó szervrendszere több komponensből áll. A máj semlegesíti az ammóniát a karbamidciklusban, ami később így jut a vizeletbe.  A vérsejtek bomlásából származó bilirubin az epén és a vizeleten át ürül, amihez a máj enzimeket választ ki. Az epébe került bilirubin barnára színezi a székletet.
Az emlősök veséjének megkülönböztető jegye a vesemedence és a vesepiramisok, a vese kérge és veleje, amiben hosszú Henle-kacsok tekerednek. Az emlősök veséje bab alakú, habár néhány más faj veséjének alakja módosult, mint a medvéké vagy a cetféléké. A legtöbb emlősfajnak felnőttként nincs kloákája, de az embriónak van. Ennek hátsó részéből alakul ki a végbél, elülső részéből hímeknél a húgycső péniszben futó szakasza, nőstényeknél a hüvelytornác. Ezzel szemben a valódi kloákával bíró kloákásokon kívül néhány cickány, az aranyvakond és a tanrekfélék felnőttként is kloákával bír.  Erszényeseknél a nemi szervek függetlenek a végbéltől, de a kloáka nyomai megmaradnak.

### Szaporító szervrendszer

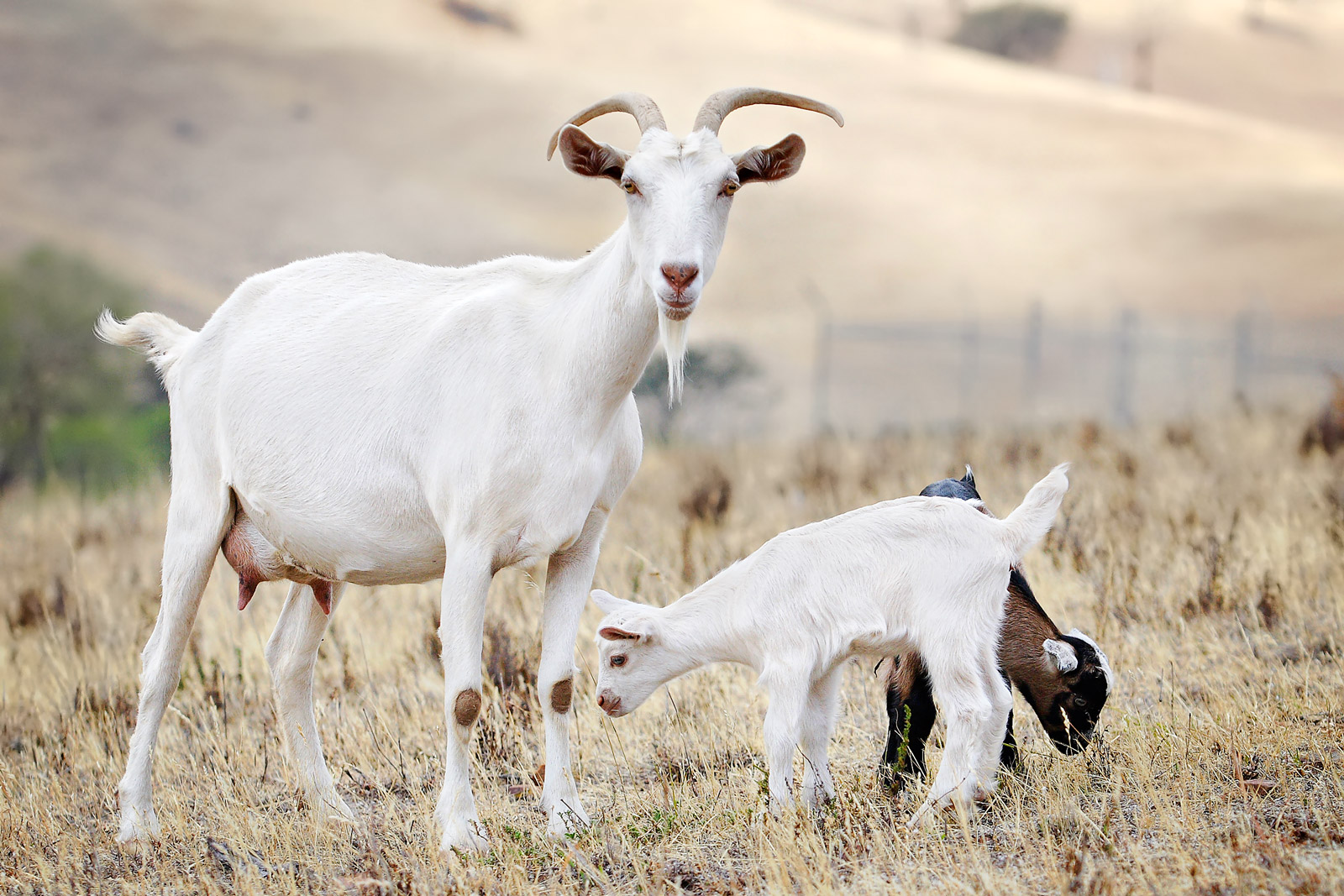
A kecskegidák, gödölyék elválasztásukig anyjukkal maradnak

Az emlősök ősibb fajaiban a kölykök fejletlenül születtek, vagy néhány napos költés után tojásból keltek ki. Az epibubikus csont miatt nem volt elég hely az anya törzsében ahhoz, hogy a kölykök nagyobbra nőjenek. Ennek legrégibb ismert példája a Kayentatherium, fejletlen újszülöttekkel, de egy alomban 38 kölyökkel. A méhlepényes emlősökből eltűnt az epibubikus csont, vagy baculummá redukálódott, így az anya törzse már akadálytalanul megvastagodhatott a vemhesség alatt, és fejlettebb kölykök születhettek.
A hímek pénisze amellett, hogy párzószerv, vizelet ürítésére is szolgál. Fajtól függően az erekciót véráramlás, izomműködés vagy szivacsos szövet működésbe lépése idézi elő. A nem erektáló péniszt előbőr fedheti, egyes méhlepényeseknek péniszcsontja (baculum) van. Az erszényesek pénisze elágazó, a kloákásoké négyfejű, amiből csak két fej működik. A legtöbb emlős heréje a herezacskóban helyezkedik el, ami a legtöbb fajban a pénisz mögött található; egyes erszényeseknél a pénisz előtt.

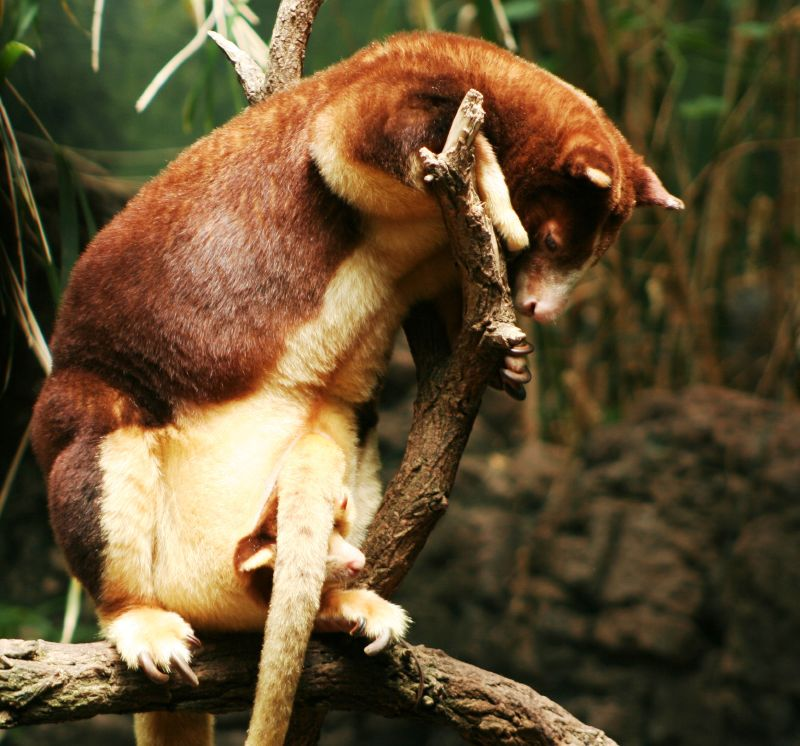
Matschie-kúszókenguru kölyökkel az erszényében

A nőstények külső nemi szervei a klitorisz, a kis- és a nagyajkak. A belső nemi szervek a páros petevezető, 1-2 méh, 1-2 méhnyak, és egy hüvely. Az erszényeseknek két oldalsó és egy középső hüvelyük van. A kloákások hüvelye sinus urogenitalis. Méhlepényesekben, ha két méh van, akkor külön méhnyakkal nyílnak a hüvelybe. A méh lehet kétrészes, és csatlakozhat egy méhnyakkal a hüvelyhez. A rendszer lehet kétszarvú, Y alakot formálva, vagy egyszerű, egy méhes.
A legtöbb emlős elevenszülő, nem rak tojást. A kloákások öt faja, a kacsacsőrű emlős és a hangyászsünök négy faja tojással szaporodik. A kloákások nemmeghatározó rendszere különbözik a legtöbb emlősétől. A kacsacsőrű emlős nemmeghatározása inkább a csirkére, mint a legtöbb emlősére hasonlít.
Az elevenszülő emlősök a Theria alosztályt alkotják, melynek ma élő tagjai az erszényesek és a méhlepényesek. Az erszényesek vemhessége rövid, általában rövidebb, mint az anya nemi ciklusa. Sok faj esetén a fejletlen utódok az anya erszényében fejlődnek tovább. Erre az epipubikus csont miatt van szükség, mivel ez nem engedi meg, hogy az anya törzse megvastagodjon.  Feltehetően a nem méhlepényes eutherianok is így szaporodtak. A méhlepényes emlősöknek nincs epipubikus csontjuk, így fejlett utódoknak adnak életet hosszú vemhesség után. Nevüket a méhlepényről kapták, ami a fejlődő utódokat ellátja tápanyaggal.
Az emlők tejtermelésre specializált mirigyek; a tej az újszülöttek fő tápanyagforrása. A kloákásoknak nincs csecsbimbójuk, a kölykök a tejet anyjuk hasáról nyalják fel.

### Testhőmérséklet
A legtöbb emlős melegvérű, azaz nagyjából állandó testhőmérsékletű. Ez a madarakhoz hasonlóan lehetővé teszi, hogy akkor is tevékenyek maradjanak, amikor a hidegvérű állatok számára már túl hideg van. Az állandó testhőmérséklet fenntartása energiaigényes, így egy azonos testtömegű emlősnek sokkal több táplálékra van szüksége, mint egy hüllőnek. Apró rovarevő emlősök a saját testsúlyuk többszörösét fogyasztják el naponta. Egy kivétel a csupasz turkáló, mely hidegvérűnek is tekinthető. Az emlősökön kívül a madarak is melegvérűek.

### Élettartam

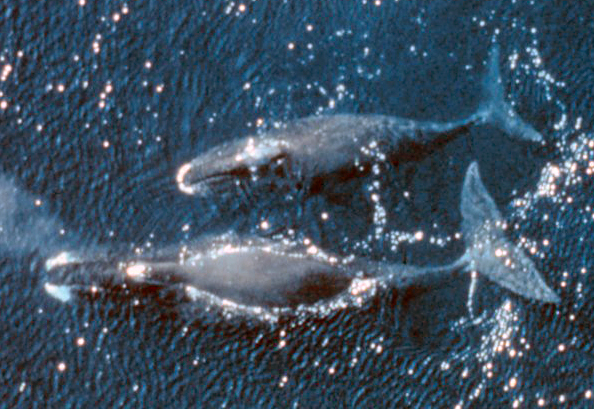
A bálnák a leghosszabb életű emlősök

Az emlősfajok élettartama tág határok között változik. Egy cickány várható élettartama 2 év, egy grönlandi bálna a feljegyzések szerint legalább 211 évet élt. Habár a különbségek oka még nem teljesen tisztázott, számos tanulmány szerint a DNS javításának képességével áll kapcsolatban. Például Hart és Setlow 1974-es cikke hét emlősfaj élettartama és DNS-javító képessége között talált összefüggést. A DNS-javító képesség a Ku80 DNS-javító fehérje szintjén és a DNS-törések felismerésén múlik. 16 emlősfaj sejtjeinek vizsgálatával azt találták, hogy a hosszú életű fajokban a DNS-javításban részt vevő gének erősebben fejeződnek ki. A poli ADP ribóz polimeráz szintje a sejteken belüli szintje a vizsgált 13 fajban korrelált az élettartammal.   További három tanulmány az élettartam és a DNS javító képesség közötti összefüggésről:

## Mozgás

### Földön

Vágtázó ló. Eadweard Muybridge fényképe, 1887

A legtöbb gerinces, köztük sok emlősfaj is, mint például ember vagy medvék, talpon járó, azaz lábának alsó felének teljes felületén jár. Sok más emlős, mint például kutya- és macskafélék, ujjon járó, ami nagyobb sebesség elérését és csendes mozgást tesz lehetővé. A patások még nagyobb sebességet tudnak elérni azáltal, hogy körmön járnak. Emberszabású majmok talpon és kézfejen járnak, azaz a kézfej külső felületén. Hasonlóan mozog a sörényes hangyász  és a kacsacsőrű emlős. Néhány emlős két lábon jár, nemcsak az ember, hanem más emberszabásúak is. A két lábon járás előnyei közé tartozik a látómező kiterjedése, az energiaspórolás és a kezek felszabadulása, ami segíti az élelemszerzést és a kommunikációt. Járás helyett a kétlábúak ugrálhatnak is, így mozognak a kenguruk és a kengurupatkányok.
Az állatok különböző jármódokban mozoghatnak, amelyekkel különböző sebességek érhetők el. Például a legtöbb ló négy jármódban tud mozogni. Vannak jármódok, amelyeket egy-egy faj ritkán használ, például szűk helyeken, ahol nem tudnak felállni, az emberek is csúsznak-másznak. A jármódok rendszerezhetők aszerint, hogy milyen sorrendben emelkednek és ereszkednek le a végtagok. Egy másik csoportosítás szerint vannak járó, futó és ugró jármódok. A járó jármódokat az különbözteti meg a többitől, hogy a test minden pillanatban alá van támasztva. Minden állat tud így mozogni, aminek van lába. Futó jármódnak azokat tekintik, ahol van olyan pillanat, amikor minden láb a levegőben van.

### Fán

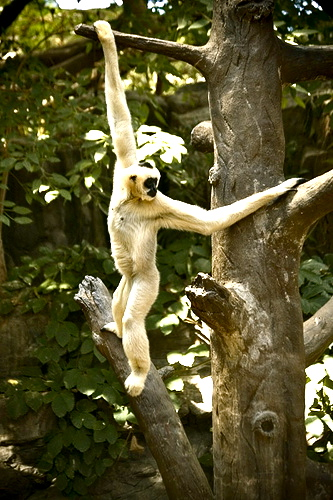
A gibbonok könnyűszerrel lendülnek egyik fáról másik fára hosszú karjaikkal

A fán élő állatoknak rendszerint hosszúak a végtagjaik, hogy áthidalják a térközöket, elérjék a gyümölcsöket és más élelmet, előzetesen teszteljék, hogy egy ág képes-e megtartani őket, és egyes fajok fáról fára lendüljenek. Nemcsak majmok, hanem falakó hangyászok és oposszumok is erős fogófarokkal kapaszkodnak. A pókmajmok farkának végén van egy rész, ami külön biztosítja a tapadást. Karmokkal kapaszkodnak a kemény felületekbe, és így fordulni is tudnak. Így a mókusok olyan sima törzsön is fel tudnak mászni, melyek simának tűnhetnek egy akkora állat számára. Azonban a karmok akadályozhatják is az állatot, ha nagyon vékony ágakon mászik; a karmok a saját mancsába vághatnak. A főemlősök kihasználják, hogy az ágak csupasz ujjbegyek közötti összenyomása növeli a súrlódást. Ez azonban függ a hatás szögétől, és az ág átmérőjétől; vastagabb ágakon a hatás gyengébb. A lemászást segíti a mozgékony csukló- és bokaízület, így például a mókusok át  tudják fordítani a lábukat a másik irányba. Karmukat a fa törzsébe vájva ellensúlyozhatják a gravitációt. A kis termetnek több előnye is van a falakó állatoknál: az ágak viszonylagos mérete nagyobb; kisebb ágak is meg tudják tartani; az alacsonyabb súlypont nagyobb stabilitást biztosít; és tömöttebb környezetben is tudnak mozogni. A testméret a siklórepülő fajok számára is kritikus, mint a törpe erszényesmókus. Több főemlős, denevér és a lajhárok passzív stabilitást érnek el ágon függeszkedéssel. Egyetlen hiba a fogás elvesztése.

### Levegőben
Az emlősök közül egyedül a denevérek repülnek. Állandó sebességgel képesek repülni úgy, hogy szárnyukat fel-le mozgatják (ami előre-hátra mozgással jár együtt). A mozgásban levő állathoz képest relatívan mozog a levegő, amihez hozzájárul a szárny mozgása, így a szárny fölött gyorsabban áramlik a levegő. Ez emelőerőt hoz létre, továbbá egy előre mutató erőt. Az emelőerő a levegőben tartja a denevért, az előrehúzó erő pedig előremozgást eredményez.
A denevérek szárnyában aránylag több a csont, mint a madarakéban; ez jobb manőverezőképességet tesz lehetővé. A szárny összecsukódása felfelé mozgás közben 35%-kal csökkenti az energiaszükségletet a madarak repüléséhez képest. A vékony bőrhártya könnyen szakad, de a kisebb szakadások gyorsan gyógyulnak.  A szárny felszínén az ember ujjbegyén is megtalálható Merkel-sejtek végzik a tapintást. A denevérekben különböző helyeken találhatók ezek az érzékeny területek. A Merkel-sejtek érzékenységét a közepükön egy szőrszál növeli, így a denevér repülés közben állandóan információt kap a légáramlatokról. Ennek hatására a szárny alakja módosítható.

### Föld alatt

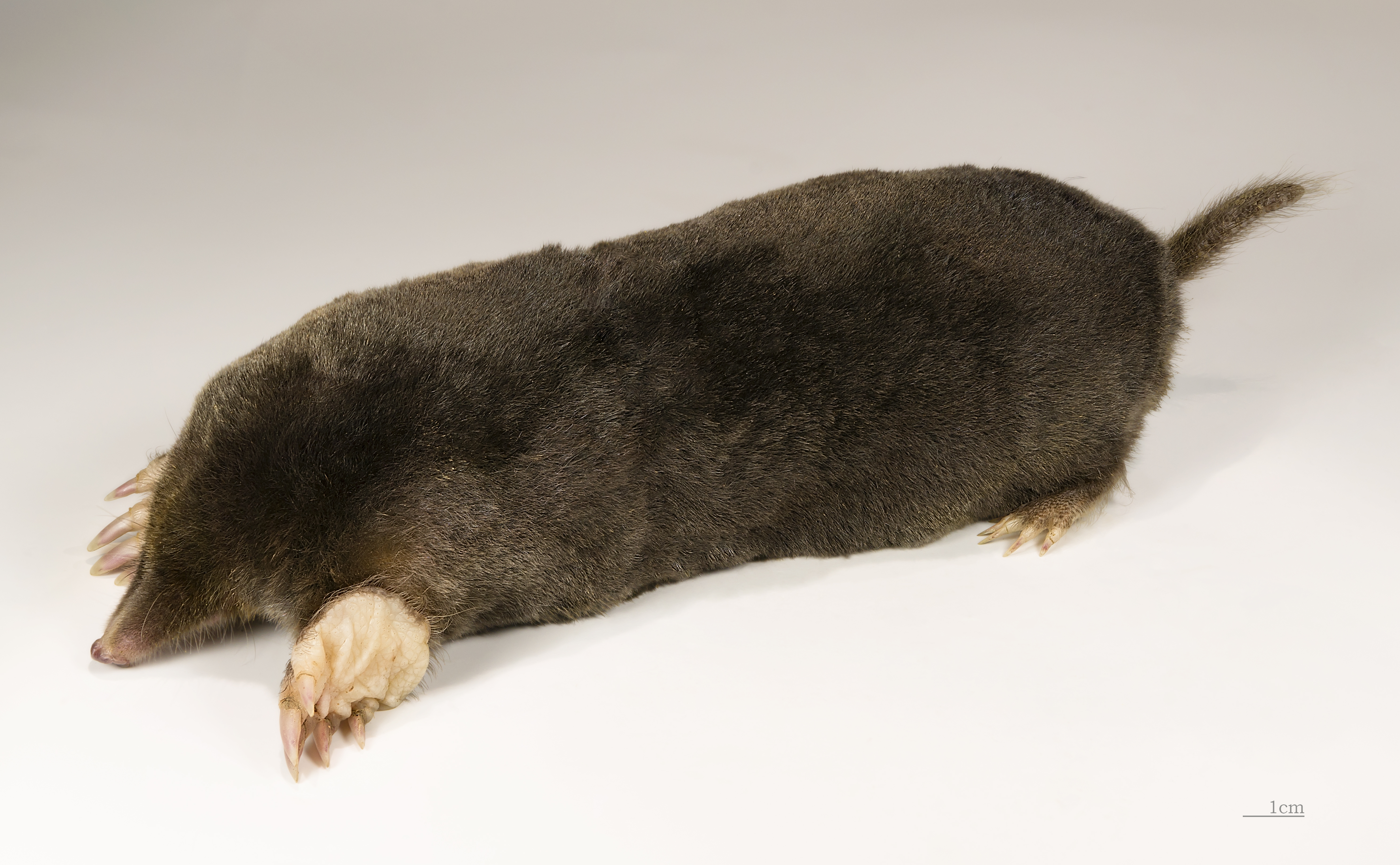
A vakond föld alatti életet él

A föld alatt élő állatok és az üreglakók ásó életmódhoz alkalmazkodtak. A föld alatti életmód nem jelenti azt, hogy az állat nem jön fel időnként a felszínre. Ilyen állat a vakond és a csupasz turkáló. Üreglakók olyan állatok is, mint a borzok és sok rágcsáló, mivel napjuk nagy részét üregükben töltik. Vannak fajok, melyek hőszabályozását segíti a föld alatt élés, míg mások menedéknek és élelmiszerraktárnak használják üregrendszerüket.
A föld alatt élő állatok teste hengeres, de vastagabb a vállaknál, és vékonyabb a farok és az orr felé. Mivel a föld alatt nem lehet látni, a föld alatt élő fajok látása attól függ, hogy mennyit vannak a felszínen. Például a tasakospatkány-félék jól látnak, ellenben az erszényes vakond szeme használhatatlan, a vakondokok szeme csökevényes, az aranyvakond szemét bőr fedi. A külső fül kicsi vagy hiányzik. A valódi föld alatt élő állatok lába tömzsi és erős ásóláb, míg a részben föld alatt élőknek futólábuk van. A mellső lábak szélesek, hosszú karmokkal a föld meglazításához, a hátsó lábak karma is hosszú, ami segít a föld hátrafelé továbbításához. A metszőfogak rendszerint nagyok, hogy megelőzzék a föld szájba jutását.
Több föld alatt lakó állatot, mint sünöket, cickányokat és vakondokokat korábban a rovarevők rendjébe sorolták.

### Vízben
A teljesen vízi életmódú emlősfajok, mint a cetfélék és a tengeritehenek, lába uszonnyá alakult, és farkukkal hajtják magukat a vízben. Az uszonyok mozgása folyamatos. A cetek fel-alá mozgatják a farkukat, testük fel-le hullámzik úszás közben, miközben uszonyukkal kormányoznak. Csontvázuk felépítése miatt a leggyorsabb úszók. A legtöbb fajnak hátúszója is van, ami a felborulástól védi őket. A tengeritehenek farokúszója nagy hullámokban fel-alá mozog, és képes körbecsavarodni. A mellső végtagok uszonyok, amelyek a fordulást és lassítást segítik.

## Viselkedés

### Kommunikáció és hangadás

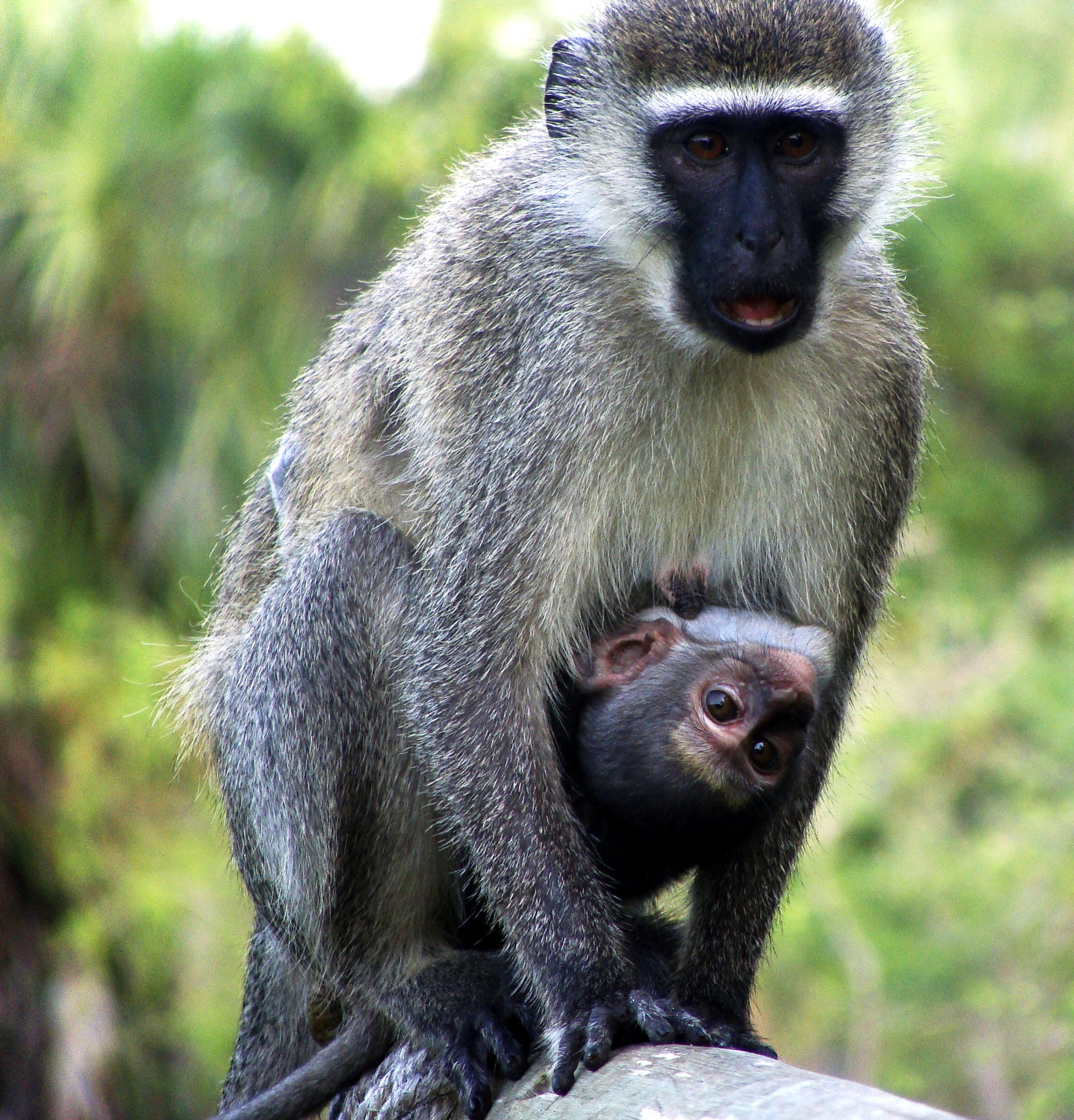
A cerkófformákhoz tartozó Chlorocebus pygerythrusok legalább négy vészjelzést használnak a különféle ragadozók jelzésére

Az emlősök kommunikációja több érzékre is hat. Az alábbiak inkább a hangzó kommunikációt részletezik. A hang előnye, hogy sötétben, illetve sűrű növényzetben is működik, és messzire elhatol.
Sok emlős előszeretettel használ hangzó kommunikációt, párzásra hívást,  jelzőhangokat, társas kapcsolatok segítését, vagy élelemszerzés céljából. A hímek gyakran adnak ki hangokat, hogy elriasszák vetélytársaikat, és vonzzák a nőstényeket. Ilyen a szarvasbőgés vagy az oroszlánbőgés. A púpos bálna éneke hívja a nőstényeket; az énekekben regionális különbségeket mutattak ki. A gibbonok területvédő kiáltásaikkal fajtársaikkal kommunikálnak, és a phyllostomus hastatus denevér csapatai kiáltásaik hangmagassága alapján különböztetik meg egymást. A chlorocebus pygerythrus majom különböző kiáltásokkal jelez legalább négy különböző ragadozót, és a többi majom ennek megfelelően reagál. Például, ha pitont jeleznek, fára másznak; sas elől a talajon keresnek menedéket. A prérikutyák komplex hívási rendszert használnak, ami jelzi a ragadozó fajtáját, méretét, sebességét. Az elefántok horkantással, trombitálással, kiáltással, morgással és bőgéssel kommunikálnak. A morgó hangok között vannak infrahangok is, melyeket az elefántok majdnem 10 kilométer távolságban is hallanak, még napkelte és napnyugta idején is.
Több növényevő, mint gazellák és szarvasok is ugrálással jelzi a ragadozóknak, hogy jó formában van, szemeljenek ki valaki mást zsákmánynak. A fehérfarkú szarvas és más prédaállatok farkukkal jelzik a ragadozónak, hogy észrevették. Sok emlős használ szagjelzéseket, például területük kijelölésére, de előfordul más célból, akár fajok között is. A kis denevérek, a fogascetek, köztük a delfinfélék egymással való kommunikációra és echolokációra is adnak ki hangot.

### Táplálkozás

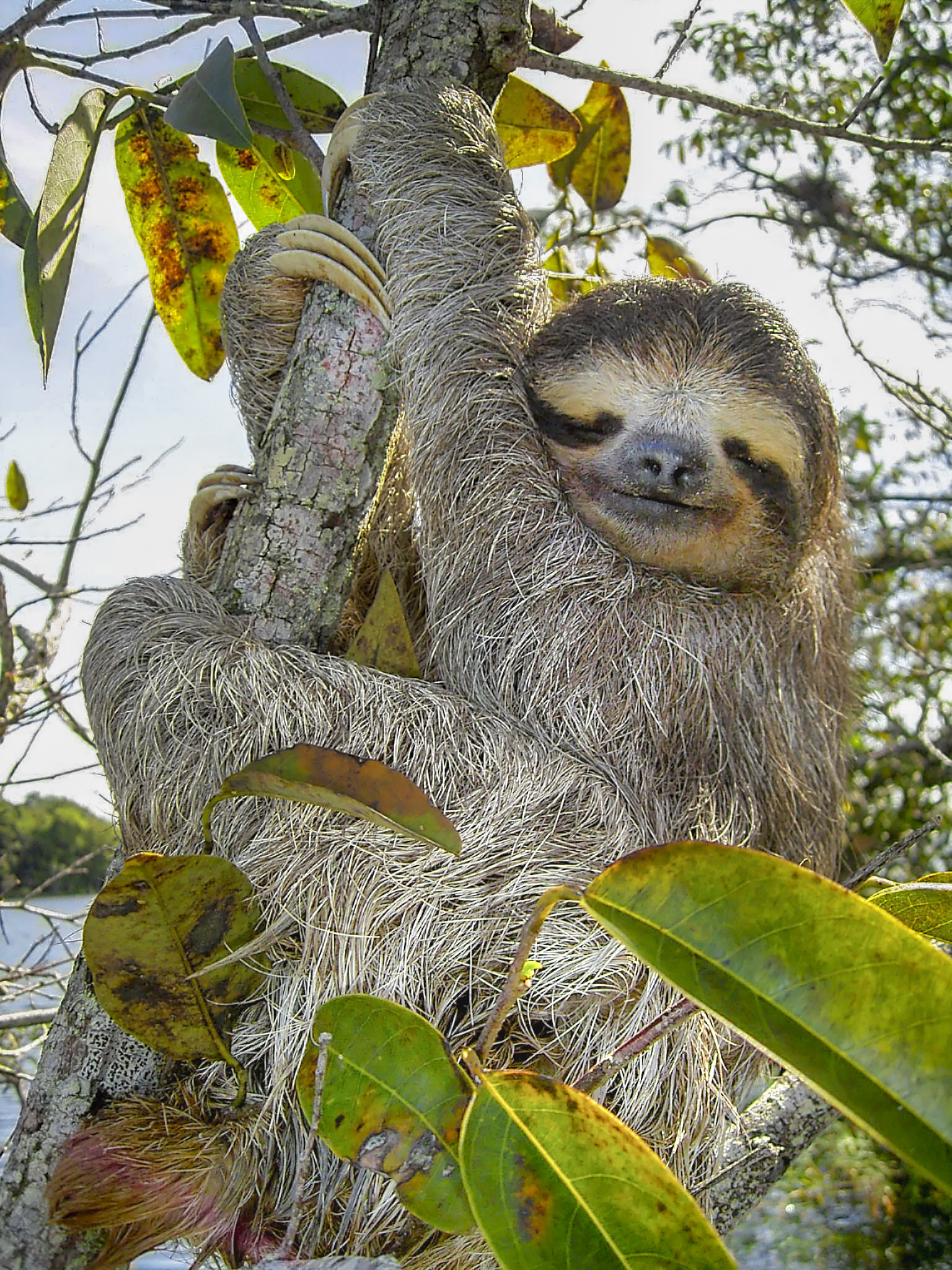
A lajhárok a levélevők közé tartoznak

Az állandó testhőmérséklet fenntartása energiaigényes, így az emlősöknek sok táplálékra van szükségük. A korai emlősök ragadozók voltak, de utódaik már számos tápanyagforrás hasznosítására képesek. Vannak húsevők, növényevők és mindenevők.  A növényevők altípusai a magevők, a gyümölcsevők, a gumievők, a levélevők, a nektárevők és a gombaevők. A növényekkel táplálkozók összetett szénhidrátokhoz jutnak, például cellulózhoz. A növényevők bélrendszerében szimbióta baktériumok bontják a cellulózt. Élőhelyük a gyomor vagy a vakbél. A húsevők és a mindenevők bélrendszere egyszerűbb, mivel nekik nincs szükségük a cellulóz bontására; az növényi rostként vesz részt a széklet kialakításában. A sziláscetek kivételek, melyeknek osztott gyomra a növényevőkéhez hasonló bélflórának ad otthont.
Egyes emlősfajok koprofágok, azaz ürüléket is fogyasztanak, így adva újabb esélyt arra, hogy az abban maradt tápanyagok felszívódjanak.
Az emlősök táplálkozása és mérete közötti összefüggést az Allen-törvény határozza meg. A kis termetű emlősök anyagcseréje gyors, mivel nagyobb a fajlagos felszínük. Az 510 g-nál kisebb emlősök rovarevők, mivel a gerincteleneket könnyebb megemészteni, mint a növényeket. A nagyobb állatok több energiát tudnak termelni, és ennek kisebb része megy veszendőbe. Emiatt fogyaszthatnak nehezebben elejthető zsákmányt, vagy nehezebben emészthető táplálékot, mint növényeket. Viszont csak akkor tudnak elég rovarhoz hozzájutni, ha államalkotó rovarokat fogyasztanak, mint hangyák és termeszek.
Mivel a növényi és az állati eredetű élelem emésztése különbözik, a mindenevők vagy inkább növényevők, vagy inkább húsevők. Ez például a medvéknél is megkülönböztethető. Az állati eredetű táplálék részarányától függően lehet egy faj mesocarnivory (50–70%), hypercarnivory (legalább 70%), vagy  hypocarnivory (legfeljebb 50%). A hypocarnivory fajok fogazata háromszögletű őrlőfogakat és tompa tépőfogakat tartalmaz a főként növényi eredetű táplálék megőrlésére. Ezzel szemben a hypercarnivore fogazat a húsevőkére emlékeztet, éles tépőfogakkal és hegyes fogsorral a hús és a csontok darabolására. Egyes kihalt fajok kardfogúak voltak.
Egyes fiziológiailag húsevők esznek növényeket, és egyes növényevők fogyasztanak állati eredetű anyagokat. Ennek oka nem az, hogy tápanyagokat nyerjenek belőlük, hanem például ásványi anyagok pótlására vagy gyógyszerként hasznosítják őket. Ezt zoopharmacognosy-nak nevezik. Mindenevőknek csak azokat a fajokat tekintik, amelyek  képesek mind növényi, mind állati eredetű anyagokból tápanyagokat és energiát nyerni. Például jól dokumentált, hogy patások, mint tevék, zsiráfok  és szarvasmarhák csontokat rágnak, hogy ásványi anyagokhoz jussanak. Macskák gyakran esznek füvet, hogy megkönnyítsék a mosakodás közben lenyelt szőr visszaöklendezését, hashajtásra vagy a hemoglobintermelés elősegítésére.
Sok emlős képes hibernációra, ami az anyagcsere lelassítását jelenti. Táplálékhiányos időszakban ez lehet a túlélés egyik módja. A hibernáció előtt a nagyobb termetű emlősök, például medvék étvágya nagy mértékben megnő, míg a kis termetű emlősök élelmet halmoznak fel otthonukban. Hibernáció alatt lelassul a szívverés és a lélegzés, a testhőmérséklet lecsökken, akár a külső hőmérsékletre is. Például a sarki ürge testhőmérséklete  −2,9 °C-ra is csökkenhet, csak a fej és a nyak hőmérséklete marad  0 °C fölött. Néhány emlős nyári álmot alszik a száraz évszakban a szárazság vagy a forróság miatt, például a közepes macskamaki.

### Intelligencia

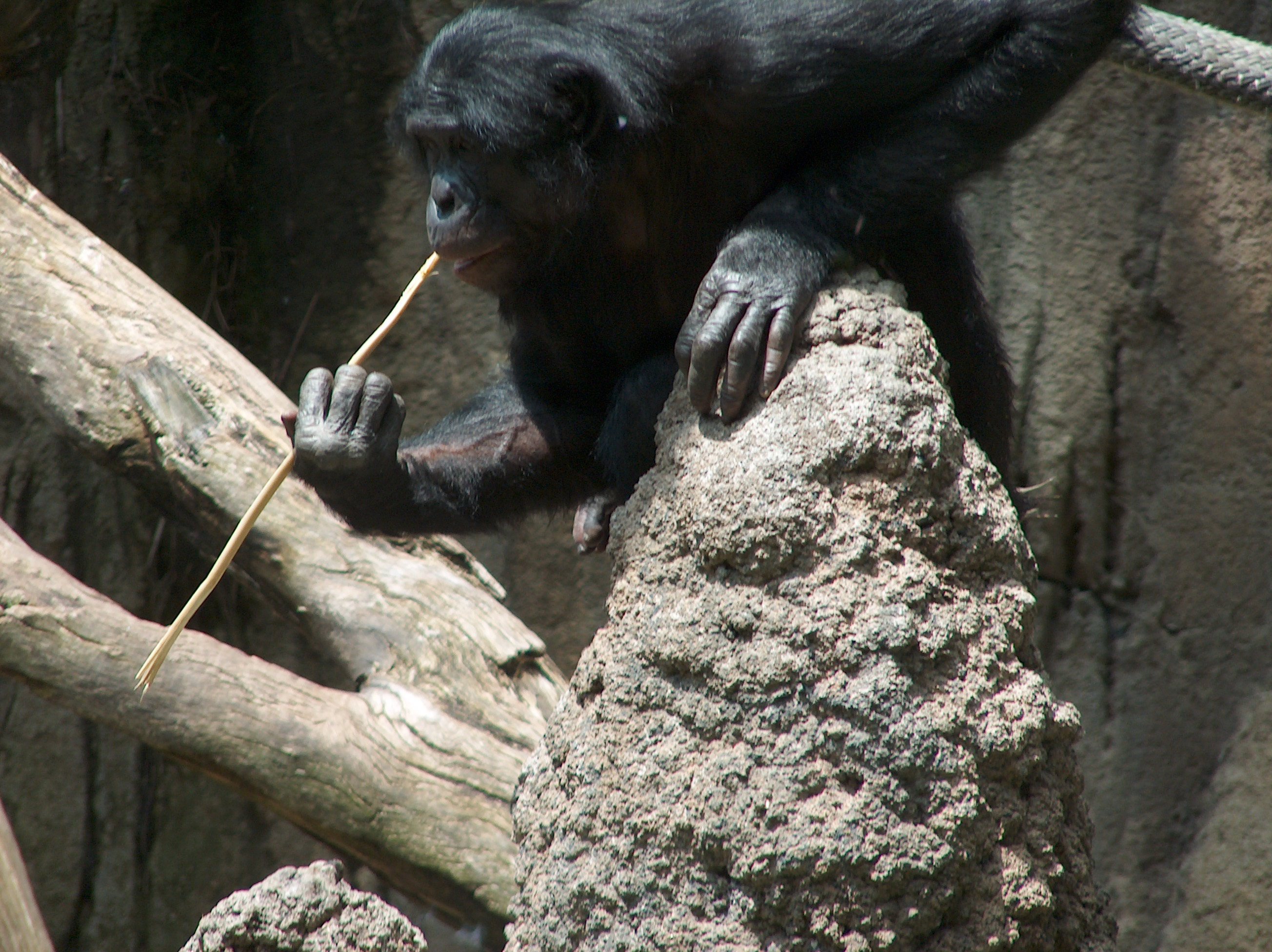
Bonobó termeszhalászata

Az intelligencia definíciója nem egyszerű, de kapcsolatban áll a tanulékonysággal és a viselkedés rugalmasságával. Az intelligens fajok agya testükhöz képest nagyobb. A patkányokat intelligensnek tekintik, mivel képesek új feladatokat megtanulni és kivitelezni; ez a képesség fontos, amikor új helyet kell megismerniük. Egyes fajoknál a táplálékszerzés a meghatározó: egy macskának viszonylag nagyobb agya van, mint egy szarvasnak, mivel a szarvas csak legel, míg a macskának gondolkodnia kell vadászat közben.
Az eszközhasználat a tanulékonyság és a gondolkodás különböző szintjeit jelezheti. A tengeri vidra köveken töri szét a tócsigaházakat és segítségükkel nyitja fel a kagylókat. Egyes populációk idejük 21%-át töltik eszközkészítéssel. A csimpánzok termeszhalászata tanult viselkedés, melyet más csimpánzok megfigyelésével lesnek el. Az állatok használhatnak eszközöket arra, hogy feladványokat oldjanak meg; eközben megfigyelhető az aha-élmény. Mindazonáltal az eszközhasználat nem feltétele az aha-élménynek.
Korábban az agyméretet tekintették az intelligencia mérőeszközének; de mivel az agy nagy része az életműködések fenntartásával foglalkozik, a nagyobb agy-test arány több olyan agyterületet jelez, mely összetett gondolkodtató feladatokkal foglalkozik. Allometrikus elemzések szerint az agyméret a testtömeg ⅔ … ¾ hatványával arányban változik. Ezt figyelembe véve az emlősök intelligenciája jobban becsülhető. A legnagyobb agya a nagy ámbráscetnek van, eléri a 8000 köbcentimétert és a 7,8 kilogrammot.
Az öntudat megjelenését az absztrakt gondolkodás jelének tekintik. Habár az öntudatot nem sikerült jól definiálni, úgy gondolják, hogy a fejlettebb folyamatok előfutára. Ennek hagyományos módja a tükörteszt, mely azt hivatott meghatározni, hogy az állat felismeri-e önmagát a tükörben. A tükörtesztet teljesített állatok közé tartoznak ázsiai elefántok (egyesek igen, mások nem), csimpánzok, bonobók, orángutánok, 18 hónapos kortól az emberek, palackorrú delfinek, kardszárnyú delfinek  és kis kardszárnyúdelfinek.

### Társas szerveződés

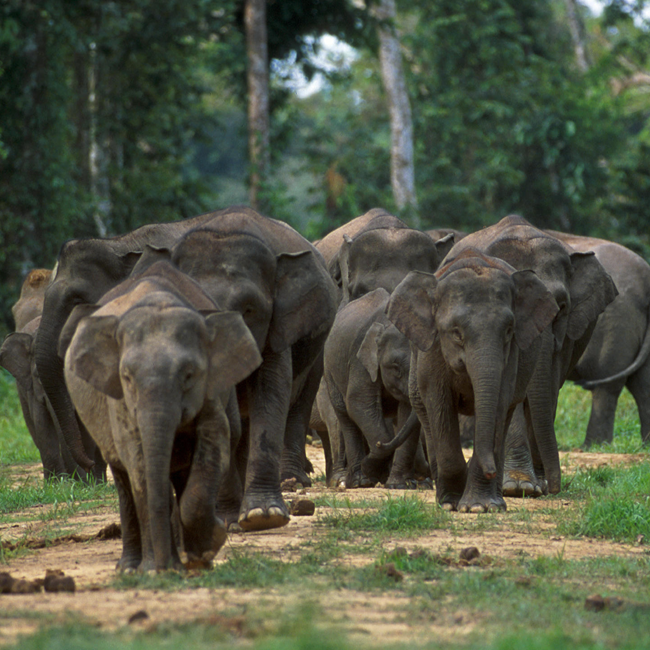
A nőstény elefántok stabil közösségben élnek együtt borjaikkal

A társas szerveződés legmagasabb foka a hártyásszárnyú rovarokéhoz hasonló államalkotás. Ezekben a közösségekben felnőttek több nemzedéke él együtt, és osztja meg a munkát. A hártyásszárnyú rovarokon kívül a termeszek is nevezetesek erről. Az emlősök körében két faj alkot államot: Damaraland turkáló és a csupasz turkáló.
Egy nem euszociális faj preszociális, ha felnőtt egyedei nemcsak szexuális érdeklődésből vagy harc kedvéért lépnek kapcsolatba egymással. Preszociális állatok egy közössége együtt élhet, nevelhetnek közösen utódokat, akár csak néhány domináns egyed feladatává téve a szaporodást; de nem olyan fokban, ahogy az euszociális állatoknál. A tamarinok, marmosetek és az emberek kiemelkednek a többi főemlős közül az utódgondozás terén.  Harry Harlow rhesusmajmokkal végzett kísérletei (1958) azt mutatták, hogy a fajtársakkal való kapcsolatba lépés nélkülözhetetlen a normális mentális és szexuális fejlődéshez.
Egy fission–fusion csoport, az anyacsoport ideiglenesen több részre, akár egyedekre is oszolhat, akik majd újra összegyűlnek, és folytatják a kapcsolatok fenntartását. A szétválás lehetővé teszi az erőforrások hatékonyabb felhasználását. Például a hímek egy része elmegy vadászni, vagy táplálékot gyűjteni, majd visszatérnek, és megosztják a csapat tagjaival, amit szereztek. Ez megfigyelhető több emlősnél, például főemlősöknél,  elefántoknál, foltos hiénáknál, oroszlánoknál és delfineknél.

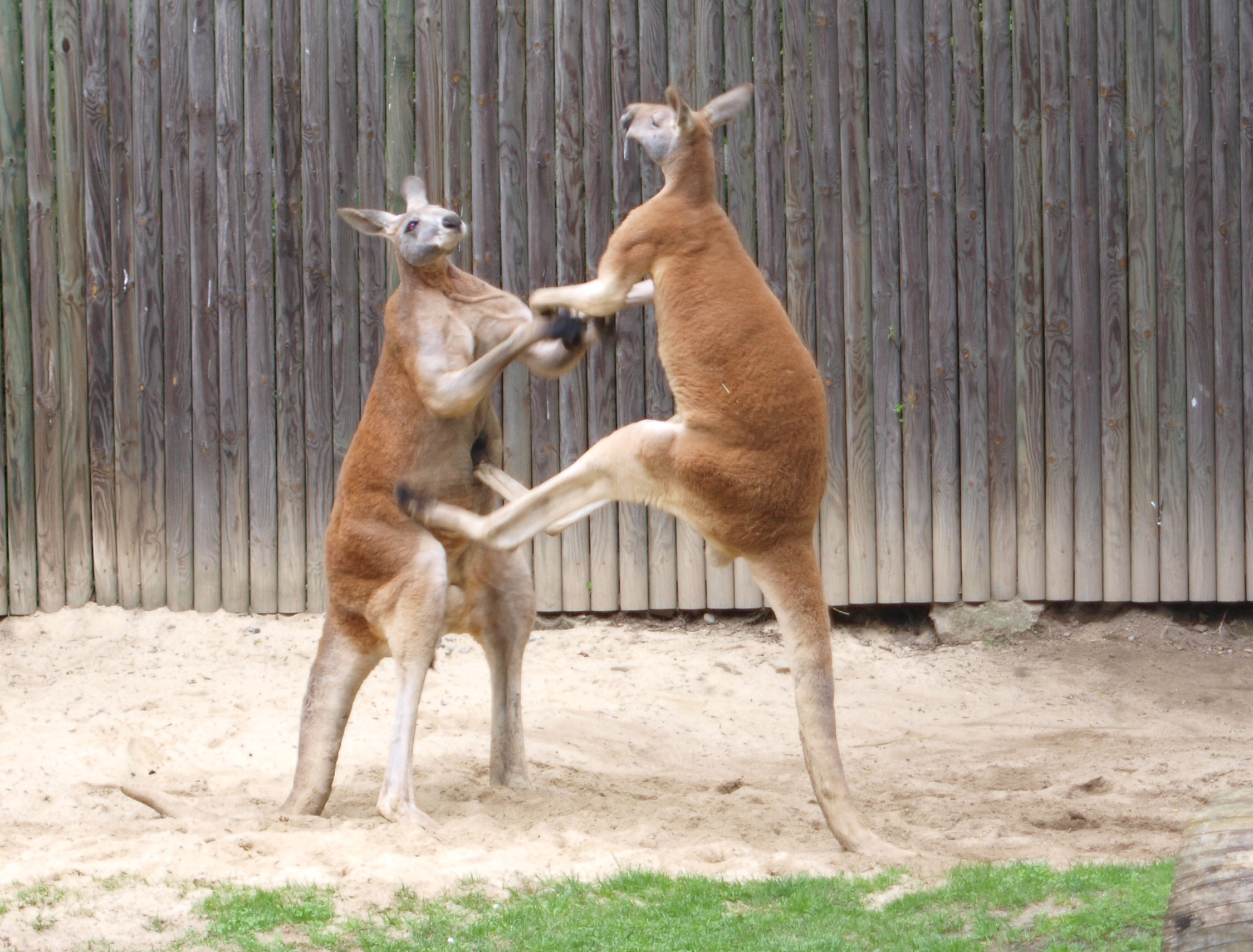
Vörös óriáskenguruk „bokszolnak” a dominanciáért

A magányos fajok területet tartanak, és a szaporodási időszakot kivéve felnőtt egyedeik csak területük megszerzéséért vagy védelméért lépnek kapcsolatba egymással. A kölyköket anyjuk neveli. A területtartás segíti, hogy az egyedek kevésbé versengjenek az erőforrásokért, és azok újratermelődése biztosítva legyen. Táplálékszerzés közben a magányos egyedek kevésbé figyelhetnének a ragadozókra vagy a lehetséges zsákmányra.
Hierarchikus közösségekben az egyedek dominánsak vagy alárendeltek. Egy despotikus hierarchiában az alfa egyed a domináns, a többiek alárendeltek, mint a lemúroknál és a farkasoknál.  A rangsorban a tagok nem egyenrangúak, hanem minden egyednek van egy pontosan meghatározható helye a rangsorban. A rangsor lineáris, egyenrangú egyedek nincsenek. A rangsorban meghatározó lehet az egyed neme. Egyes fajoknál a nőstények, másoknál a hímek a magasabb rangúak. Például a foltos hiénáknál a legalacsonyabb rangú nőstény alatt közvetlenül a legmagasabb rangú hím áll. A domináns egyedek szaporodás szempontjából legalábbis nagy előnyben vannak; egyes fajoknál csak a domináns pár szaporodik, mint például a farkasoknál. Vannak háremtartó fajok, mint például a víziló vagy a rőt vérszopó denevér, ahol a hímek közül csak a domináns hímnek van joga párzani a nőstényekkel, habár az említett denevérfaj szigorúbb.

### Szaporodás és utódnevelés

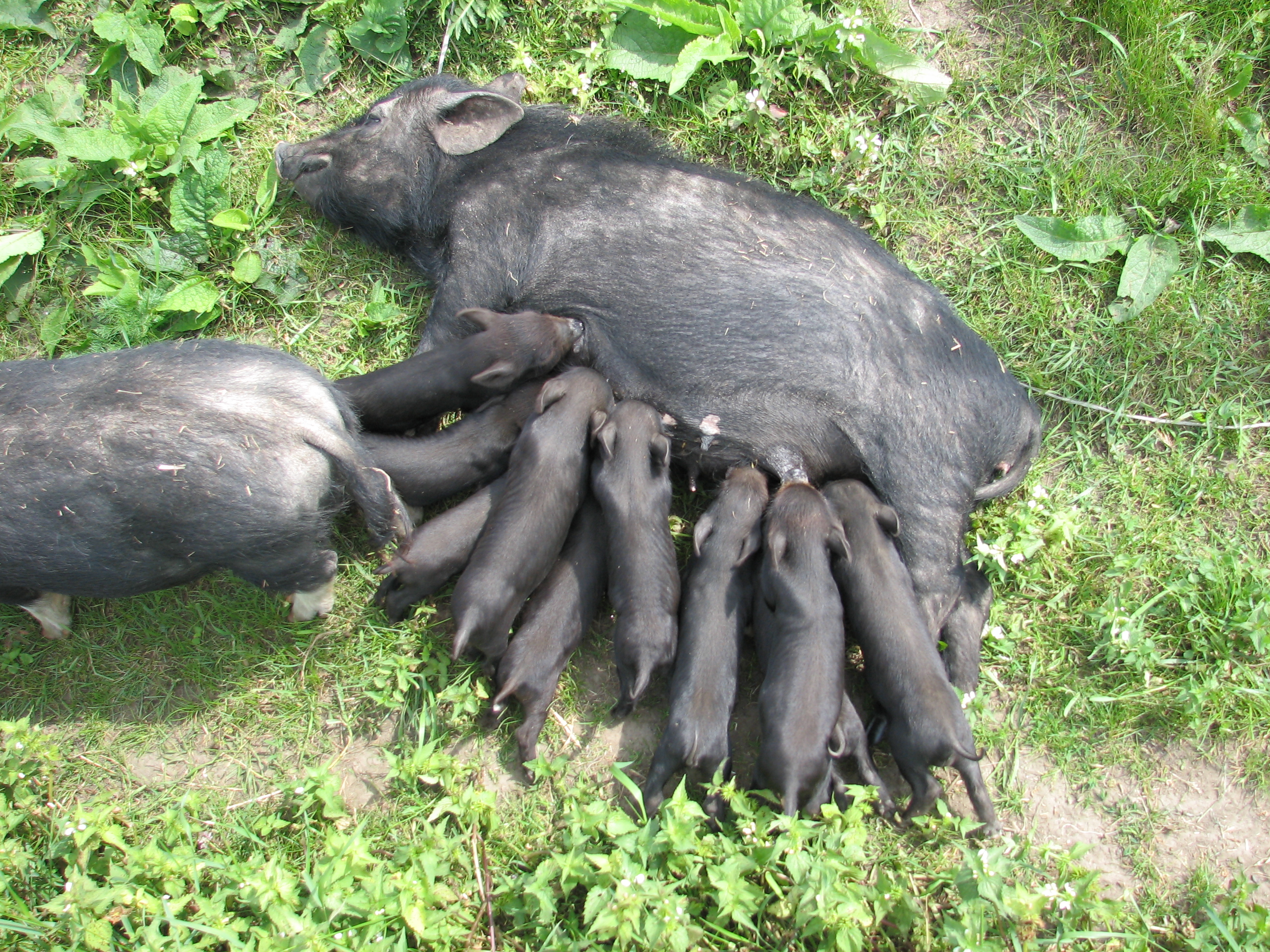
Szoptató koca

Egyes fajok monogámok, egy életre választanak párt, például farkasok, vidrák és európai hódok. Előfordul, hogy társa halála után a túlélő fél nem választ magának új párt. A poligámia minden típusára van példa az emlősök között: domináns hím(ek) és minden nőstény; domináns nőstény(ek) és minden hím; végül minden hím és minden nőstény, mint például a csimpánzoknál. A tudomány jelen állása szerint (21. század eleje) az emlősfajok 90%-a poligám, eltekintve a lek rendszerektől.  A lek rendszerekben a hímek összegyűlnek a nőstények körül, és udvarolnak nekik; példa erre a borjúfóka.
A kloákásokat kivéve az emlősök közösek abban, hogy elevenszülők, és az anya szoptatja kölykeit. A szülői gondoskodás szintje változó. Egyes fajok fészket építenek vagy üreget ásnak utódaiknak, vagy pedig sokáig gondoskodnak róluk még az elválasztás után is. Sok faj a K-stratégiát követi, vagyis viszonylag kevés utódot nevel. Mindkét szülő érdekelt abban, hogy utódaik sikeresen felnőjenek, habár változó, hogy ehhez mennyire járulnak hozzá. A nőstények általában védelmezik kölykeiket fajtársaikkal szemben is, legyenek azok hímek, nőstények vagy akár kölykök, azonban vannak példák arra, hogy segítenek más nőstények kölykeit felnevelni. A hímek is részt vehetnek a nevelésben, de ez nagy mértékben változó, még ugyanazon a nemen belül is. Míg például az emsemakákónál a kölykök nevelése a nőstények dolga, addig a japán makákónál a hímek is részt vesznek ebben.

## Az ember kapcsolata más emlősfajokkal

### A kultúrában

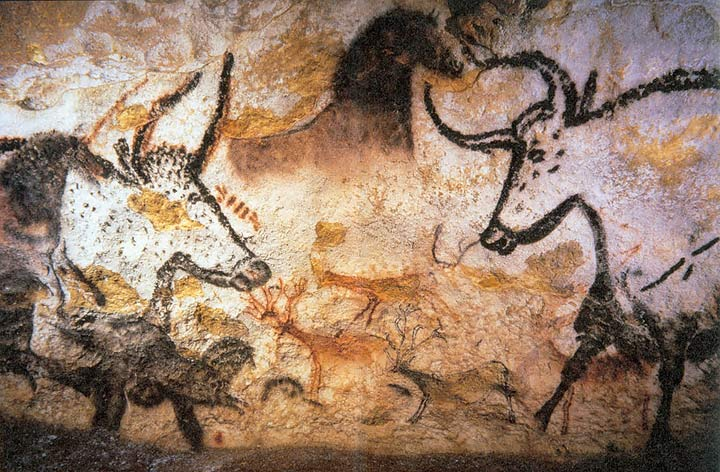
Lascaux-i barlangfestmény különféle nagytestű állatokkal, 17 300 évvel ezelőttről

A nem emberi emlősfajok közül több is nagy szerephez jutott az emberi kultúrákban. Házikedvencként az emlősök a legnépszerűbbek, kutyák, macskák tízmilliói mellett nyulakat, egereket, hörcsögöket és patkányokat tartanak családok világszerte. A művészet első tárgyai lovak, mamutok, szarvasok voltak, ahogy az a felső kőkori barlangrajzokon is látható. Vannak állatképeikről is ismert művészek, mint Albrecht Dürer, George Stubbs és Edwin Landseer. Hagyományosan sok emlőst vadásztak táplálékszerzés és szórakozás céljából, a szarvasok és a vaddisznó különösen népszerű vadak. Egyes háziállatokat sporthoz is felhasználnak, a lovakra és a kutyákra fogadni is lehet.  Amellett, hogy az ember társai, az állatok saját jogokkal is bírnak. Különféle emlősök nagy szerephez jutottak az irodalomban,  filmekben,  és a vallásban.

### A gazdaságban és a tudományban

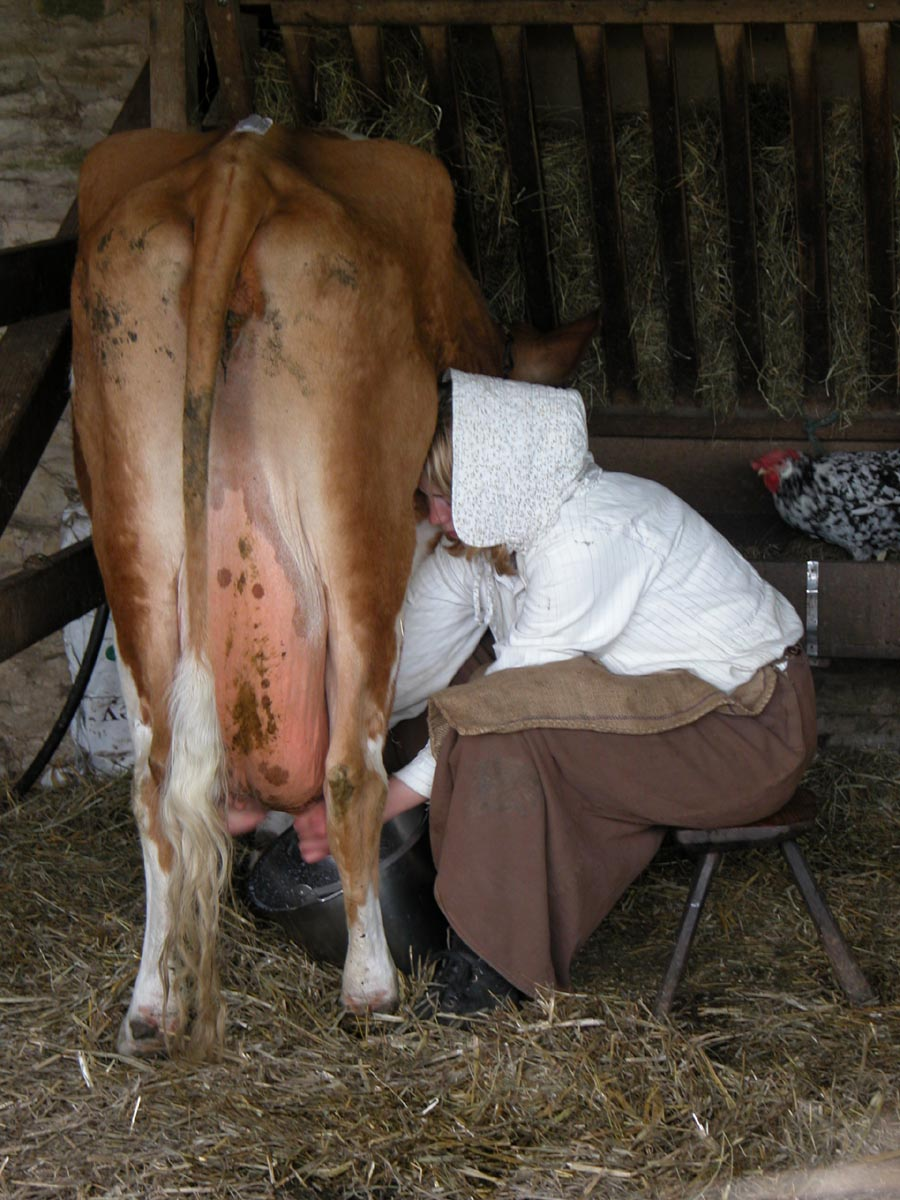
A szarvasmarhát évezredekig tejéért, húsáért és munkaerejéért tartották

Vannak fajok, melyeket húsukért, gyapjukért, bőrükért vagy tejükért tartanak. 2009-ben körülbelül 1,4 milliárd szarvasmarha, 1 milliárd juh, 1 milliárd disznó és 1985-ben 700 millió nyúl élt világszerte. A jószágok egy részének hasznosították és hasznosítják a munkaerejét is, köztük szarvasmarhákat, lovakat, szamarakat, öszvéreket és tevéket. A közlekedés és a mezőgazdaság gépesítésével jelentőségük csökkent, de egyes helyeken még mindig használják őket. 2004-ben a harmadik világban a gazdaságok 80%-ában, főként kis gazdaságokban segítették az emberek munkáját, és a világ közlekedésében 20%-ot értek el, szintén főként falusi környezetben. Hegyes vidékeken gépi járművek által járhatatlan utakon csomagokat szállítanak. Bőrüket cipőkhöz, ruhákhoz és bútorhuzatokhoz használják. Juhok, kecskék és alpakák gyapját évszázadok óta használják ruhák alapanyagául.
A természettudományokban kísérleti állatokként használnak főként egereket és patkányokat. A rágcsálókon genetikai, gyógyszerkísérleteket végeznek, és tanulmányozzák viselkedésüket különféle helyzetekben. A kutatóknak pontosan ismerniük kell az egyes egyedek származását ahhoz, hogy ellenőrizzék az eredményeket. Egyes megszekvenált, de ismeretlen hatású géneket knockout egereken tanulmányoznak. Ezekben az egerekben kiütik a vizsgált gént, és az így kapott egereket tanulmányozva vonnak le következtetéseket a gén hatásáról. Néhány kísérleti állat nem emberi főemlős, a főként emberszabású majmokon azt tanulmányozzák, hogy mennyire hasonlóak az emberekhez. Így a majmok gondolkodtak, tanultak jelnyelvet, írásos kommunikációt, megtanultak pénzt használni, zárakat kinyitni, főzni és sütni. A memóriajátékban jobbnak bizonyultak az emberi játékosoknál. Kísérleteket emberekkel is végeznek, nem mindig önkéntes alapon. A kísérletekben nem mindig garantálták a résztvevők testi vagy lelki épségének, vagy akár életének megőrzését.
Charles Darwin, Jared Diamond és mások felhívták a figyelmet az állatok háziasításának jelentőségére a neolitikus forradalomban, melynek eredményeként a földművelők átvették a nomád halász-vadászok helyét a legtöbb vidéken. Ez egy nagy lépés volt a történelemben. Ez átalakította a társadalmat is, ami a Föld arculatának megváltoztatásához vezetett.

### Hibridek

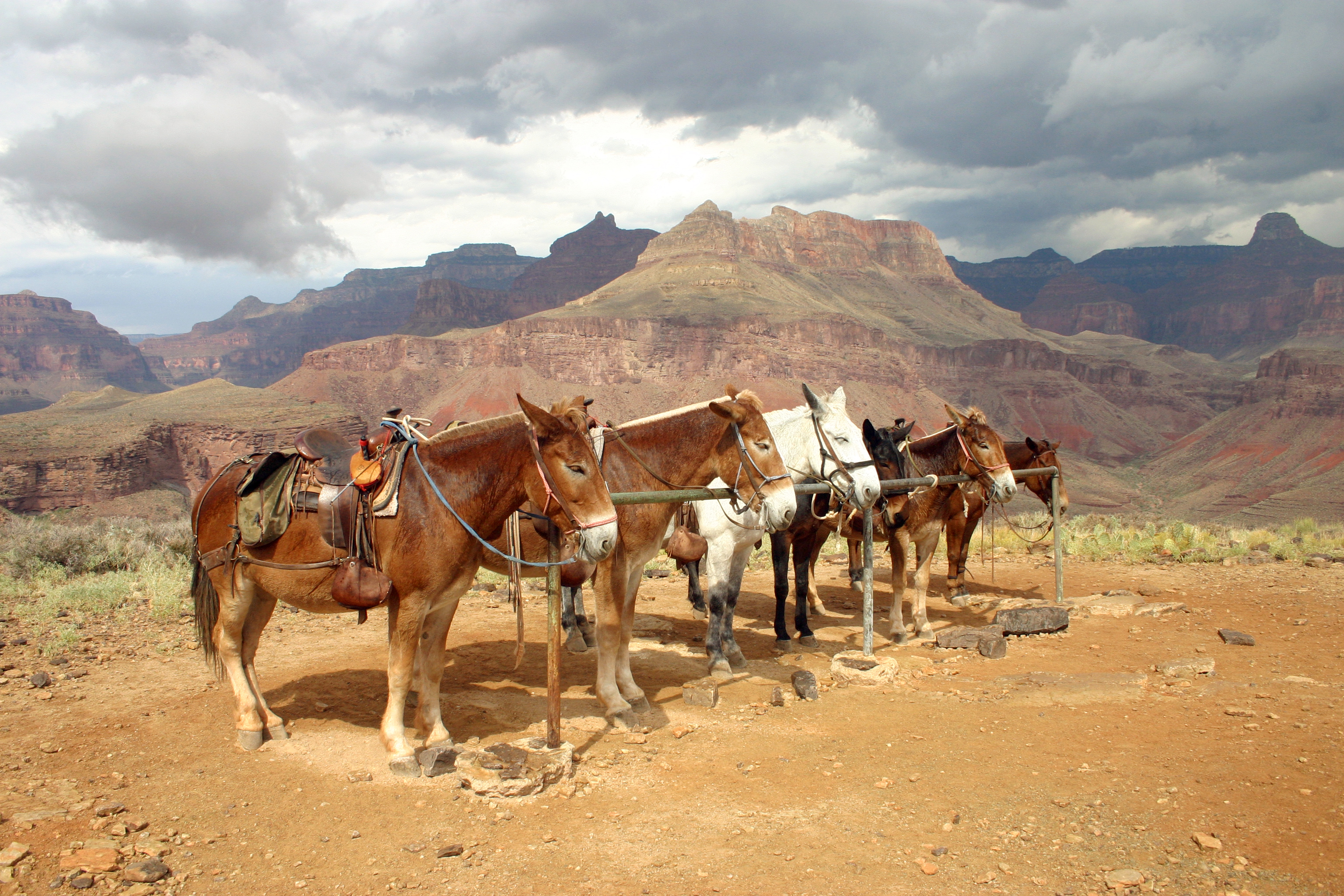
A fajközi hibridek ismert példája az öszvér. Öszvérek a Grand Canyon peremén

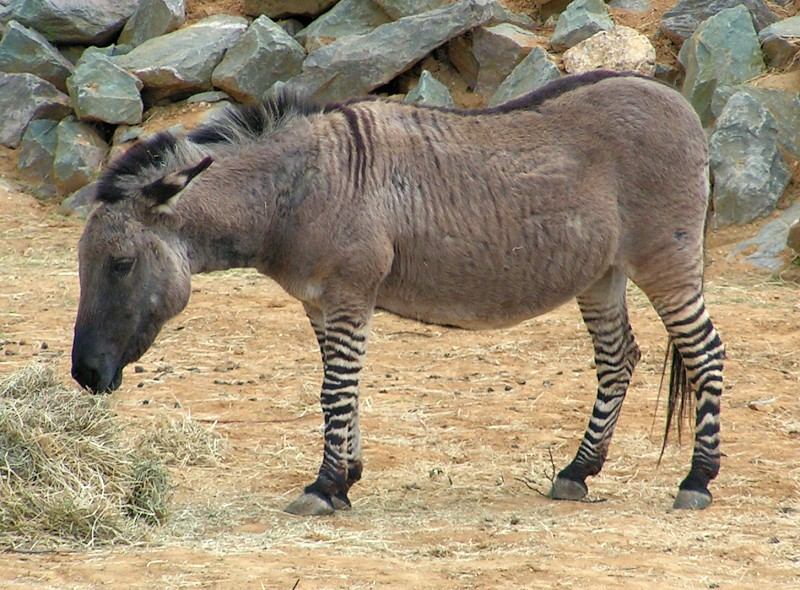
Zebra és szamár hibridje

A hibridek két, egymástól nagy mértékben különböző szülő utódai. A szülők tartozhatnak különböző fajokhoz, alfajokhoz, fajtákhoz vagy rasszokhoz. A hibridek sok génre heterozigóták, habár ez hibridizáció nélkül is előfordulhat. Keveredés előfordulhat a természetben is, de az állattenyésztésben már évezredek óta használják. Például az öszvérek is hibridek. Megkülönböztetnek fajon belüli (például szibériai és bengáli tigris) és fajközi hibrideket (oroszlán és tigris). Még nagyobb távolságra levő fajok hibridjei az intergeneric hibridek. A természetben olyan területeken jelennek meg hibridek, ahol a különböző fajok, alfajok vagy rasszok elterjedési területe átfedi egymást. Egyes hibrideket elismertek új fajnak (lásd vörös farkas), bár mindig vitatott, hogy fajról vagy hibridről van-e szó.
Mesterséges szelekcióval a kihalt fajokhoz hasonlót hoznak létre rokon fajokból. Ez a folyamat a visszatenyésztés.  Ezzel a módszerrel nemcsak a külső, hanem a viselkedés is rekonstruálható, és az új faj betölti azt az ökológiai szerepet, mint a régi. Csak a genetikai állományt nem tudják rekonstruálni: az elveszett az eredeti faj kihalásával. Így például a Heck cattle nagyjából olyan, mint az őstulok.
Egyes vadon élő fajokat többek között a háziasított rokonaival való keveredés is fenyegeti. Erre példa a házimacskával keveredő vadmacska. A még fajtatiszta vad egyedek hátrányba kerülnek a jobb egészségű hibridekkel szemben. További tényező lehet, hogy az ember által betelepített háziállatok veszélyeztetik a helyi állatvilágot, akár versenyzéssel az erőforrásokért, akár azért, mert a betelepített fajok áldozatául esnek. Ez és az élőhelyek átalakítása fajok, ritka változatok kihalásához vezethetnek. A génáramlás miatt a genetikai állomány is beszűkülhet, ami morfológiai szempontból nem nyilvánvaló.

### Fenyegetések

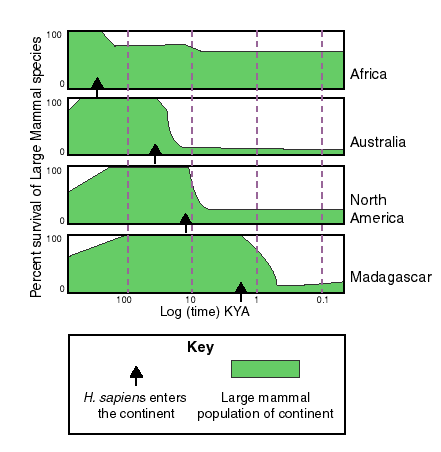
Nagytestű állatok fajszáma az egyes kontinenseken az ember érkezése előtt és után

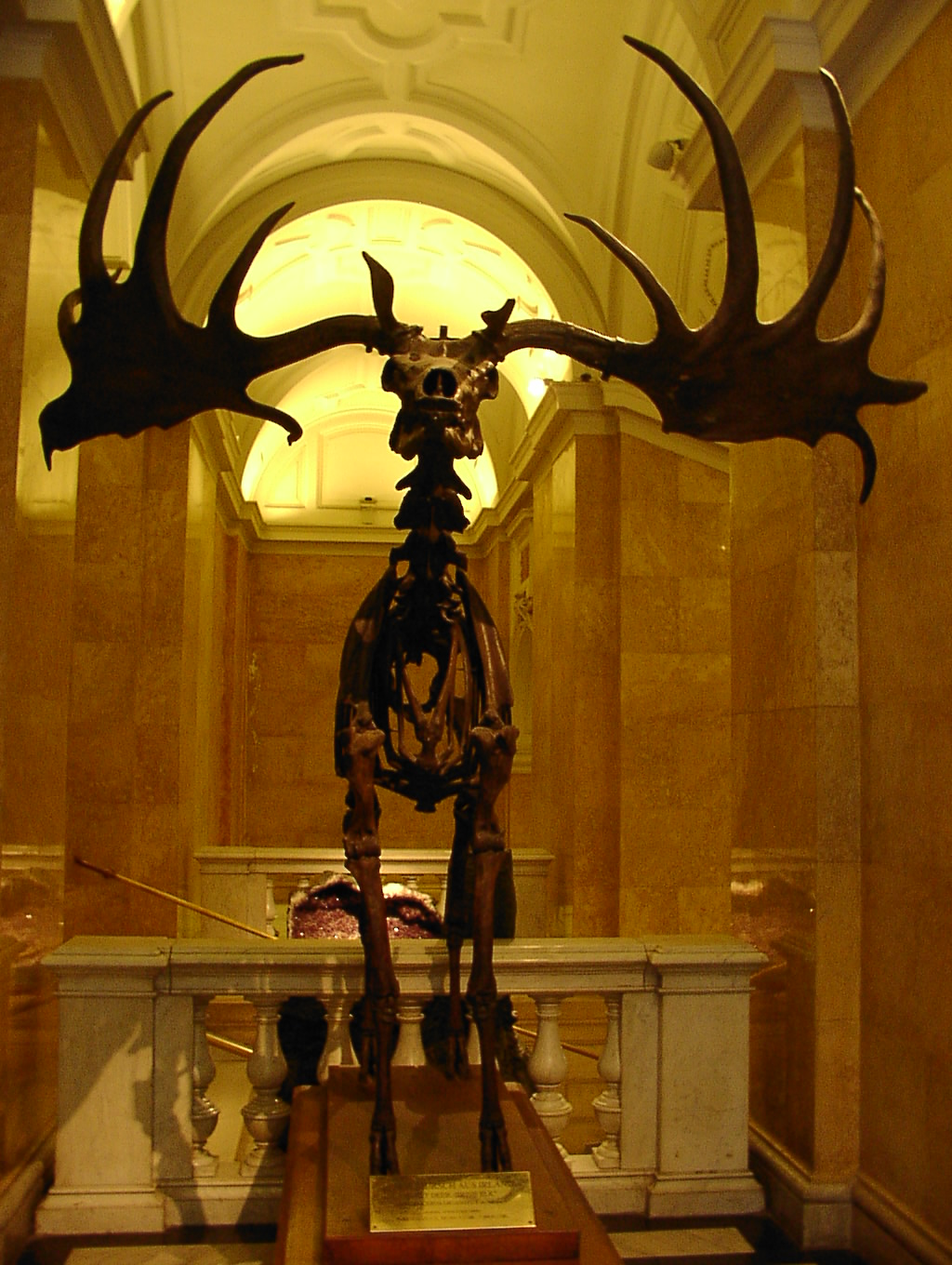
A Megaloceros giganteus óriásszarvas csontváza

Az ember megjelenésétől kezdve a legtöbb fajkihalást az ember okozza. Az emberi tevékenység következtében eltűntek a nagytestű gerincesek, amiről Kent H. Redford cikket írt The Empty Forest címmel jelent meg a BioScience-ben 1992-ben. Ez romboló hatással van az ökoszisztémára. A negyedkori kihalási eseményben a megafauna kihalása szembetűnően követte az ember megjelenését az adott kontinensen. Egy hipotézis szerint az ember a kihalásig vadászta ezeket az állatokat, például a gyapjas mamutot. Sok fajt ma is a kihalás fenyegeti, így az orrszarvúkat, a főemlősöket,  a tobzoskákat és a zsiráfokat. Csak a vadászat több száz emlősfajt fenyeget világszerte. Tudósok szerint a megnövekedett húsigény hozzájárul a biodiverzitás csökkenéséhez, mivel számos fajban gazdag területet mezőgazdasági művelés alá vonnak, hogy ott takarmányt termesszenek, vagy legeltessenek. A WWF 2016-os jelentése szerint 1970 óta a világ vadon élő populációi 58%-kal hanyatlottak, melynek fő okai az élőhelyek lerombolása, a környezetszennyezés és a vadászat. Megállapították, hogy ha nem lesz változás, akkor a vadvilág 67%-a eltűnik 2020-ra. A túlvadászathoz hozzájárul az orvvadászat is, ami különösen azoknak a vadaknak az állományát csökkenti,  melyek közel élnek a falvakhoz, például a pekari.  Az orvvadászat hatása látható az elefántcsontkereskedelemben és az elefántokon.  Tengeri emlősök begabalyodhatnak a halászhálókba, ami a halálukat okozza. Évi 65 000 – 86 000 cetféle emiatt veszti életét.
Globális figyelem kíséri a veszélyeztetett fajokat. A riói egyezményt 189 ország írta alá, amiben vállalták, hogy meghatározzák és védik a veszélyeztetett fajokat és élőhelyüket. A Természetvédelmi Világszövetség egy nemzetközi szervezet a természet védelméért, melynek tagja több mint 1200 kormányzati és nem kormányzati szervezet.
A jelenlegi fajkihalásokat egyértelműen az emberi tevékenység következményeként tartják számon.  Az IUCN ezt 1500-tól számítja. 2015-ig legalább 80 emlősfaj halt ki a vadonban. Néhány fajt, például a Dávid-szarvast sikerült fogságban megmenteni, ezek a vadon kihalt kategóriát alkotják.  Egyes veszélyeztetett fajok, mint a floridai puma ökológiai értelemben kihaltak, azaz olyan kevesen maradtak, hogy hatásuk a természeti környezetre elhanyagolható. Egyes fajok elterjedési területe csökkent, így vannak helyek, ahonnan eltűntek; lokálisan kihaltnak is nevezik őket. Így a szürke bálnak kihaltak az Atlanti-óceánból.
Az IUCN Vörös Lista 1093 emlősfajt sorol a veszélyeztetettekhez, vagyis minden ötödik emlős veszélyeztetett faj.